# Guayana Francesa

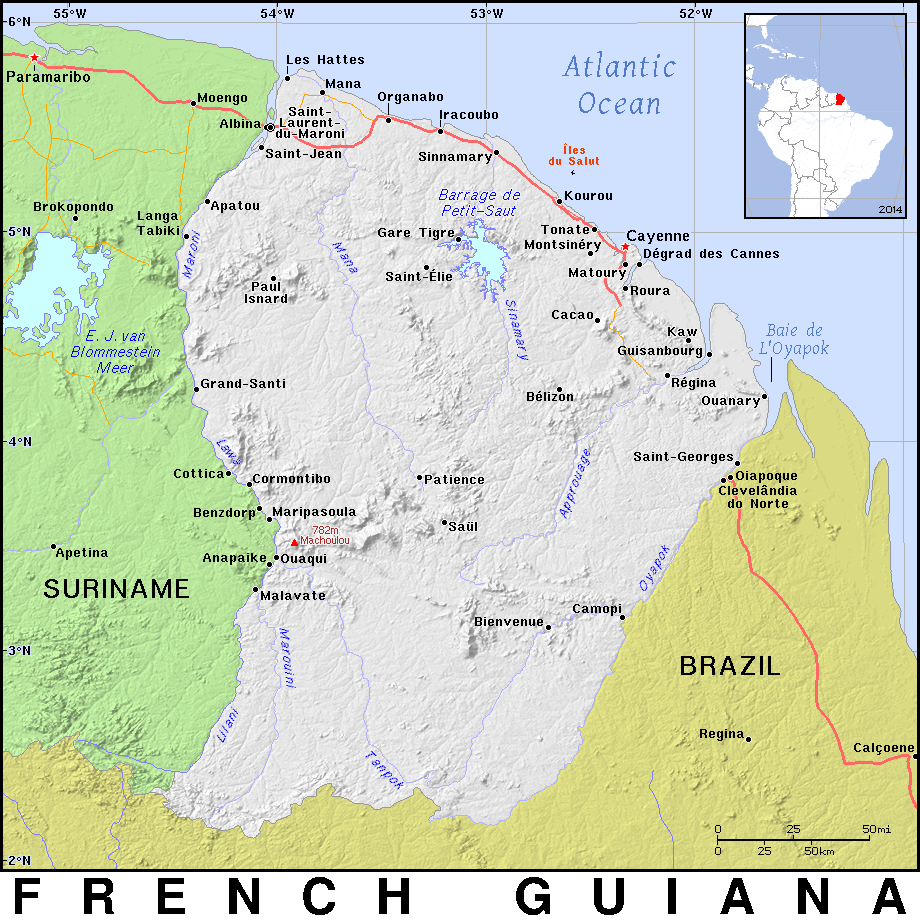
Fronteras de la Guayana Francesa en relación con Surinam y Brasil.

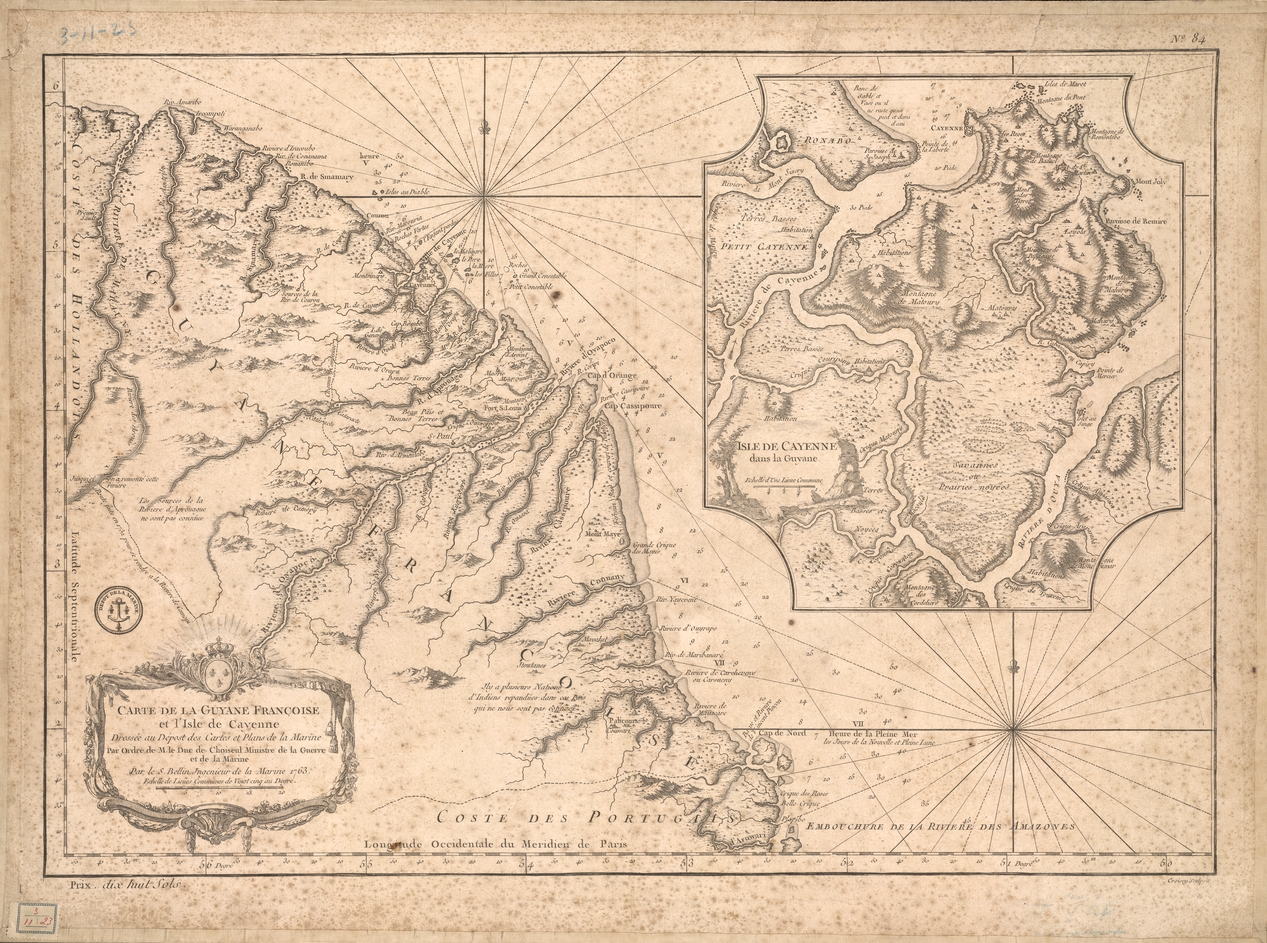
Mapa de la Guayana Francesa en 1763

La Guayana Francesa (en francés: Guyane o Guyane française, pronunciado /ɡɥijan fʁɑ̃sɛz/; en criollo guayanés, Lagwiyann), o simplemente como Departamento de Guyana, es una región y departamento de ultramar de Francia, que forma parte de la Unión Europea como región ultraperiférica. En tanto colectividad territorial única, tan solo consta de una asamblea que reagrupa las competencias del Consejo regional y departamental. Es el único territorio en Las Guayanas y en América del Sur continental que ha elegido la integración completa en un país europeo. Por tanto, como departamento y región es parte integral de Francia (de manera similar a la Guayana brasileña respecto a Brasil), a diferencia de Guyana y Surinam que prefirieron separarse del Reino Unido y los Países Bajos, respectivamente.
Se ubica en la costa norte de América del Sur, en la región de Las Guayanas, entre Brasil y Surinam, limitando al norte con el océano Atlántico. Su capital y ciudad más poblada es Cayena. La población de la Guayana Francesa se estima en 301 099 habitantes a principios de 2023, y se ha multiplicado por 11 desde 1950 gracias a una elevada tasa de natalidad y a una fuerte inmigración sudamericana y caribeña.
Antes del contacto europeo, el territorio estaba originalmente habitado por indígenas de América, la mayoría de los cuales hablaban la lengua arahuaca. El primer establecimiento francés se registró en 1503, pero Francia no estableció una presencia duradera hasta que los colonos fundaron Cayena en 1643. Guayana Francesa se desarrolló como una sociedad de esclavos en la que los plantadores importaban africanos en gran número como trabajadores esclavizados en grandes azucareras y otras plantaciones. La población aumentó de esa manera. La esclavitud fue abolida en las colonias en el momento de la Revolución francesa. La Guayana fue designada como departamento francés en 1797. Pero, después de que Francia abandonó su territorio en América del Norte, desarrolló la Guayana como una colonia penal, estableciendo una red de campos y centros penitenciarios a lo largo de la costa donde los prisioneros de la Francia metropolitana fueron condenados a trabajos forzados.
Durante la Segunda Guerra Mundial y la caída de Francia ante las fuerzas alemanas, el francoguayanés Félix Éboué fue uno de los primeros en apoyar al general Charles de Gaulle de la Francia Libre, ya en el 18 de junio de 1940. La Guayana francesa se unió oficialmente a la Francia Libre en 1943. Guayana francesa abandonó su estatus de colonia y una vez más se convirtió en un departamento francés en 1946. Después de que De Gaulle fuera elegido presidente de Francia, estableció el Puerto espacial de Kourou en 1965. Ahora es operado por el Centro Nacional de Estudios Espaciales, Arianespace y la Agencia Espacial Europea (ESA).
A fines de la década de 1970 y principios de la década de 1980, varios cientos de refugiados Miao (Hmong) de Laos emigraron a la Guayana Francesa, huyendo del desplazamiento después de la participación de Estados Unidos en la guerra de Vietnam. A fines de la década de 1980, más de 10 000 refugiados surinameses, en su mayoría cimarrones, llegaron a la Guayana Francesa, huyendo de la guerra civil de Surinam. Más recientemente, la Guayana Francesa ha recibido un gran número de inmigrantes económicos surinameses, brasileños y haitianos. La minería de oro ilegal y contaminante por parte de los garimpeiros brasileños es un problema crónico en el remoto bosque interior de la Guayana Francesa.
Totalmente integrada en el estado central francés en el siglo XXI, la Guayana Francesa es parte de la Unión Europea y su moneda oficial es el euro. Una gran parte de la economía de la Guayana se deriva de empleos y negocios asociados con la presencia del puerto espacial de Kourou, que ahora es el sitio de lanzamiento principal de la Agencia Espacial Europea cerca del ecuador terrestre. Como en otras partes de Francia, el idioma oficial es el francés estándar, pero cada comunidad étnica tiene su propio idioma, de los cuales el francés criollo, una lengua criolla basada en el francés, es el más hablado.

## Etimología
Guiana procede del término arahuaco tierra de muchas aguas. El adjetivo Francesa se incorpora en la mayoría de los idiomas distintos al francés, pues hunde sus raíces en la época colonial en la que existían cinco colonias llamadas Las Guayanas. A saber, Guayana Española (Región Guayana, en Venezuela), Guayana Británica, Guayana Neerlandesa, Guayana Francesa y Guayana Portuguesa (región brasileña de Amapá).

## Historia

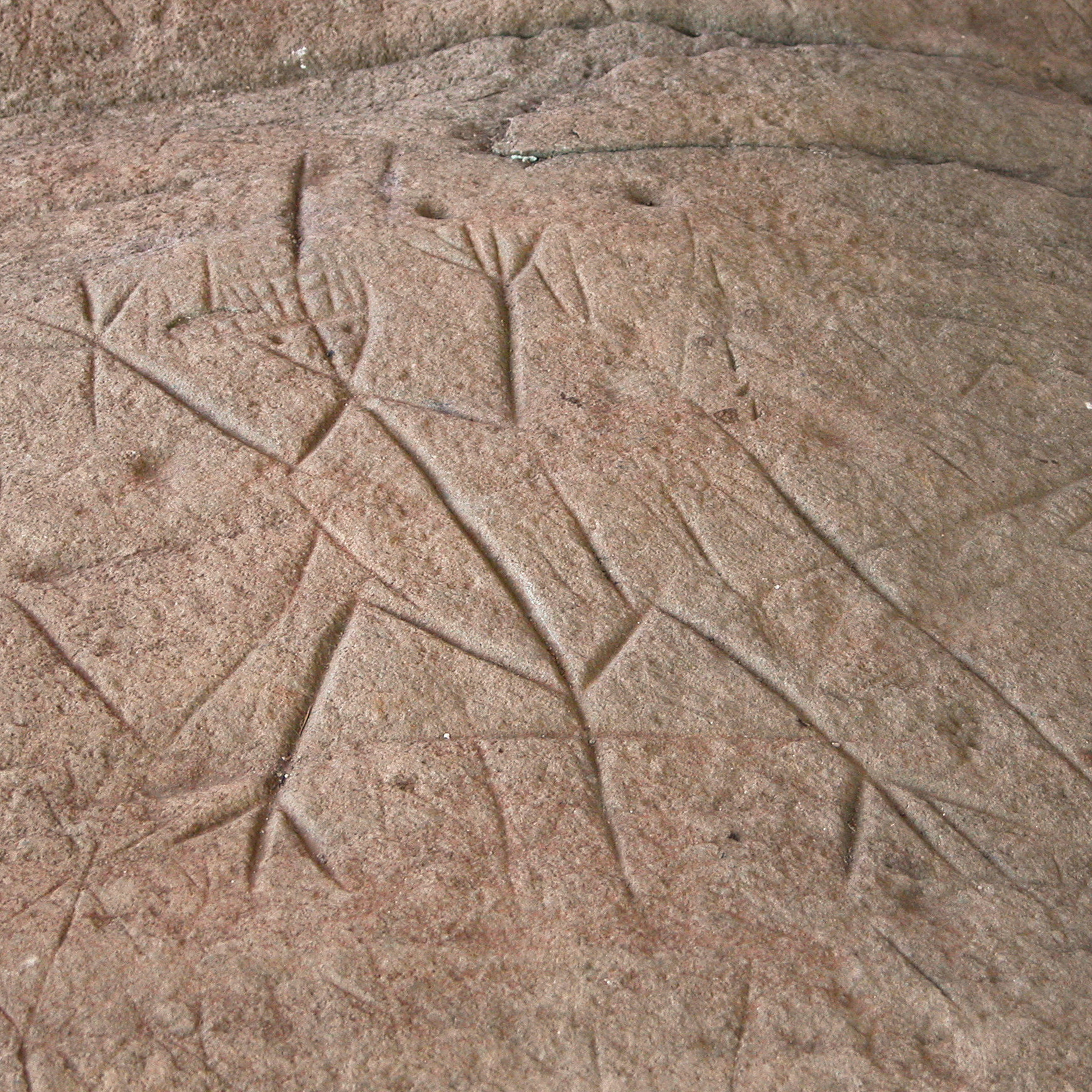
Rocas grabadas de Carapá, Monumento histórico de Francia

La Guayana Francesa fue habitada originalmente por tribus de indígenas caribes y arahuacos indígenas de Venezuela principalmente, y también por pequeños grupos de galibi, emerillón, palikour, waiampi y wayana.
Francia colonizó el territorio en el siglo XVII; esta colonización se realizó cuando Luis XIV envió miles de colonos a Guayana. Los colonos fueron seducidos para realizar esta empresa con historias de muchísimo oro y fortunas fáciles de hacer. Pero, por el contrario, se encontraron con una tierra llena de nativos hostiles y enfermedades tropicales. Un año y medio después, solo unos pocos cientos sobrevivieron.
Los supervivientes huyeron a tres pequeñas islas que podían ser vistas desde la ribera y las llamaron las Îles du Salut (Islas de la Salvación). Cuando los sobrevivientes de esta fallida expedición regresaron a casa, las terribles historias que contaron de la colonia dejaron una impresión duradera en Francia.
En 1794, tras la muerte de Robespierre, 193 de sus seguidores fueron enviados a Guayana. En 1797 el general republicano Pichegru y muchos diputados y periodistas fueron también enviados a la colonia. Más tarde, fueron llevados esclavos desde África y se establecieron plantaciones a lo largo de las zonas libres de enfermedades junto a los ríos, las cuales trajeron cierta prosperidad a la colonia por primera vez. En diciembre de 1808 fue invadida por las tropas luso-brasileñas debido a la invasión napoleónica en Portugal. En 1848, Francia abolió la esclavitud y los antiguos esclavos huyeron hacia la selva, estableciendo comunidades similares a las que tenían cuando vivían en África antes de ser capturados.
En 1852, las primeras cargas de condenados encadenados llegaron desde Francia metropolitana. En 1885, la Tercera República Francesa para deshacerse de los criminales habituales y aumentar el número de colonos, el parlamento francés aprobó una ley por la que cualquiera, ya fuera hombre o mujer, que tuviera más de tres sentencias por robo de más de tres meses cada una, sería enviado a la Guayana Francesa como un relegado. Estos relegados eran mantenidos en prisión allí por un periodo de seis meses tras el cual eran liberados para convertirse en habitantes de la colonia. Sin embargo, este experimento fue un fracaso: los prisioneros eran incapaces de ganarse la vida trabajando la tierra, por lo que se veían forzados a delinquir nuevamente o ganarse la vida hasta morir. De hecho, ser enviado a Guayana Francesa como relegado era una sentencia perpetua, y normalmente una sentencia corta, puesto que la mayoría de los relegados morían rápidamente de enfermedad y desnutrición.

### Amerindios y europeos
Los primeros vestigios arqueológicos (cerámica, grabados rupestres, pulidores, etc.) de pueblos amerindios entre los ríos Oyapock y Maroni se remontan al 5.º milenio antes de Cristo. Muchos de sus sucesores en la misma zona geográfica pertenecen principalmente al grupo lingüístico tupí-guaraní.
Se estima que a finales del siglo II se instalaron en la costa guayanesa indios arahuacos y palikur procedentes de las orillas del Amazonas. En el siglo VIII les siguieron los kalinago o karibes, los kali'na (galibis) y los wayana.
La costa de Guayana fue reconocida por Cristóbal Colón en 1498. A pesar del reparto del Nuevo Mundo en 1494 por el Tratado de Tordesillas entre Portugal y España, las naciones europeas realizaron numerosos intentos de colonización de la Guayana a partir del siglo XVI.
Ya en 1503 se iniciaron los primeros asentamientos franceses en la zona de Cayena, sobre todo el de los franceses, a través del viaje de Nicolas Guimestre en 1539, seguido por el del inglés Robert Baker (1562) y el de Gaspard de Sotelle (1568-1573), que estableció más de 120 familias españolas en la isla de Cayena.
De 1596 a 1598, los ingleses John Ley y Lawrence Keymis, y el neerlandés Abraham Cabeliau realizaron un reconocimiento geográfico preciso de la costa guayanesa. Los verdaderos asentamientos europeos aparecieron sobre todo en el siglo XVII, a través de ocupaciones puntuales (unos pocos años) de las desembocaduras de los ríos, y fueron obra de Francia, Inglaterra y los Países Bajos.
En 1604, la colonia de Guayana pasó a llamarse Francia Equinoccial.

### Colonización francesa

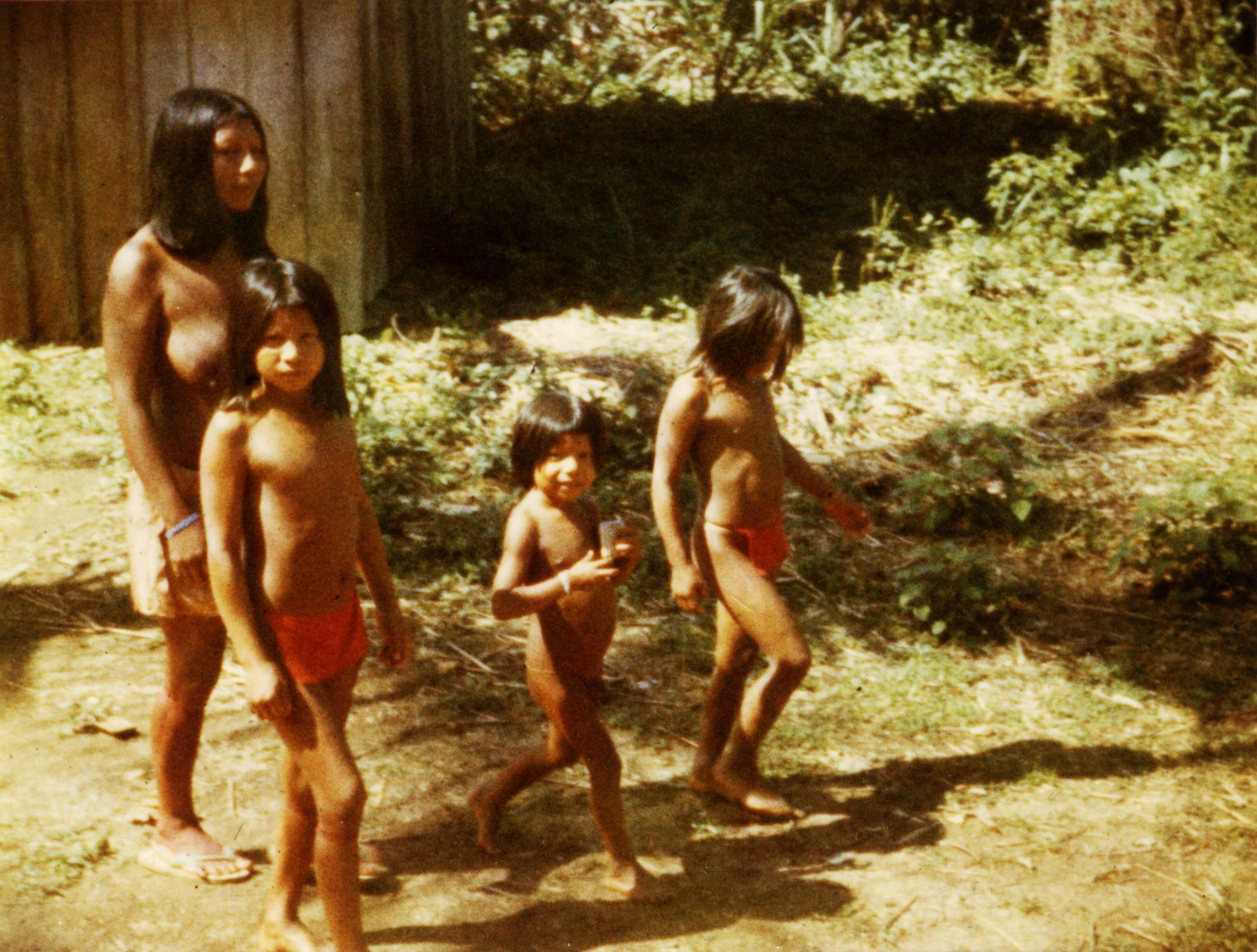
Familia wayana

Aunque los primeros grandes intentos de colonización francesa se remontan a la década de 1620, a menudo se vieron frustrados por las disensiones internas de los colonos, las malas relaciones humanas con los amerindios e incluso la dureza de las condiciones de vida, en particular con la fiebre amarilla. Por su parte, las naciones amerindias tuvieron que hacer frente a una elevada tasa de mortalidad, debido a las guerras emprendidas contra los colonizadores, pero también a la acción de las epidemias recién importadas de Europa.
Durante mucho tiempo, el control del rey francés sobre la Guayana Francesa fue impugnado regularmente; solo con la recaptura de Cayena en diciembre de 1676 por el almirante Jean d'Estrées, los franceses se establecieron finalmente. Incluso entonces, solo controlaban la isla de Cayena y, de forma intermitente, algunos puestos militares en los estuarios de los ríos. Esta débil presencia humana y militar explica en gran medida la extrema facilidad con la que los portugueses de Brasil se apoderaron de la isla de Cayena durante las guerras napoleónicas, isla que ocuparon de 1809 a 1817.

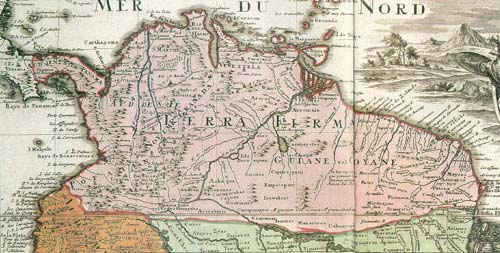
Mapa de las Guayanas dentro del Nuevo Reino de Granada.

La colonización de la Guayana Francesa fue llevada a cabo inicialmente por trabajadores europeos, los engagés, también conocidos como los treinta y seis meses porque estaban vinculados por un contrato de tres años a su amo. Este intento, debido a la falta de voluntarios, fue rápidamente sustituido por esclavos de origen africano, que fueron utilizados en las viviendas (granjas) para cultivar productos coloniales: azúcar, especias, chocolate y café.
Como en las demás colonias francesas, la esclavitud se regía en gran medida por los textos del Código Negro (1685). Esta sociedad de viviendas siguió siendo el modelo económico dominante en la Guayana Francesa hasta la segunda abolición de la esclavitud en 1848. Sin embargo, no trajo ningún desarrollo real a la Guayana Francesa, que siguió siendo la región pobre y despoblada del imperio colonial francés en América. En 1713, durante el Tratado de Utrecht, el rey francés Luis XIV, para limitar los conflictos locales con la colonia portuguesa de Brasil, sentó las bases de la frontera entre Brasil y Francia.
La expedición de Kourou, iniciada en 1763, estaba muy mal preparada. Fue realizada a petición de Choiseul y dirigida por el caballero Étienne-François Turgot, gobernador, Jean-Baptiste Thibault de Chanvalon, intendente, y Antoine Brûletout de Prefontaine, comandante, con el fin de establecer una verdadera colonia de agricultores de origen europeo en las sabanas de la Guayana occidental. Sin embargo, fue un rotundo fracaso: casi todos los colonos supervivientes huyeron de Guayana a la metrópoli. Solo los colonos alemanes y canadienses permanecieron en la Guayana Francesa, instalándose de forma permanente en Kourou, Sinnamary, Malmanoury, Corossony e Iracoubo, donde fundaron una sociedad original (y mixta) de agricultores en la Guayana Francesa.

La Guayana Francesa fue ocupada por los británicos de 1778 a 1783, y luego de 1785 a 1788.

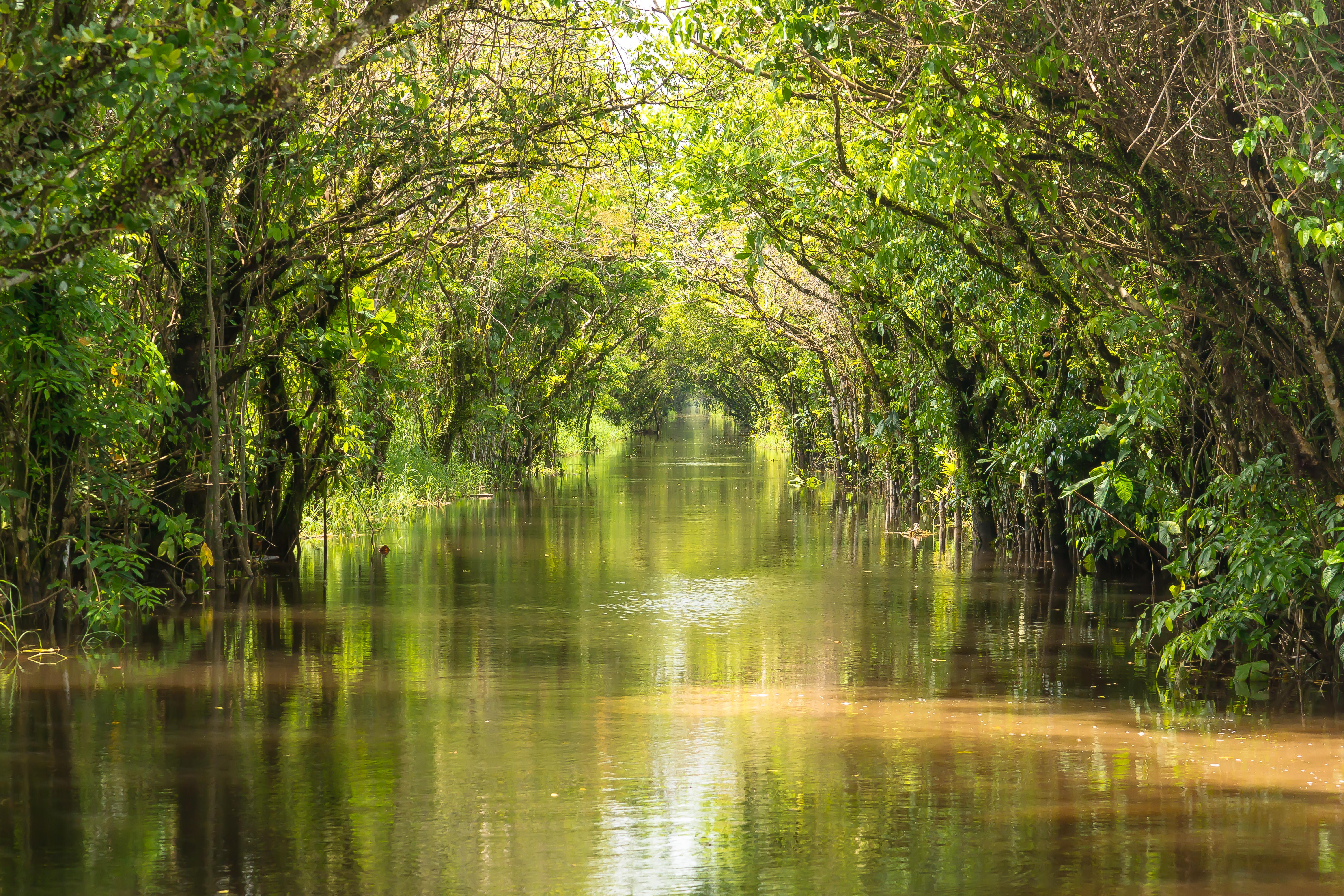
El Canal Roy fue construido por los esclavos hacia 1735 para permitir la unión entre el río Kaw y el río Approuague, facilitando así el transporte de mercancías.

 Durante la Revolución, se convirtió por primera vez (Collot d'Herbois y Billaud-Varenne), en un lugar de deportación política; le siguieron en 1798, cuando la Guayana Francesa se constituyó en departamento, los deportados fructíferos y los sacerdotes refractarios: Counamama y Sinnamary fueron el cementerio de la mayoría de ellos.

### Abolición de la esclavitud
La esclavitud fue abolida en 1794 en todas las colonias, antes de que Napoleón I la restableciera en 1804. Fue abolida definitivamente por el decreto de abolición de la esclavitud del 27 de abril de 1848, bajo el impulso del abolicionista Victor Schoelcher. La desaparición de la mano de obra esclava supuso la paralización de la economía colonial tradicional.
Durante la Revolución Francesa, la Guayana Francesa fue ocupada por los portugueses, que tenían Brasil, de 1809 a 1817: este periodo de ocupación dejó su huella en el criollo francoguayanés, que incorporó muchas palabras portuguesas a su vocabulario. Aunque la isla fue devuelta a los franceses, tras la aplicación del Tratado de Viena en 1815, el retorno efectivo de los franceses se produjo en abril de 1817, cuando se envió un gobernador.
Para compensar la falta de mano de obra, pero sobre todo para librar a la metrópoli de los opositores políticos republicanos y de los delincuentes de derecho común, el Segundo Imperio creó prisiones en la Guayana Francesa. Acogieron a deportados, transportaron a personas y también relegaron a prisioneros hasta 1946. En la década de 1930, se crearon en el Territorio Inini los Establecimientos Penitenciarios Especiales, también conocidos como las cárceles anamitas (véase Campamento Crique Anguille). Pobladas por opositores políticos e intelectuales indochinos, pero también por pequeños delincuentes, ladrones y proxenetas, estas cárceles serán un amargo fracaso.
Los intentos de poblar la Guayana Francesa con trabajadores libres de origen inmigrante (África, India, Estados Unidos, Madeira, etc.) no fueron más sostenibles.

### Disputa franco-brasileña

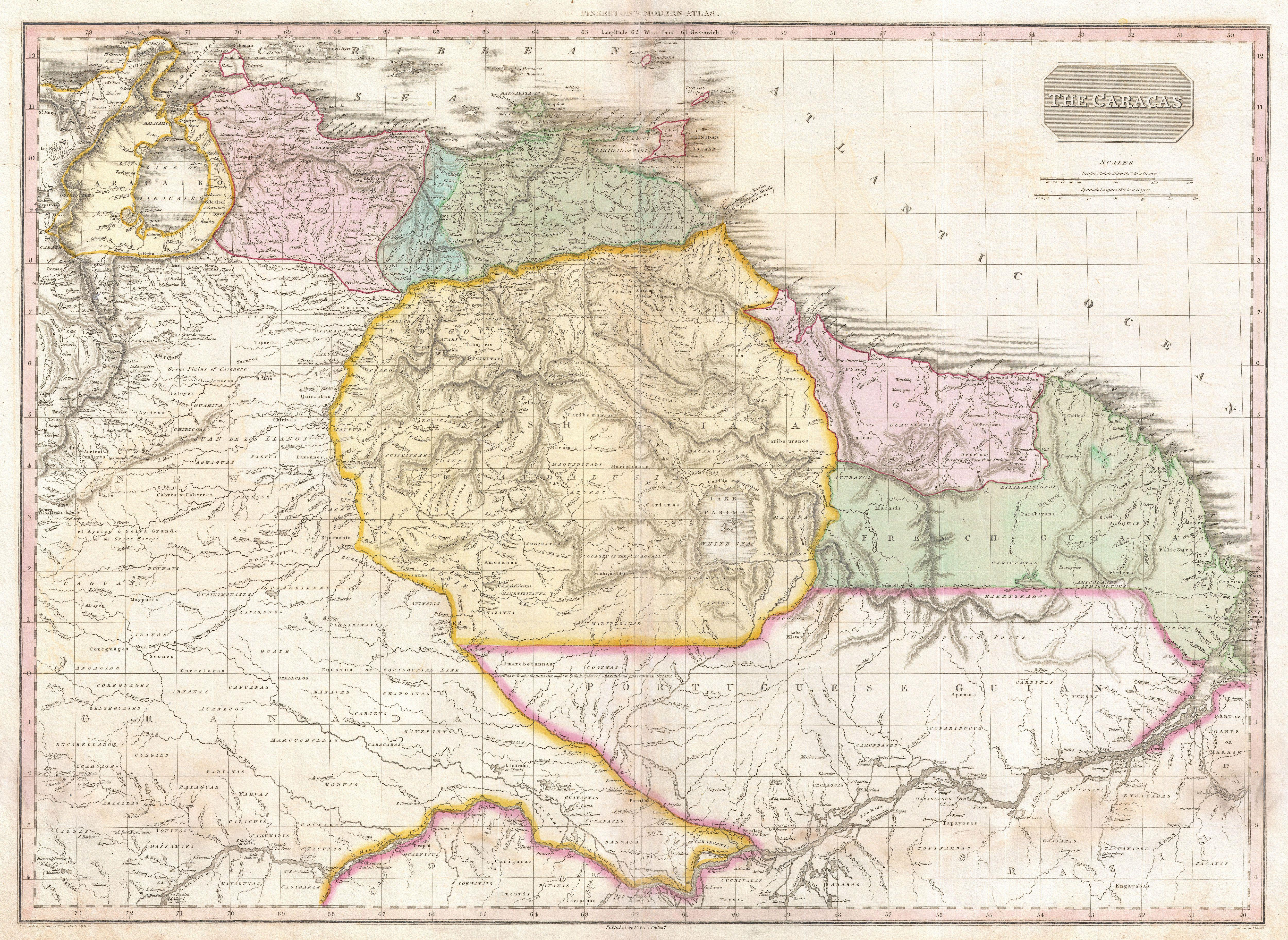
Mapa de las Guayanas en 1818

En 1713, los Tratados de Utrecht establecieron una frontera entre los territorios franceses y portugueses en el Escudo Guayanés. Un río debía servir de frontera, pero el tratado no sabe con certeza a qué río se refiere. En 1822, Brasil se independizó. Varios cientos de kilómetros cuadrados se disputan entre Francia y Brasil. El territorio disputado se convirtió en un territorio neutral, refugio de aventureros, convictos fugados y esclavos abandonados. A finales del siglo XIX, los dos países acordaron recurrir al arbitraje suizo. La diplomacia brasileña se implicó mucho en este arbitraje, mientras que Francia no puso mucho empeño en las negociaciones. El arbitraje suizo se dictó en 1900 a favor de Brasil, y el río Oyapock se mantuvo como frontera entre la Guayana Francesa y Brasil. Los franceses no pudieron establecerse en el ahora banco brasileño.

### Fiebre del oro
En 1855 se descubrió un yacimiento de oro en el este de Guayana, en el Arataye, un afluente del Approuague. En el oeste, el oro se extraía del río Inini (Haut-Maroni). El comienzo del siglo XX estuvo marcado por la fiebre del oro, con 10 000 mineros en activo, lo que provocó un crecimiento a menudo artificial del comercio local, y el cese de las últimas actividades agrícolas por falta de mano de obra.
La efímera existencia de la República independiente de Guayana (Amapá, 1886-1891, luego Estado Libre de Counani (1904-1912)) está vinculada a esta fiebre del oro.
Al igual que Reunión, Guadalupe y Martinica, la Guayana Francesa se convirtió en un departamento francés de ultramar en 1946. Sin embargo, el despegue económico fue difícil debido a los altos costes de producción, la escasa población, la dependencia comercial (importaciones) de Francia y la flagrante falta de las infraestructuras más básicas: carreteras, escuelas, sistema sanitario, etc.

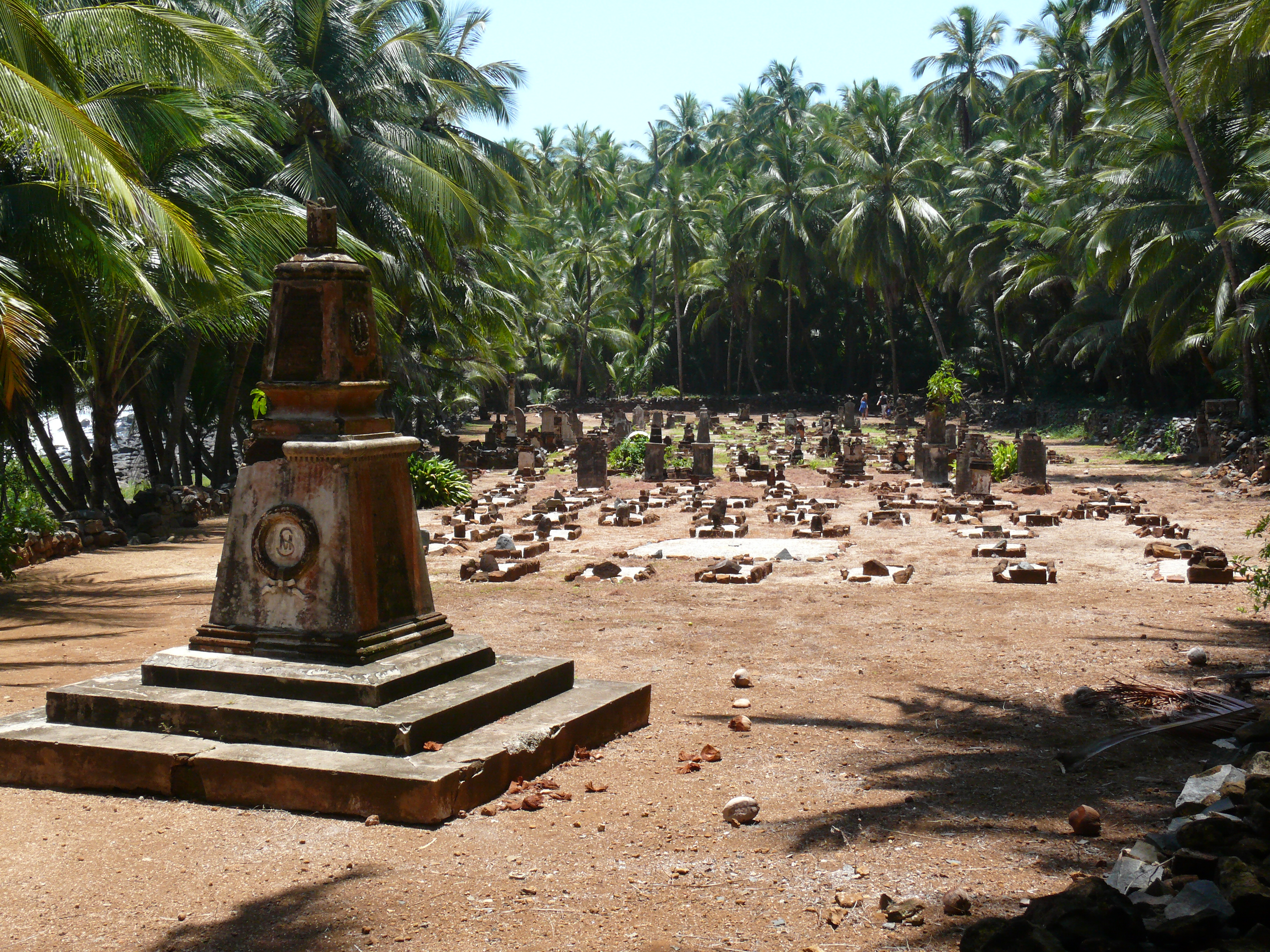
Cementerio de la prisión de la Isla San José.

### Prisión
Saint-Laurent-du-Maroni, Cayena y las Islas de la Salvación fueron centros de deportación para los condenados a trabajos forzados desde 1852 hasta 1946, por decisión de Napoleón III. El capitán Alfred Dreyfus fue enviado allí en 1894.
La Guayana Francesa siguió siendo una colonia francesa hasta el 19 de marzo de 1946, cuando obtuvo el estatus de departamento de ultramar. Francia esperaba que los detenidos fueran también colonos. Pero esto fue un fracaso. El cierre de la prisión se consiguió después de la Segunda Guerra Mundial, tras la publicación de 27 artículos de Albert Londres y bajo el impulso de Gaston Monnerville. En 1938, el último convoy de convictos se dirigió a la Guayana Francesa, pero no fue hasta 1945 cuando la Asamblea Constituyente decidió repatriar a los supervivientes que lo desearan (quedaron muy pocos). La operación duró ocho años.
La Guayana Francesa obtuvo la denominación de Departamento de Ultramar de Francia el día 19 de marzo de 1946. Las colonias penales, incluida la Isla del Diablo, fueron cerradas formalmente en 1951. En primer lugar, solo los prisioneros liberados que podían costear la tarifa para su pasaje de vuelta a Francia metropolitana pudieron volver a casa, y así la Guayana Francesa sufrió tras el cierre oficial de las prisiones de la delincuencia ejercida por numerosos presos liberados que llevaban una existencia sin objetivo en la colonia.

### Base Espacial
Desde 1954 ha habido poco crecimiento económico. La Guayana Francesa es fuertemente dependiente de las importaciones de alimentos y combustible y el nivel de desempleo es crónicamente alto.
En 1964, el General de Gaulle decidió construir una base espacial en la Guayana Francesa para sustituir la base sahariana situada en Argelia, en Hammaguir. La posición del departamento es privilegiada, cerca del ecuador y con una amplia apertura al océano. El Centro Espacial Guayanés, desde los primeros cohetes Véronique, se ha desarrollado considerablemente a lo largo de los años.
El puerto espacial europeo con lanzadores como el Ariane 4 y el Ariane 5, que están demostrando ser un verdadero éxito comercial en todo el mundo, el Centro Espacial de Guayana también está desarrollando el Programa Vega, y se ha construido una base de lanzamiento Soyuz en Sinnamary. En 2021, la Guayana Francesa verá el lanzamiento del nuevo cohete Ariane 6, un proyecto desarrollado en 2014.
En 1982, entraron en vigor las leyes de descentralización y se realizó una transferencia de competencias a las autoridades locales, que se convirtieron en actores del desarrollo de la Guayana Francesa.

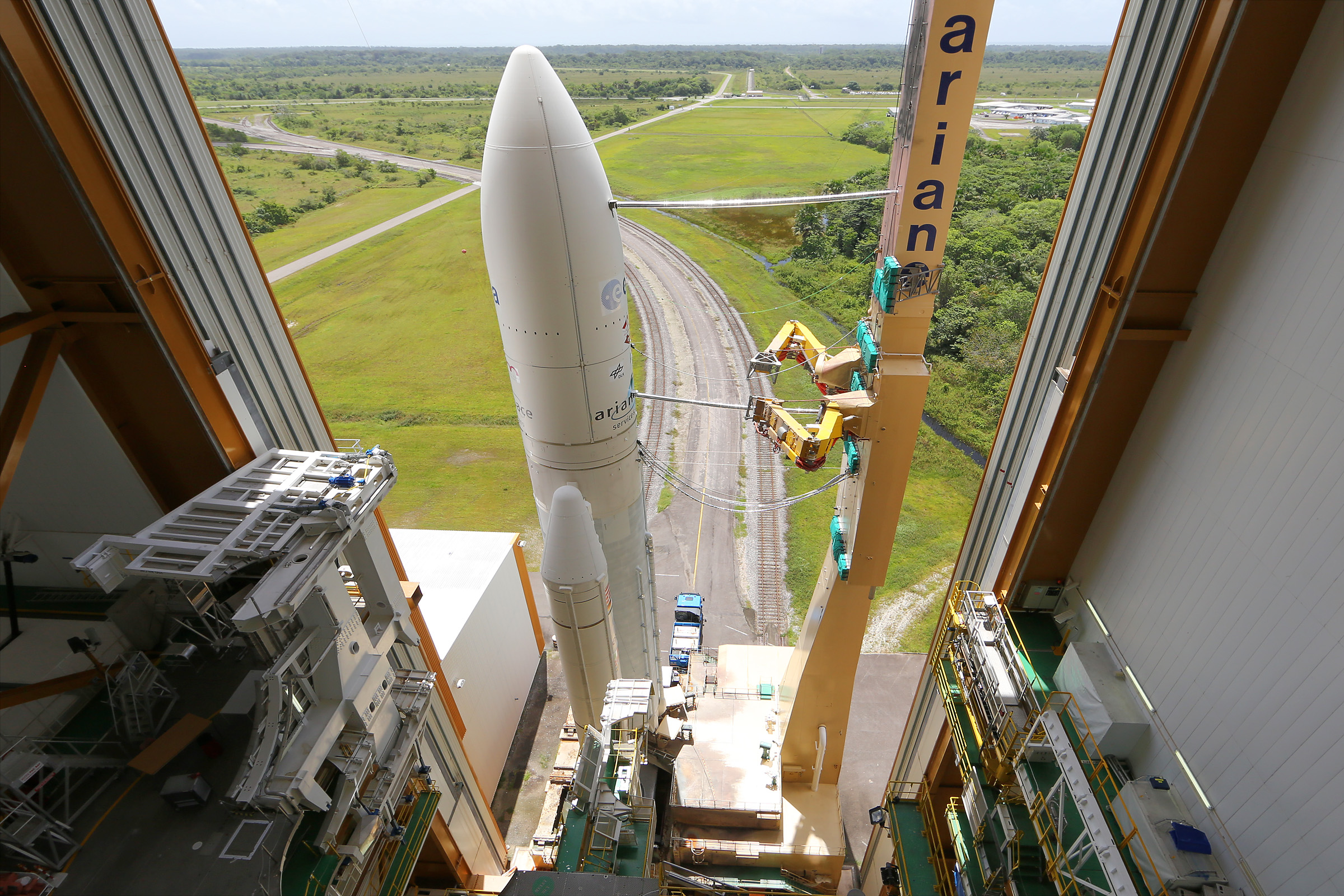
Un cohete Ariane 5 en el Centro Espacial de la Guayana Francesa en 2013

Un desarrollo sustancial ha sido provocado por el establecimiento de una base de lanzamiento de satélites de la Agencia Espacial Europea en el Centre Spatial Guyanais, Kourou en 1975. Esta ha proporcionado empleo local, a los técnicos, principalmente de la metrópoli, y a los soldados, que traen efectivo a la economía local.

### Historia reciente
El 29 de octubre de 2010 la compañía europea Arianespace lanzó desde la base de Kourou un cohete con dos satélites de comunicación a bordo. El despegue se realizó a las 21:51 UTC.
A fines de marzo de 2017 los francoguayaneses comenzaron una huelga general y protestas por más recursos e infraestructura. El 28 de marzo de 2017 se celebró la mayor manifestación de la historia de la Guayana Francesa. Las protestas se han ido recrudeciendo en contra del gobierno francés. 
El movimiento social de 2017 en la Guayana Francesa comenzó en Kourou y se extendió por todo el territorio de la Guayana en los días siguientes. Su origen está relacionado con la inseguridad y la falta de infraestructuras de las que dicen ser víctimas los habitantes de este departamento francés de ultramar. Provocó el aplazamiento del lanzamiento de un lanzador Ariane y el retraso de la llegada de varios satélites al Centro Espacial de Guayana.
La situación se resolvió con el acuerdo de Guayana, firmado el 21 de abril, en el que el gobierno de Cazeneuve liberó finalmente más de 1000 millones de euros para financiar proyectos destinados a mejorar la atención sanitaria, la seguridad, la economía y el funcionamiento de la justicia en el departamento.

## Gobierno y política
La ley del 2 de marzo de 1982 instauró la creación de la región en una colectividad territorial en pleno ejercicio.

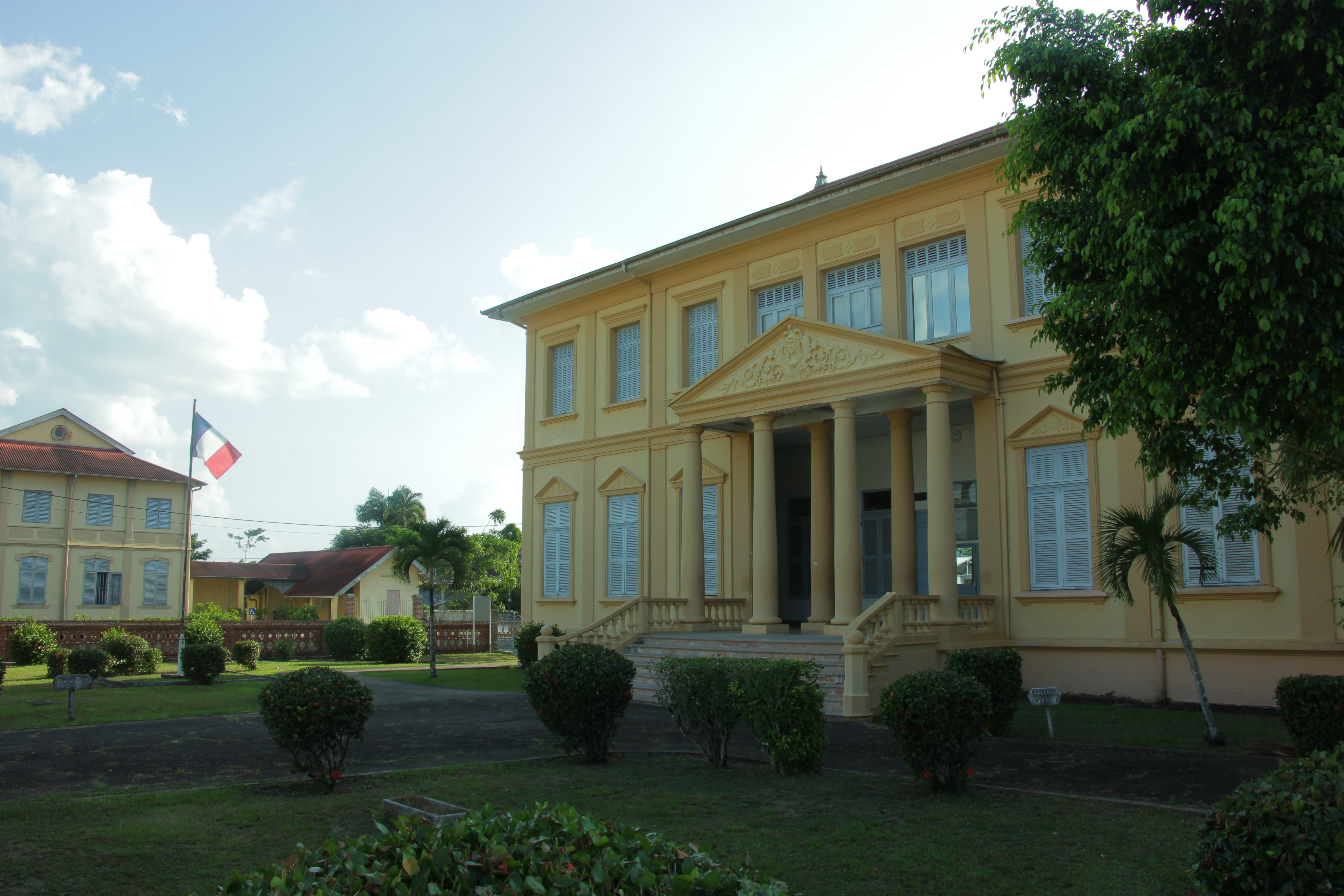
Subprefectura de Saint-Laurent du Maroni

Desde 2016, está dotada de una asamblea única que reagrupa las competencias del Consejo regional y departamental.
Está representada a nivel nacional por dos diputados, un senador y un consejero económico y social. El Estado está representado por el prefecto establecido en Cayena y por el subprefecto de Saint-Laurent-du-Maroni.

### Situación jurídica
La Guayana Francesa es una región administrativa cuya prefectura es Cayena. Junto con Guadalupe y Martinica, situadas en las Antillas, forma los Departamentos Franceses de América (départements français d'Amérique o DFA).
La Guayana Francesa elige una asamblea única desde que el pueblo francoguayanés aprobó, en un referéndum celebrado el 24 de enero de 2010, la fusión del consejo regional y el consejo general en una asamblea única o colectividad única.
A nivel comunal, hay 22 municipios dirigidos por alcaldes. Algunos de estos municipios, como Maripasoula y Camopi, tienen una superficie mayor que la de los departamentos metropolitanos. Además, algunos municipios están subdivididos en aldeas supervisadas por capitanes.
Además, Guayana Francesa está representada a nivel nacional por dos diputados (ver circunscripciones) y dos senadores.
También es la mayor de las nueve regiones ultraperiféricas de la Unión Europea, de la cual constituye una región de ultramar.
Desde el 1 de enero de 2012, Guayana Francesa vuelve a tener su propio tribunal de apelación, abolido en 1947, con su propia fiscalía. De 1947 a 2012, los casos fueron tratados por el Tribunal de Apelación de Fort-de-France en Martinica, a más de 2000 km de Cayena. El primer presidente de este nuevo tribunal de apelación, Pierre Gouzenne, tomó posesión de su cargo el 1 de enero de 2012, anteriormente presidente del tribunal de gran instancia de Aviñón. El fiscal que tomó posesión de esta nueva fiscalía el 1 de enero de 2012 fue Raymond Morey, anteriormente fiscal de Nancy.
Asimismo, existe un tribunal administrativo completamente autónomo. Aunque ya existía un tribunal administrativo específico, al principio estaba compuesto por magistrados de Fort-de-France (como ocurre actualmente en San Pedro y Miquelón). Sin embargo, el tribunal se hizo gradualmente autónomo con la asignación de uno, y luego dos magistrados en residencia permanente. Ahora hay cuatro magistrados, incluido un presidente, para que el tribunal sea totalmente autónomo.

### División administrativa

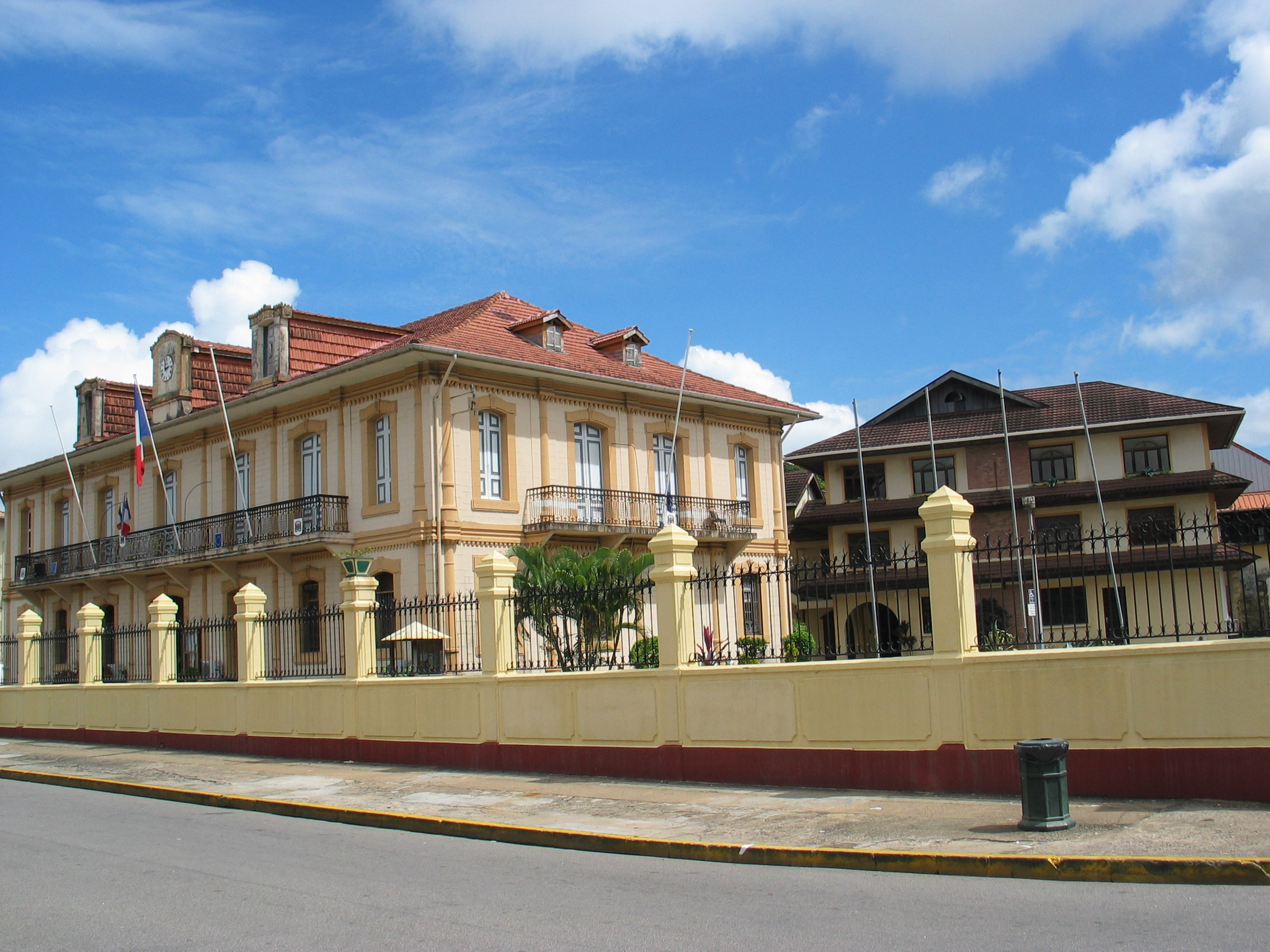
Alcaldía de Cayena.

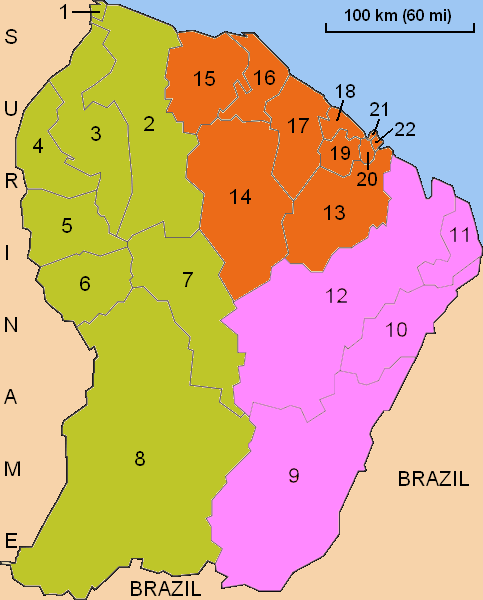
Distrito de Cayena en naranja, San Lorenzo de Maroni en verde y Saint-Georges en rosa.

Comunas de Guayana Francesa.

La Guayana Francesa se reparte en tres divisiones administrativas que llevan por nombre el de sus ciudades capitales:
- Distrito de Cayena
- Distrito de San Lorenzo de Maroni
- Distrito de Saint-Georges

Estos distritos se dividen a su vez en 22 comunas:
1. Awala-Yalimapo
2. Mana
3. San Lorenzo de Maroni
4. Apatou
5. Grand-Santi
6. Papaïchton
7. Saül
8. Maripasoula
9. Camopi
10. Saint-Georges-de-l'Oyapock
11. Ouanary
12. Régina
13. Roura
14. Saint-Élie
15. Iracoubo
16. Sinnamary
17. Kourou
18. Macouria
19. Montsinéry-Tonnegrande
20. Matoury
21. Cayena
22. Remire-Montjoly

### Política
Tres tendencias políticas comparten la vida política francoguyanesa. Las dos principales fuerzas políticas siguen siendo, como en el resto de Francia, la derecha leal, representada por Les Républicains, y la izquierda leal, representada por el Partido Socialista de Guayana (PSG), las Fuerzas Democráticas de Guayana (FDG), el Partido Socialista (PS) y Guyane Écologie (GE).
Sin embargo, esta "izquierda leal" se enfrenta ahora a la fuerte competencia de La France insoumise. Por último, la tercera tendencia política es la extrema izquierda independentista, representada por el Movimiento de Descolonización y Emancipación Social (MDES) y el Walwari (PRG). 
El movimiento France Insoumise está representado en Guayana por ocho Grupos de Acción (GA o GdA). El primer resultado de Jean-Luc Mélenchon en las elecciones presidenciales de 2017 y el apoyo del movimiento a la candidatura de Davy Rimane en las elecciones legislativas parciales de marzo de 2018 han permitido a La France insoumise posicionarse como una nueva fuerza de la izquierda en la región.

### Defensa
Desde el 1 de octubre de 2013, el comandante de las fuerzas armadas en Guayana es el general de división de la Fuerza Aérea Philippe Adam. Hay 2.300 militares.

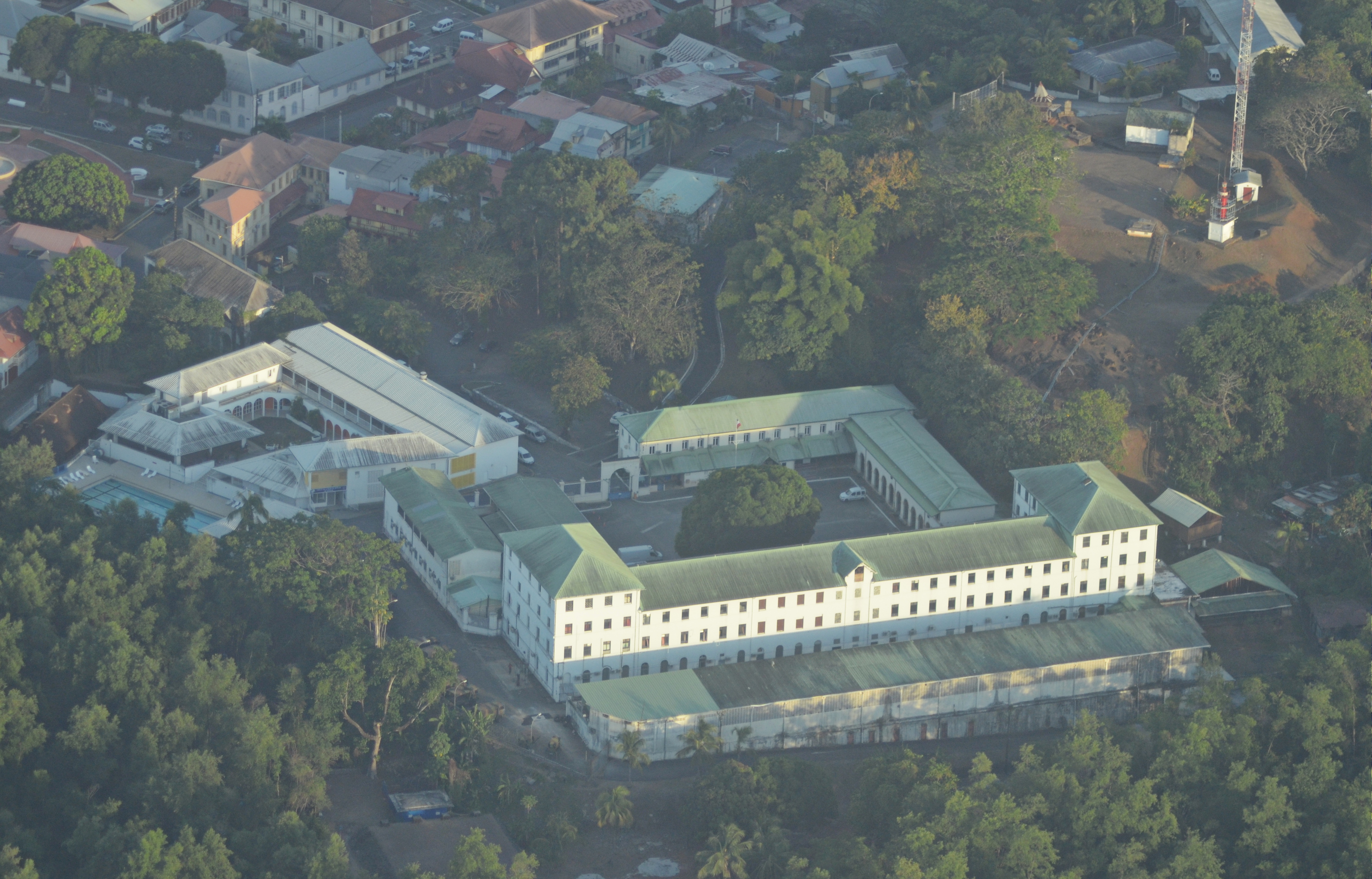
Sede del 9.º Regimiento de Infantería de Marina (9e RIMa) en Cayena

Estas fuerzas se distribuyen principalmente en las siguientes unidades:
- 3.er Regimiento de Infantería Extranjera (3.er REI) en Kourou (Legión Extranjera);
- 9.º Regimiento de Infantería de Marina (9e RIMa) en Cayena, en La Madeleine
- el regimiento de servicio militar adaptado de la Guayana Francesa situado en Saint-Jean-du-Maroni, con un destacamento en Cayena;
- la fuerza aérea con sede en la base aérea 367 cerca del aeropuerto de Félix-Eboué;
- la Marina francesa con sede en la base naval de Dégrad des Cannes;
- un destacamento del cuerpo de bomberos de París en Kourou, que garantiza la protección de las personas y los bienes del Centro Espacial

## Geografía
Su territorio ocupa una extensión de 83 846 km², es la segunda región más grande de Francia tras Nouvelle-Aquitaine. Se encuentra en la zona septentrional de Sudamérica y limita con Surinam al oeste y con Brasil al este y al sur.

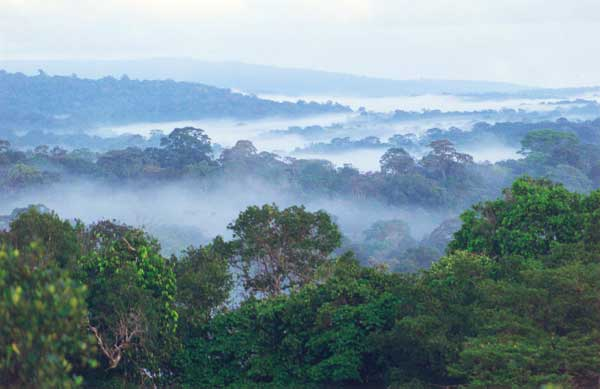
Selva en la Guayana Francesa.

Una densa selva ecuatorial cubre 90 % de su territorio. Los principales medios de acceso al interior son las vías fluviales y tan solo por lancha motora se puede llegar a la mayor parte de las comunidades.
Solo un 5 % del territorio está habitado por los 208 000 habitantes (en 1999), 60 % de los cuales son criollos y un poco más del 10 % franceses de Europa. Solo la franja costera de 390 kilómetros es fácilmente accesible, el resto del territorio está cubierto por un denso bosque ecuatorial. Actualmente el país vecino Surinam reclama el área entre los ríos Litani y Maruiní. Este conflicto territorial aún se encuentra sin solución.

### Situación
La Guayana Francesa limita con Brasil a lo largo de 730 km y con Surinam a lo largo de 520 km, lo que convierte a Brasil en el país con la mayor frontera terrestre con Francia (Surinam es el sexto). 
Al suroeste, en el triángulo Itany-Marwini, un territorio de 6000 km² deshabitado y reclamado por Surinam depende de la Guayana Francesa. Prácticamente no es visitada, salvo por algunos buscadores de oro y militares franceses. La reestimación de la superficie de la Guayana Francesa no está relacionada con esta disputa fronteriza, sino con un error cometido por el antiguo Servicio Geográfico Colonial, que había atribuido 91 000 km² al territorio debido a una estimación errónea de la latitud de las fuentes del Oyapock. El error fue corregido en los años 60 por el IGN.

Tiene un clima ecuatorial y está cubierta esencialmente por una inmensa selva tropical bordeada de manglares en el lado del mar, la selva de Guayana. El subsuelo está formado por un antiguo escudo rocoso, rico en laterita, pobre y ácido, que forma un relieve conocido como piel de naranja salpicado de inselbergs y cortado por las redes de los ríos. Estas últimas han sido las principales vías de circulación durante siglos o milenios. Constituyen 7 cuencas fluviales, 953 masas de agua y se alimentan de 2,5 a 4 m de precipitaciones anuales.

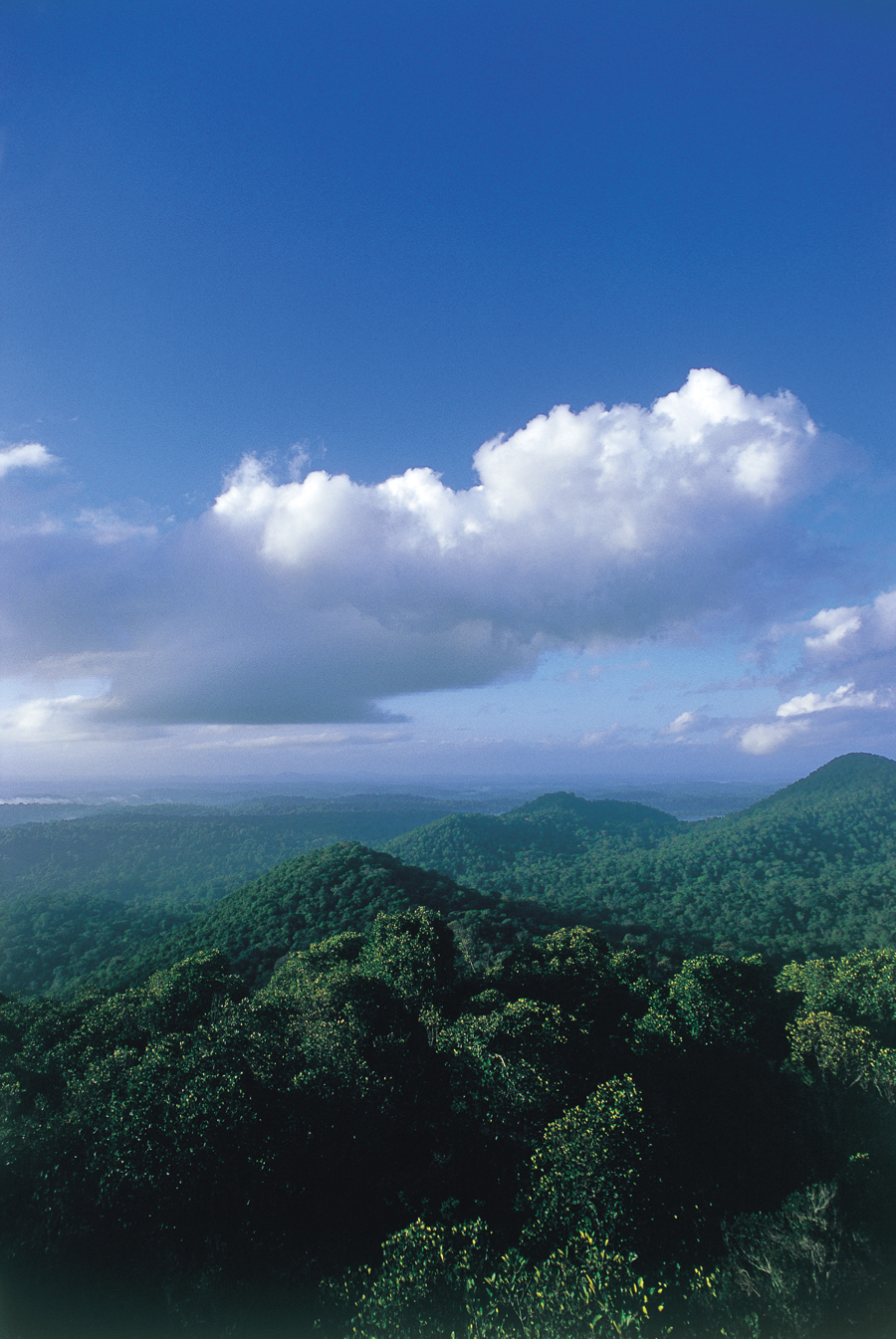
Petites montagnes Tortue (Pequeñas Montañas Tortuga)

### Topografía
El relieve de la Guayana Francesa se formó a partir de un antiguo lecho de roca bordeado por una llanura costera. La mayor parte de la región se encuentra a una altitud de entre 100 y 200 metros, signo de una evolución morfológica y geomorfológica muy antigua que da lugar a la debilidad de los contrastes topográficos.
Se pueden distinguir dos regiones topográficas principales:
la llanura costera o "tierras bajas" que se extiende a lo largo de unas decenas de kilómetros desde la frontera marítima. Representa unas 450 000 ha cubiertas de pantanos y sabanas. Se trata de una llanura aluvial, más o menos inundable, con una altitud inferior a 30 metros;
las tierras altas que se desarrollan en la meseta guayanesa y representan casi el 95 % del territorio. La ausencia de movimientos tectónicos desde la era primaria y la importante erosión que sufrió esculpieron varias formas de relieve de las cuales la más importante y característica es una colina convexa calificada de media naranja, aproximadamente circular, de varias decenas de metros de altura para un diámetro superior al kilómetro. Estas medias naranjas, presentes en gran número, dan a las tierras altas el aspecto de un mar de colinas.

### Geología
La Guayana está situada en la Meseta de las Guayanas, que se formó en un terreno escarpado que desapareció bajo la acción de la erosión, dejando solo algunos fragmentos metamorfoseados en contacto con los plutones graníticos. En la actualidad, existen dos grupos geológicos: las formaciones sedimentarias recientes y las formaciones precámbricas.
La ausencia de cubierta sedimentaria, erosionada a lo largo del tiempo, deja al descubierto las formaciones precámbricas, cada una de ellas con su forma de terreno característica: "colinas en forma de almendra" para los esquistos de Orapu, y una serie de colinas idénticas de la misma altura con pendientes convexas para el granito de Guayana. Además de la influencia en la silvicultura (rodales, accesibilidad, etc.), la geología explica la riqueza de varios minerales (oro, bauxita, tantalita, etc.) que son la base de las actividades mineras en la Guayana Francesa, como el lavado de oro.
Islas

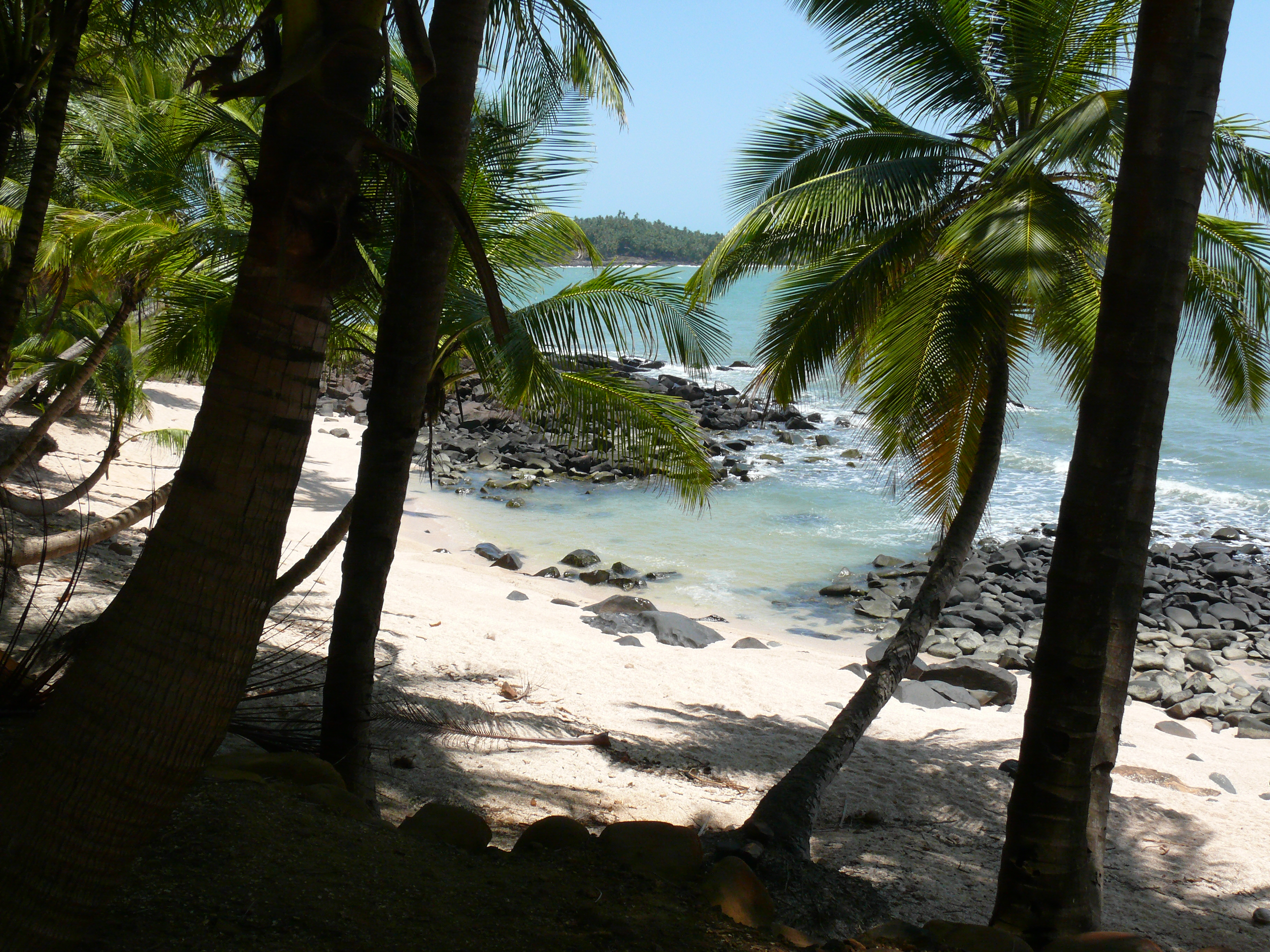
Islas de la Salvación, Guayana Francesa

- Islas de la Salvación, Guayana FrancesaIslas de la Salvación (Îles du Salut)
  - Isla del Diablo (Île du Diable)
  - Isla Real (Île Royale)
  - Isla San José (Île Saint-Joseph)

Montañas
- Monte Bellevue de l'Inini (851 m)
- Sommet Tabulaire (830 m)
- Macizo du Mitaraka (690 m)
- Monte Saint-Marcel (Mont Saint-Marcel, 637 m)
- Macizo Dékou-Dékou (580 m)

### Hidrología
Las precipitaciones son elevadas en la Guayana Francesa. Las precipitaciones son en gran parte el resultado de la condensación de la evapotranspiración de los árboles de la selva.

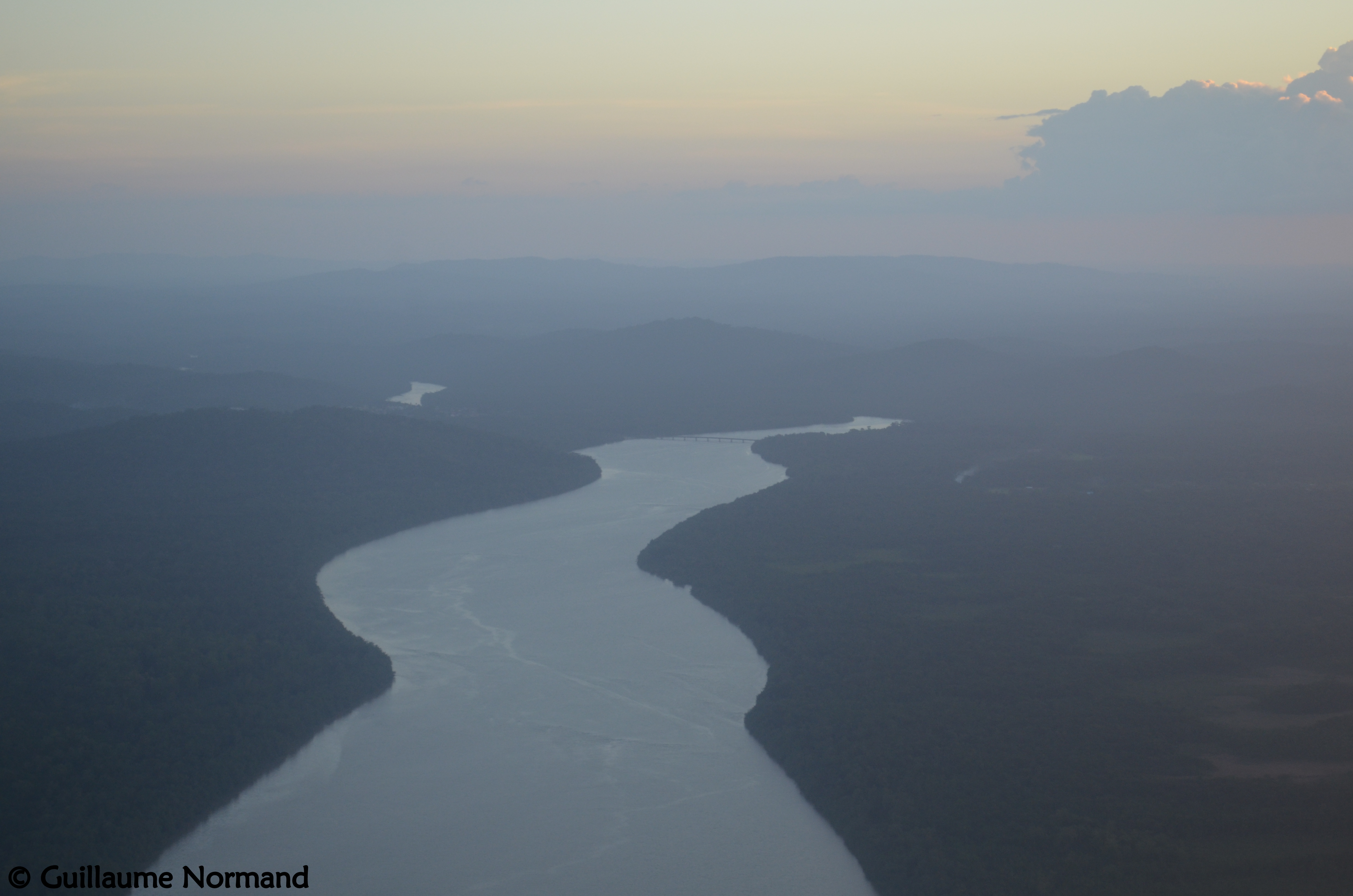
Río Mahury

Es naturalmente ácida (con un cambio de pH que puede evolucionar significativamente entre las estaciones secas y húmedas).

### Clima
La Guayana Francesa tiene un clima ecuatorial húmedo; la temperatura media es de 25,5 °C. La precipitación anual es de una media de 2816 mm en Cayena durante el periodo 1981-2010, según los registros de Meteo France.
Cayena tiene una estación húmeda de diciembre a julio y un período más seco durante el resto del año. Las precipitaciones comienzan a disminuir en julio (155 mm), siendo los meses de septiembre y octubre los "meses secos" (respectivamente 39 y 51 mm de media), para volver a aumentar en noviembre (105 mm). El mes más lluvioso es mayo, con una precipitación media de 518 mm.
Los meses más lluviosos son mayo y junio.
Globalmente, la Guayana Francesa es una de las regiones más húmedas del mundo, con precipitaciones que oscilan entre los 2000 mm y los 4000 mm anuales, y en términos de disponibilidad de agua comparada con las reservas de agua es la tercera del mundo después de la isla de Groenlandia y el estado de Alaska.
| Parámetros climáticos promedio de Guayana Francesa (Cayena) | Parámetros climáticos promedio de Guayana Francesa (Cayena) | Parámetros climáticos promedio de Guayana Francesa (Cayena) | Parámetros climáticos promedio de Guayana Francesa (Cayena) | Parámetros climáticos promedio de Guayana Francesa (Cayena) | Parámetros climáticos promedio de Guayana Francesa (Cayena) | Parámetros climáticos promedio de Guayana Francesa (Cayena) | Parámetros climáticos promedio de Guayana Francesa (Cayena) | Parámetros climáticos promedio de Guayana Francesa (Cayena) | Parámetros climáticos promedio de Guayana Francesa (Cayena) | Parámetros climáticos promedio de Guayana Francesa (Cayena) | Parámetros climáticos promedio de Guayana Francesa (Cayena) | Parámetros climáticos promedio de Guayana Francesa (Cayena) | Parámetros climáticos promedio de Guayana Francesa (Cayena) |
| Mes                                                         | Ene.                                                        | Feb.                                                        | Mar.                                                        | Abr.                                                        | May.                                                        | Jun.                                                        | Jul.                                                        | Ago.                                                        | Sep.                                                        | Oct.                                                        | Nov.                                                        | Dic.                                                        | Anual                                                       |
| ----------------------------------------------------------- | ----------------------------------------------------------- | ----------------------------------------------------------- | ----------------------------------------------------------- | ----------------------------------------------------------- | ----------------------------------------------------------- | ----------------------------------------------------------- | ----------------------------------------------------------- | ----------------------------------------------------------- | ----------------------------------------------------------- | ----------------------------------------------------------- | ----------------------------------------------------------- | ----------------------------------------------------------- | ----------------------------------------------------------- |
| Temp. máx. abs. (°C)                                        | 32                                                          | 34                                                          | 33                                                          | 33                                                          | 33                                                          | 34                                                          | 34                                                          | 36                                                          | 36                                                          | 36                                                          | 35                                                          | 34                                                          | 36                                                          |
| Temp. máx. media (°C)                                       | 27                                                          | 28                                                          | 28                                                          | 28                                                          | 28                                                          | 28                                                          | 29                                                          | 30                                                          | 31                                                          | 30                                                          | 30                                                          | 28                                                          | 29                                                          |
| Temp. mín. media (°C)                                       | 23                                                          | 23                                                          | 23                                                          | 23                                                          | 23                                                          | 23                                                          | 23                                                          | 22                                                          | 22                                                          | 22                                                          | 22                                                          | 23                                                          | 23                                                          |
| Temp. mín. abs. (°C)                                        | 19                                                          | 20                                                          | 19                                                          | 18                                                          | 20                                                          | 21                                                          | 20                                                          | 20                                                          | 21                                                          | 20                                                          | 20                                                          | 20                                                          | 19                                                          |
| Lluvias (mm)                                                | 431                                                         | 423                                                         | 432                                                         | 480                                                         | 590                                                         | 457                                                         | 274                                                         | 144                                                         | 32                                                          | 42                                                          | 122                                                         | 317                                                         | 3744                                                        |
| Días de lluvias (≥ 0.1 mm)                                  | 23                                                          | 20                                                          | 21                                                          | 19                                                          | 25                                                          | 26                                                          | 21                                                          | 14                                                          | 6                                                           | 5                                                           | 11                                                          | 21                                                          | 212                                                         |
| Horas de sol                                                | 142.6                                                       | 116.0                                                       | 136.4                                                       | 129.0                                                       | 136.4                                                       | 171.0                                                       | 207.7                                                       | 232.5                                                       | 261.0                                                       | 266.6                                                       | 234.0                                                       | 192.2                                                       | 2225.4                                                      |
| Fuente n.º 1: BBC Weather 4 de septiembre de 2012           |                                                             |                                                             |                                                             |                                                             |                                                             |                                                             |                                                             |                                                             |                                                             |                                                             |                                                             |                                                             |                                                             |
| Fuente n.º 2: climatetemp.info                              |                                                             |                                                             |                                                             |                                                             |                                                             |                                                             |                                                             |                                                             |                                                             |                                                             |                                                             |                                                             |                                                             |

### Hidrografía

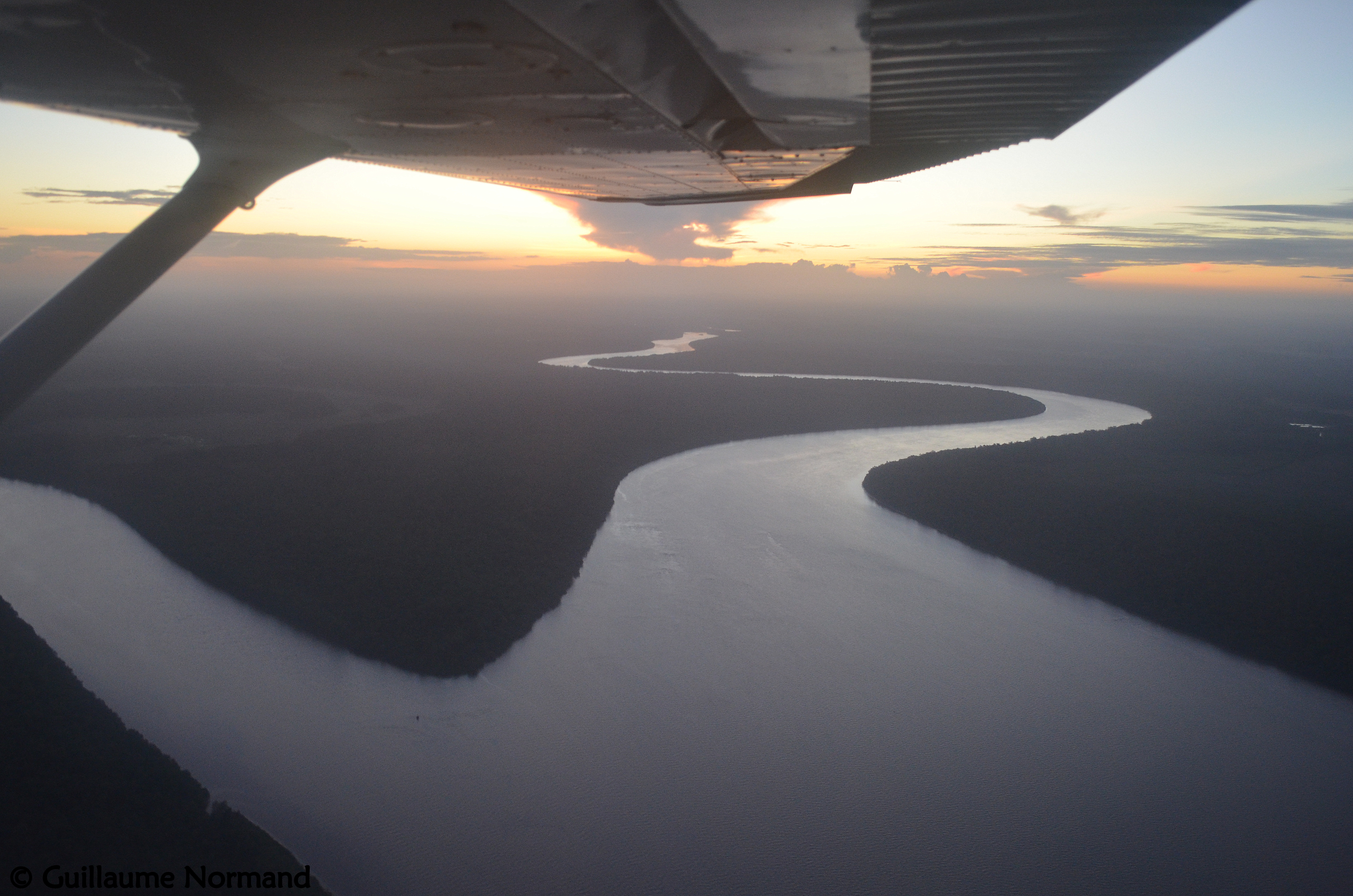
Río Cayena (Cayenne) Guayana Francesa

La hidrografía de la región se caracteriza por una densa red de humedales o arroyos periódicamente inundados (a menudo serpenteantes y con orillas de densa vegetación, intercalados con saltos o caídas). Las abundantes precipitaciones, la estructura del terreno y la impermeabilidad del suelo explican la densidad y la configuración de esta red hidrográfica.
Los grandes ríos, el Maroni, el Oyapock, el Approuaguele Mana y el Sinnamary, son los ejes de penetración en el interior del país. Sin embargo, la navegación moderna se ve dificultada por la presencia de saltos y rápidos infranqueables, en aguas bajas, sin transbordo. La presa de Petit-Saut ha modificado fuertemente la hidrografía de una parte de la cuenca del Sinnamary.

## Biodiversidad
Este departamento es uno de los más ricos del mundo en biodiversidad, tanto animal como vegetal.

### Vegetación
Casi toda la superficie de la selva guayanesa es un bosque primario con un nivel de biodiversidad muy alto (uno de los puntos calientes más ricos del mundo), protegido por un parque nacional, creado en 2007, y seis reservas naturales. La Unión Internacional para la Conservación de la Naturaleza (UICN) y la Unión Europea (UE) recomiendan esfuerzos especiales de protección.
A raíz del Foro Grenelle del Medio Ambiente de 2007, el proyecto de ley Grenelle II propuso (en 2009, y a reserva de modificaciones) la creación de una entidad única encargada en la Guayana Francesa de contribuir a la aplicación de las políticas de conocimiento y conservación del patrimonio natural amazónico (con competencias en materia de fauna, flora, hábitats naturales y seminaturales terrestres, fluviales y costeros, y funcionamiento de los ecosistemas). Contribuirá a la aplicación de las políticas medioambientales llevadas a cabo por el Estado y las autoridades territoriales y sus agrupaciones. El artículo 64 del proyecto de ley también prevé un "plan departamental de orientación minera" para la Guayana Francesa, que promueve una minería compatible con las exigencias de preservación del medio ambiente.

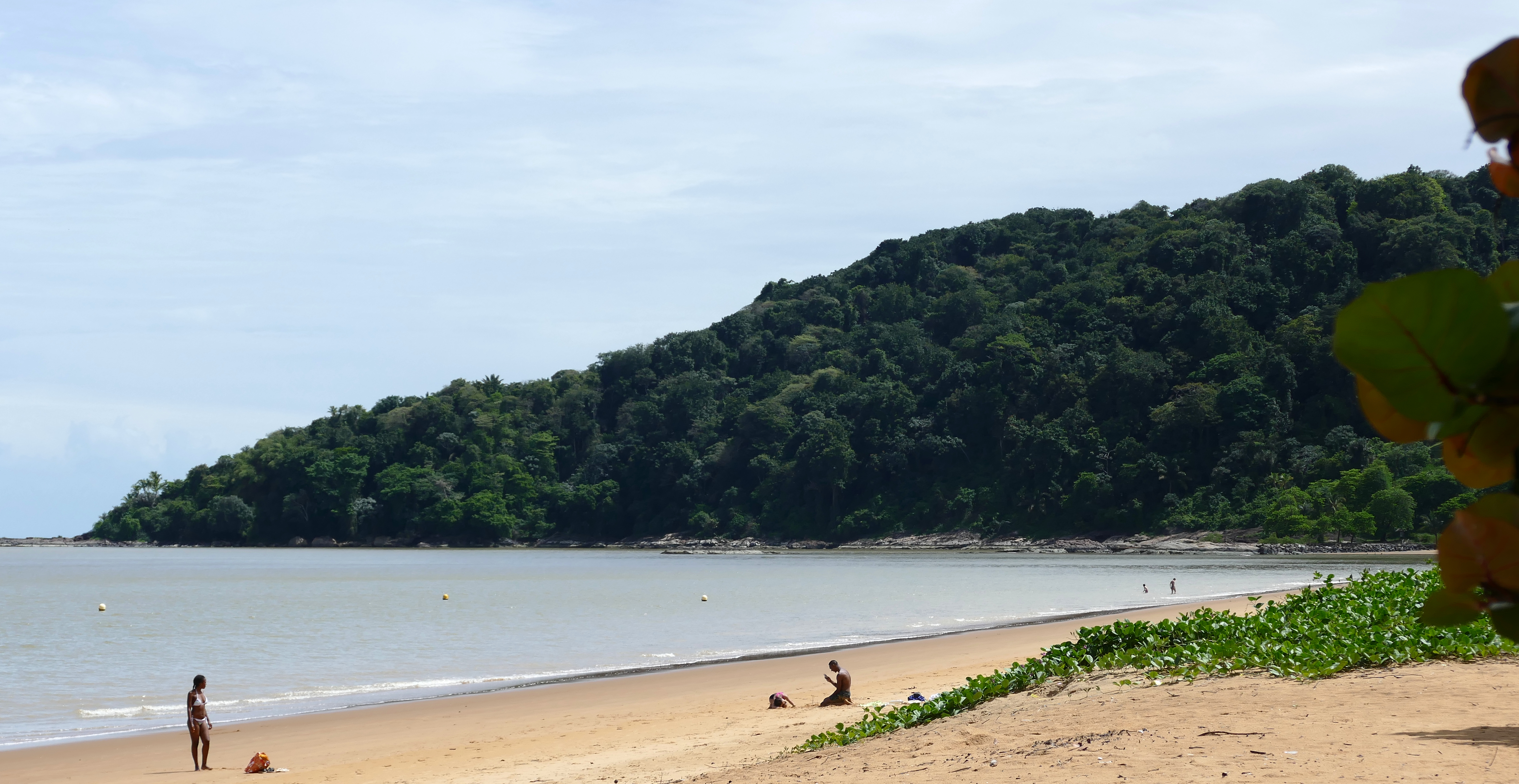
Playa en Montabo, Guayana Francesa

El entorno de la franja costera es el que, a lo largo de la RN1, ha sufrido históricamente más cambios, pero se ha observado un alto nivel de artificialización a nivel local a lo largo de la RN 2 y en los lugares donde operan los mineros del oro en la Guayana francesa occidental.
Paradójicamente, la selva tropical de la Guayana Francesa ha prosperado en uno de los suelos más pobres del mundo en cuanto a nitrógeno, potasio, fósforo y materia orgánica. Por ello, y porque esta zona siempre ha servido de refugio a todas sus especies durante los periodos secos o de glaciación terrestre, esta selva alberga algunos de los ecosistemas más ricos y frágiles del mundo: bosques tropicales primarios muy antiguos, manglares, sabanas, inselbergs y numerosos tipos de humedales.
La acidez del suelo también está en el origen de la mala calidad de los suelos francoguayaneses. Obliga a los agricultores a encalar los campos, y ha dado lugar al tradicional método de agricultura de tala y quema: las cenizas ayudan a elevar el potencial de hidrógeno (pH), además de aportar sales minerales.
No obstante, hay que señalar que se han descubierto yacimientos de terra preta (suelos antropogénicos) en el territorio, sobre todo cerca de la frontera con Brasil. Agentes de diversas disciplinas están investigando activamente para determinar cómo se crearon estos suelos tan ricos del planeta. Se ha planteado la hipótesis de que la propia existencia de la selva tropical se debe a estas intervenciones humanas inteligentes del pasado (véase el artículo Terra preta), donde la tala y la quema fueron sustituidas por la tala y el carbón.

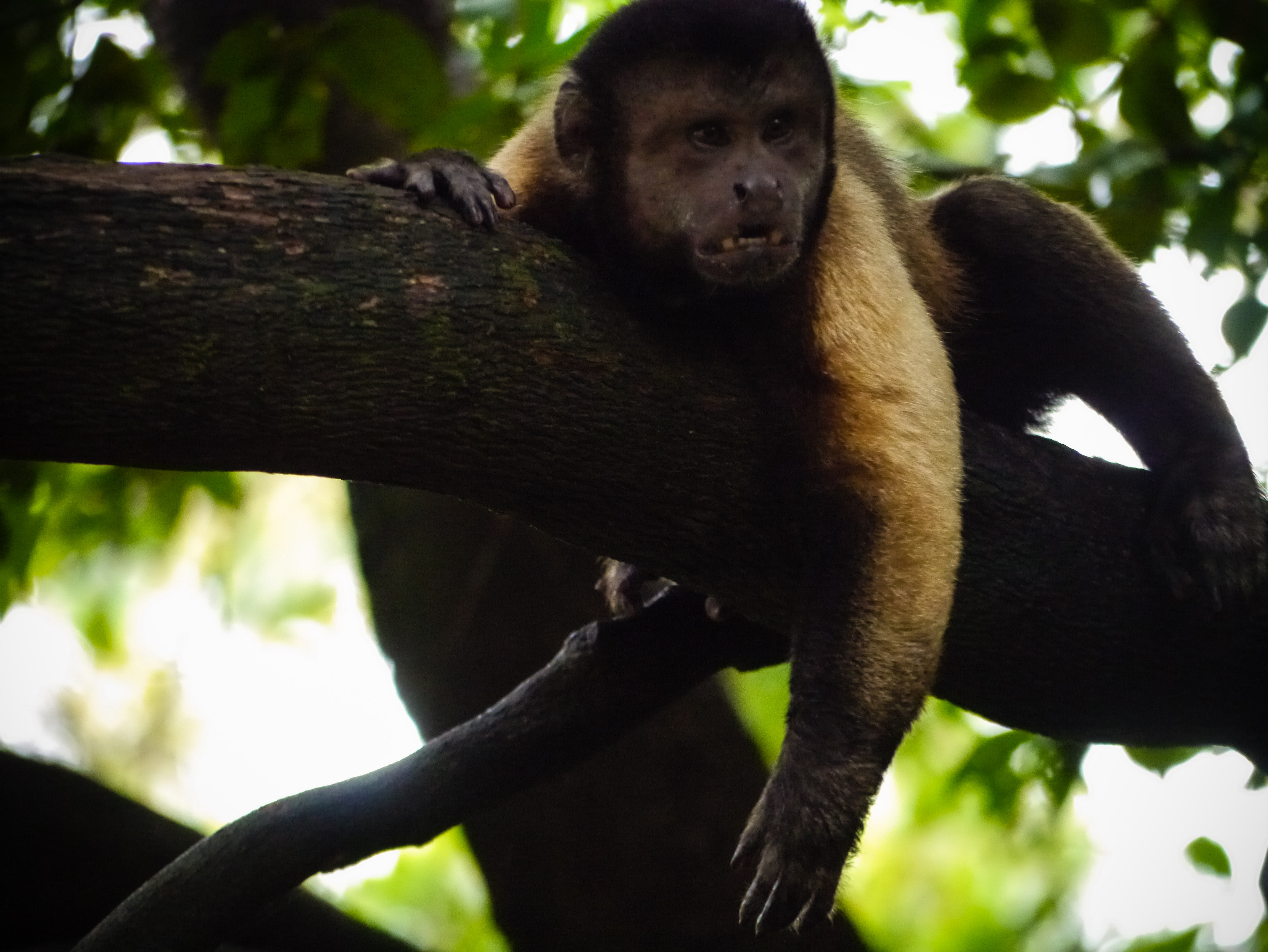
Mono maicero (Sapajus apella) de la Guayana Francesa

### Flora y fauna
Se han registrado 5500 especies de plantas, entre ellas más de mil árboles, 700 especies de aves, 177 especies de mamíferos, más de 500 especies de peces, el 45 % de las cuales son endémicas de la zona (los peces "limo" y "escama") y 109 especies de anfibios. Los microorganismos son aún más numerosos, especialmente en el norte, que rivaliza con la Amazonia brasileña, Borneo y Sumatra. Solo este departamento francés alberga al menos el 98 % de la fauna vertebrada de Francia y el 96 % de sus plantas vasculares.
Las amenazas para el ecosistema son la fragmentación por carreteras, que sigue siendo muy limitada en comparación con otros bosques de Sudamérica, los impactos inmediatos y diferidos de la presa de EDF Petit-Saut, el lavado de oro (Operación Harpie), la caza caótica y la caza furtiva (caza de especies protegidas), facilitada por la creación de muchas pistas y la aparición de quads. 
La explotación forestal sigue siendo moderada debido a la falta de carreteras, el clima y el relieve. Una ordenanza del 28 de julio de 2005 extendió el código forestal francés a Guayana, pero con importantes adaptaciones y excepciones. En un enfoque que pretende ser sostenible, las autoridades locales u otras entidades legales pueden otorgar concesiones o cesiones gratuitas para su uso por parte de las personas que tradicionalmente obtienen su sustento del bosque, pero los medios utilizados ya no son siempre tradicionales, y el ecosistema francoguayanés es vulnerable, por lo que los impactos de la explotación o la caza podrían ser importantes.

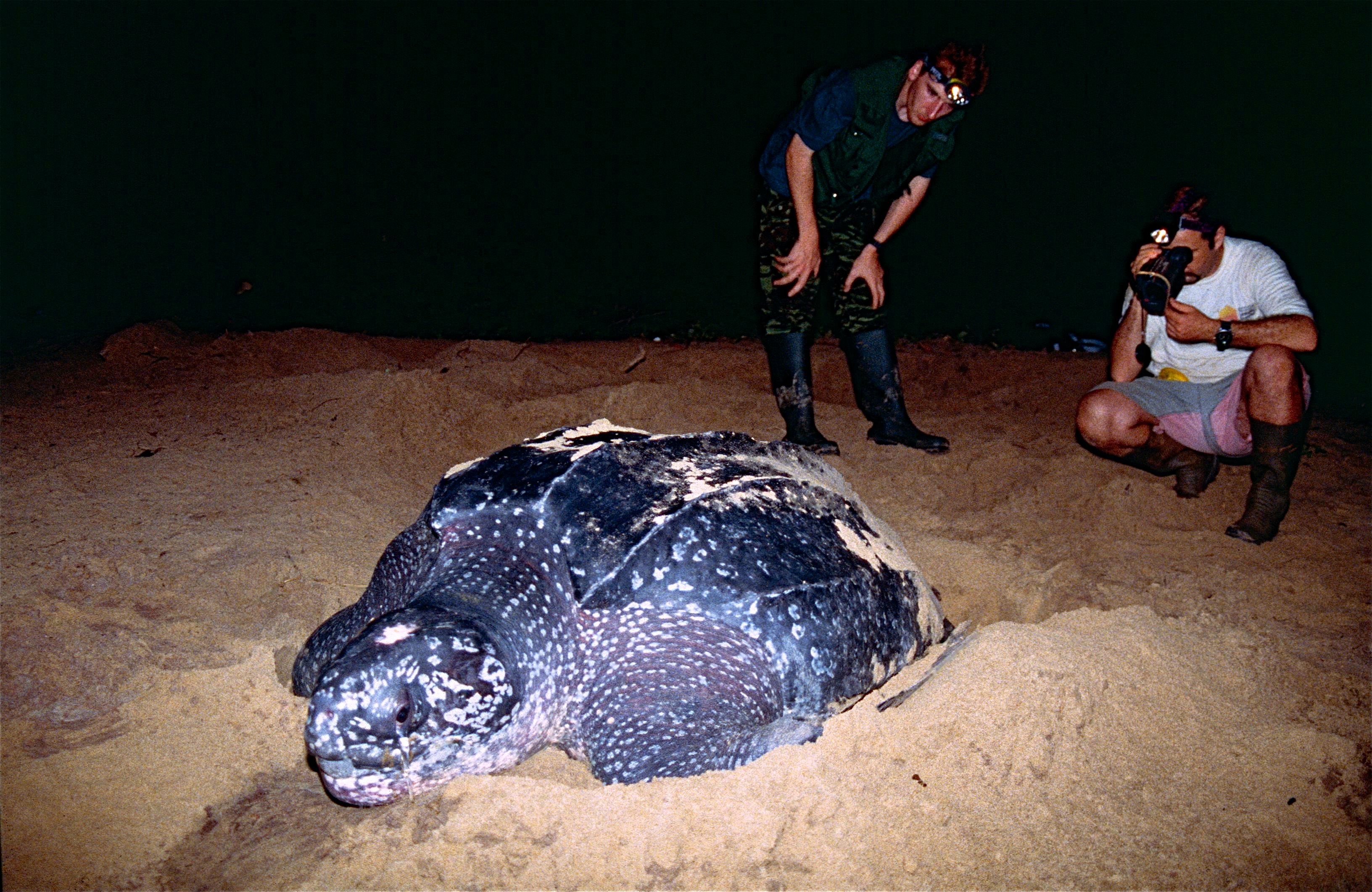
Tortuga Laúd (Dermochelys coriacea) en la Guayana Francesa

La mitad de la biodiversidad de Francia se encuentra en la Guayana Francesa: el 29 % de las plantas, el 55 % de los vertebrados superiores (mamíferos, aves, peces...) y hasta el 92 % de los insectos]. Todo ello en un único departamento de 83 846 km². Un parque nacional y seis reservas naturales trabajan para preservar entornos y especies tan diversos como únicos.
Las playas de la reserva natural de Amana, en la comuna de Awala-Yalimapo, al oeste, son un lugar excepcional de anidación de tortugas marinas. Es una de las más importantes del mundo para la tortuga laúd. En cuanto a la reserva natural de la isla de Grand Connétable, alberga la única colonia de aves marinas entre Tobago y Fernando de Noronha, que abarca más de 3000 km de costa.

### Protección de la biodiversidad
Cabe destacar que, junto con las selvas ecuatoriales africanas y asiáticas, es uno de los raros lugares del mundo en los que las civilizaciones humanas autóctonas no parecen haber provocado la desaparición de especies animales desde hace entre 10 000 y 30 000 años. Es la región de Francia y de Europa, y una de las regiones del mundo donde el bosque está menos fragmentado por las infraestructuras.
Sin embargo, en las afueras de las ciudades y carreteras y en las costas (sobre todo en el oeste y en la zona hmong de Cacao), la naturaleza está sometida a la presión del hombre y a las secuelas del desarrollo insostenible.

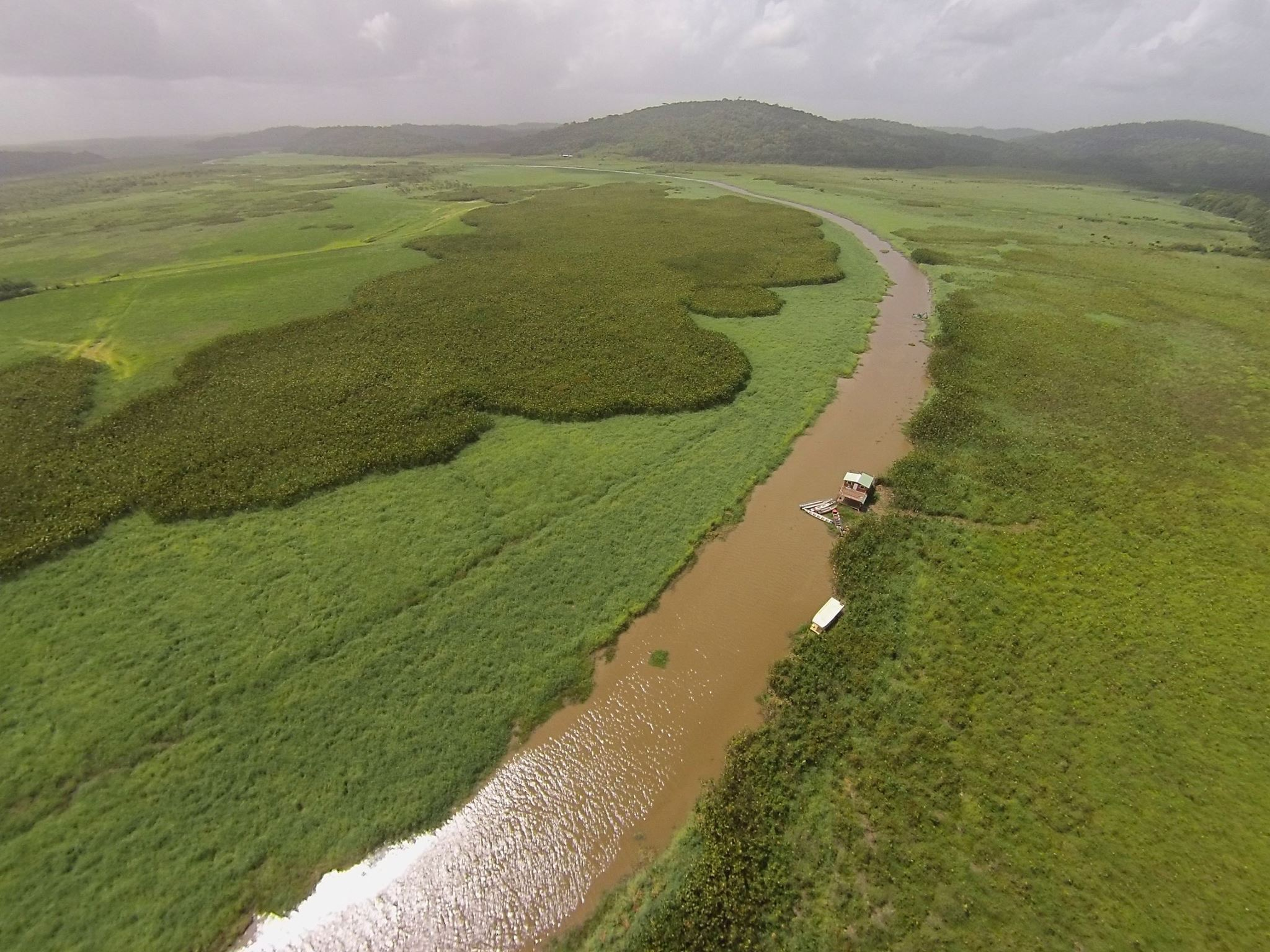
Vista aérea del pantano de Kaw en la Guayana Francesa

La gente se instala en espacios "libres" y monta sus mataderos sin ningún control real de las autoridades. En general, las administraciones se contentan con regularizar las situaciones ilegales al cabo de unos años, mientras que los procedimientos oficiales de adquisición de tierras son muy lentos y restrictivos (por ejemplo, se da el caso extremo de expedientes archivados a principios de los años 70 que están a punto de concluirse en 2007, aunque los solicitantes ya han fallecido).
Por ejemplo, se supone que la reserva natural de Amana, en la Guayana Francesa, protege el lugar de anidación de tortugas laúd más importante del mundo, pero muchas tortugas adultas quedan atrapadas en redes de deriva colocadas principalmente por pescadores de Surinam o Guayana que faenan ilegalmente en aguas guayanesas.
En 2006, dos guardabosques de la asociación Arataï fueron asesinados por buscadores de oro en los alrededores del campamento turístico de Nouragues. Este doble asesinato causó un gran revuelo en la Guayana Francesa (manifestaciones), pero también en toda la comunidad científica internacional debido a la proximidad de la estación experimental del CNRS de Nouragues situada no muy lejos. 
Este último fue atacado en 2004 por buscadores de oro para robar equipos para la instalación de un nuevo sistema de estudio del bosque. Esta estación aislada en medio del bosque, que acoge a investigadores de todo el mundo, está ahora vigilada por guardias contratados por el CNRS.

### Amenazas

#### Explotación forestal
La explotación forestal sigue siendo modesta en la Guayana Francesa. Es difícil por la falta de accesos (sin carretera, sin puerto industrial, sin grandes aserraderos o papeleras) y por la dificultad del clima, pero la construcción de una carretera transamazónica este-oeste que une Cayena con Saint-Georges de l'Oyapock ha permitido atender nuevos macizos.

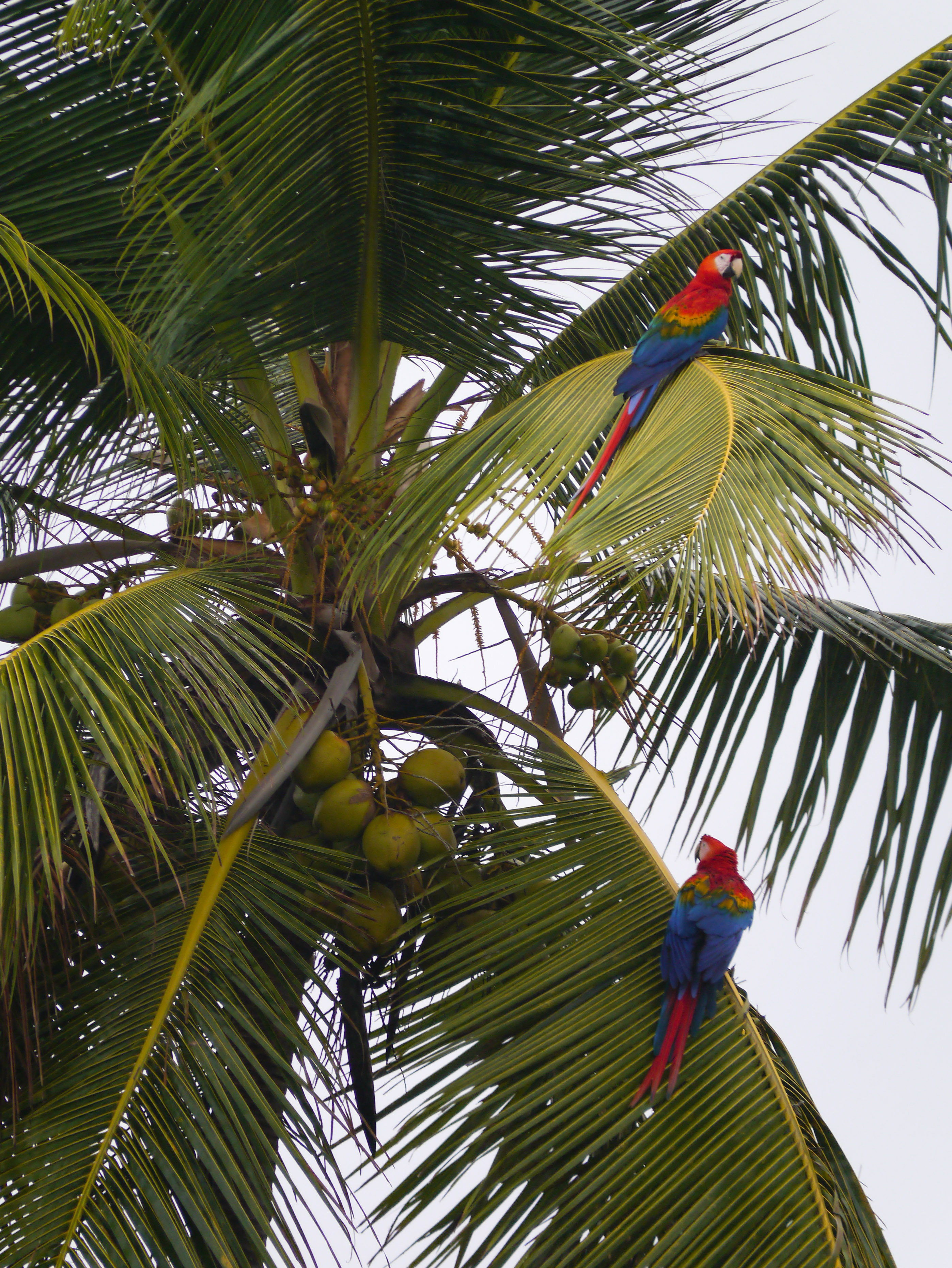
Guacamayas Bandera o Ara macao en un cocotero en la Guayana Francesa

Los métodos utilizados por los madereros no son respetuosos con el bosque a muchos niveles, y este bosque es frágil por una capa húmica que a menudo es débil o incluso casi inexistente, y porque el lecho de roca es a menudo impermeable. La tala de árboles corre el riesgo de destruir el suelo, al igual que el paso de la maquinaria pesada lo degrada.
El sector forestal aún no está lo suficientemente desarrollado en la Guayana Francesa como para tener un impacto demasiado grande. Los empleados de la ONF están tratando de encontrar soluciones aceptables al problema. Las pistas forestales que sirven a los macizos forestales costeros para la tala también se utilizan a menudo para otros fines: lavado de oro, caza, etc.
El clima no se presta a la cría de animales ni a los cultivos de soja, para los que es necesario deforestar como en países más al norte y al sur de Guayana. En general, la agricultura industrial es improductiva en estos suelos muy pobres y ácidos, sensibles a la erosión. 
Los intentos de plantar árboles también han fracasado. Sin embargo, se está investigando para desarrollar el cultivo de soja y maíz para alimentar a los animales (actualmente todo se importa). También se ha sugerido el desarrollo de la caña de azúcar para satisfacer la demanda de biocombustibles. En la región de Mana solo hay algunos grandes arrozales, pero son de menor importancia que en Surinam.

#### Explotación del oro
La Guayana Francesa, y la joya forestal tropical única en Europa que alberga, sufren las consecuencias de la extracción de oro. Miles y miles de inmigrantes ilegales, procedentes en su mayoría de regiones desfavorecidas de Brasil, explotan el subsuelo rico en oro, con todos los problemas que ello conlleva: contaminación, deforestación, inseguridad, etc.
La búsqueda de oro en la Guayana Francesa suele ser anárquica e incluso ilegal. Plantea problemas muy graves en cuanto a la degradación del medio ambiente y las condiciones de vida y alimentación de las poblaciones indígenas, así como de los mineros de oro garimperos.
El mercurio procedente de la minería del oro (ilegal o no) se difunde fácilmente en el medio húmedo y ácido, donde adopta una forma altamente tóxica (metilmercurio) y bioasimilable. La minería de oro legal ya no utiliza mercurio tras su prohibición en 2006.
Varios estudios realizados por el InVS y las ONG han demostrado que el mercurio está contaminando en dosis crecientes a las poblaciones amerindias wayana, para las que el pescado es la principal fuente de proteínas (de 1994 a 2005). Ya en 2001, se realizó un peritaje colegiado coordinado por el IRD a partir de las preguntas formuladas por los servicios del Estado en la Guayana Francesa (DDASS, DIREN, DRIRE y DSV). Revisó los conocimientos sobre la presencia de mercurio en el Amazonas, que es motivo de preocupación, y sus efectos en el medio ambiente y la salud. Propuso una serie de recomendaciones operativas de interés local y regional.

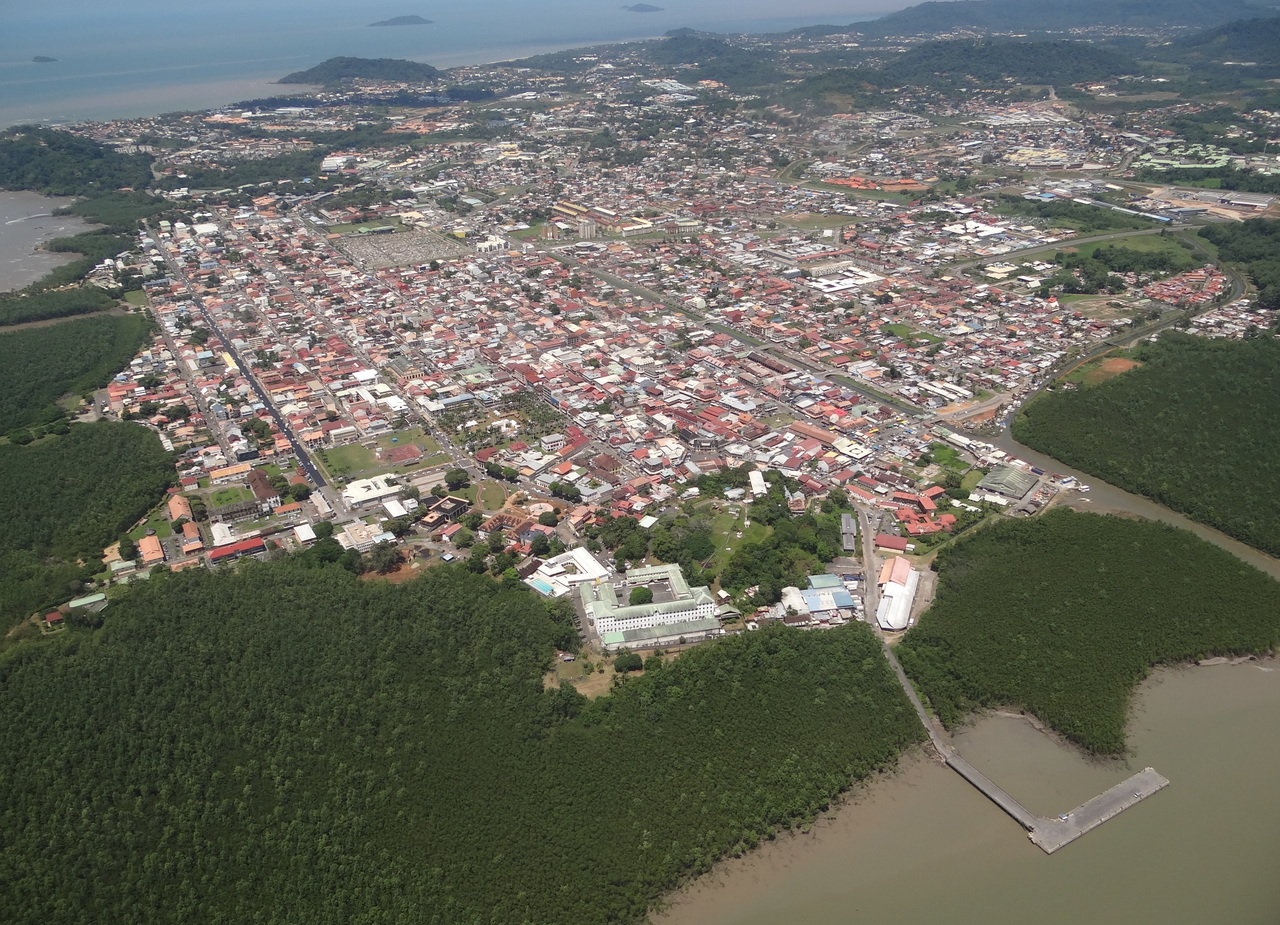
Vista de la Ciudad de Cayena

#### Desarrollo urbano
En las ciudades del litoral, los distintos distritos suelen agruparse por origen étnico y nivel de riqueza.
El hormigonado, la artificialización son mucho menos importantes que para otros territorios franceses de ultramar. En la Guayana Francesa, se limita a algunas ciudades costeras de importancia administrativa o económica (Cayena, Kourou, etc.).
Muy localmente, se está desarrollando un desarrollo urbanístico incontrolado, incluso francamente clandestino, que preocupa a las administraciones locales y nacionales, y que está relacionado con la inmigración ilegal, en parte fomentada por el alto nivel de vida de la región y el aumento del precio mundial del oro.
El desarrollo urbano requiere la importación de materiales y alimentos de la metrópoli, traídos en su mayor parte por avión, lo que aumenta enormemente la huella ecológica de ciudades como Kourou o Cayena.

## Peligros naturales

### Riesgo sísmico
Los terremotos que se enumeran a continuación indican la localidad que se estima más cercana al epicentro, así como la intensidad medida en la escala MSK de 1964, que va de 1 (temblor no sentido pero registrado por los instrumentos) a 12 (enorme cambio en el paisaje: grietas en el suelo, valles bloqueados, ríos desplazados, etc.).
- Junio de 1774, en Cayena, terremoto de intensidad 6.[37]
- 4 de agosto de 1885 en Montagnes de Kaw (Cayena), intensidad 6.5.[38]
- 3 de abril de 1899 en la frontera entre Guayana y Brasil (E. de Saint-George), intensidad 3.5.[38]
- 30 de mayo de 1933 en Saül, intensidad 7.[39]
- 17 de septiembre de 1949 en la frontera guyanesa-brasileña, territorio de Amapa (Oïapoque), intensidad 5.[40]
- 25 de abril de 1951 en la frontera guyanesa-brasileña (W. Saint-George), intensidad 5.[41]
- 8 de junio de 2006 a las 16 h 29 en Cayena, intensidad del terremoto 5.[42]

### Cuestiones medioambientales

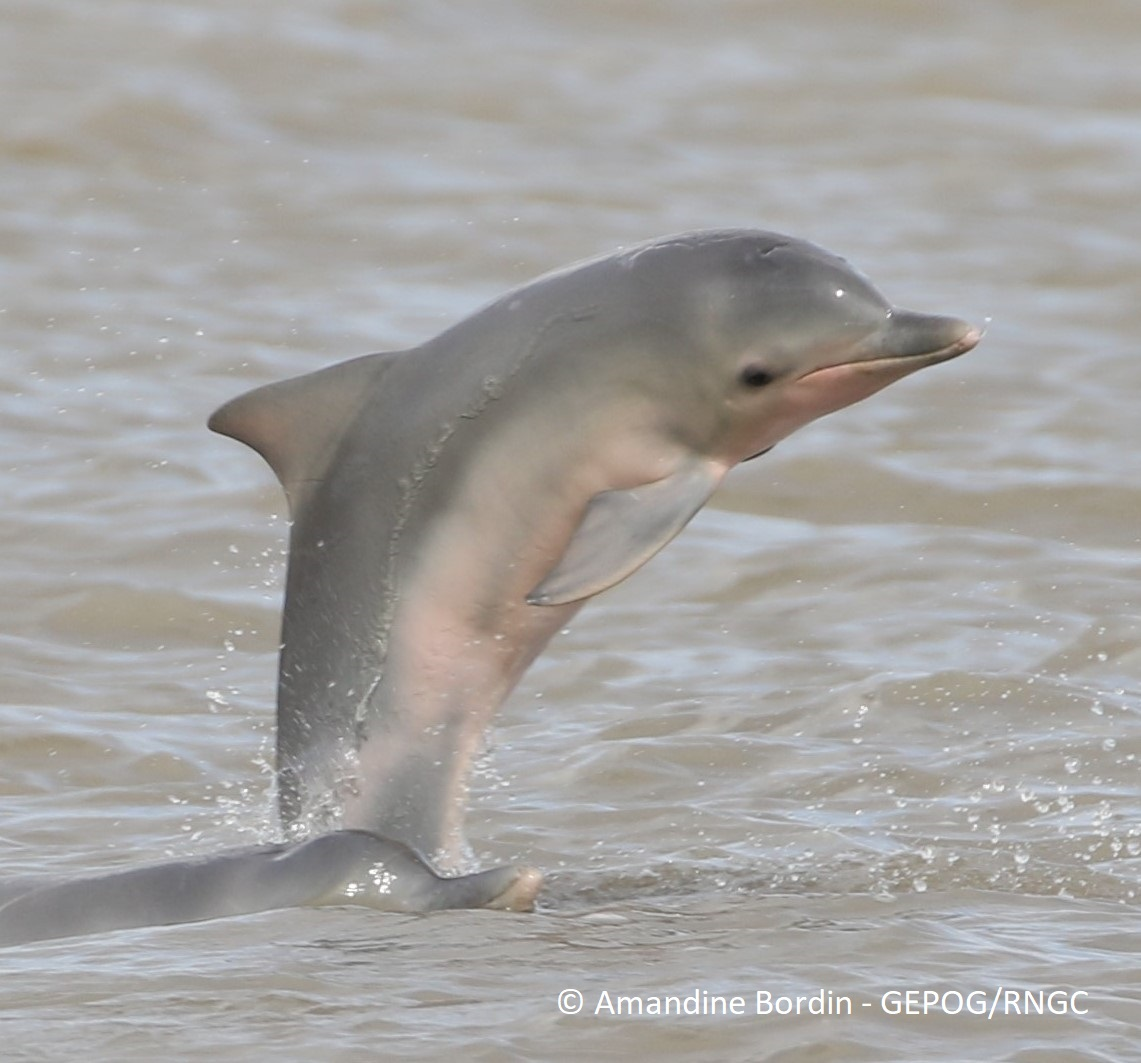
Delfín Sotalia guianensis en la Guayana Francesa

En 2014 se publicó el libro Les abandonnés de la république, que relata la contaminación del medio ambiente con mercurio por parte de los mineros de oro ilegales. Se dice que la salud de la población local, cuyo sustento depende en gran medida de la pesca, está en peligro. Según el Fondo Mundial para la Naturaleza, 12 000 hectáreas de la selva amazónica de Guayana Francesa han sido dañadas por esta actividad ilegal.
La búsqueda de minas y fuentes de hidrocarburos líquidos o gaseosos frente a las costas de la Guayana Francesa es otra amenaza para el turismo y la pesca (el tercer sector de la economía guayanesa). Total presentó un permiso denominado "Guyane Maritime" en 2011, que le fue concedido en septiembre de 2017 y luego prorrogado por el Gobierno hasta junio de 2019. 
A mediados de mayo de 2018, Total presentó una solicitud de permiso de perforación de exploración; la Autoridad Medioambiental le pidió que completara su estudio de impacto para evaluar mejor el impacto de un posible accidente (reventón del pozo, contaminantes presentes en los lodos de perforación, contaminación acústica causada por las voladuras....) y que precisara su enfoque "todavía muy parcial" de evitar, reducir y compensar, basado en la retroalimentación de la explosión de la plataforma petrolera Deepwater Horizon de BP, por ejemplo.
Desde 2016, los permisos de minería se han multiplicado. En mayo de 2018, casi 300 000 hectáreas ya estaban afectadas por actividades mineras o proyectos de investigación minera.
El espacio marítimo de la Guayana está muy poco explorado, lo que permite que sus aguas alberguen una biodiversidad especialmente rica, que incluye muchas especies de delfines y ballenas. Sin embargo, unos kilómetros más al sur, en aguas brasileñas, las compañías petroleras planean perforar el subsuelo, lo que preocupa a los ecologistas.

## Economía

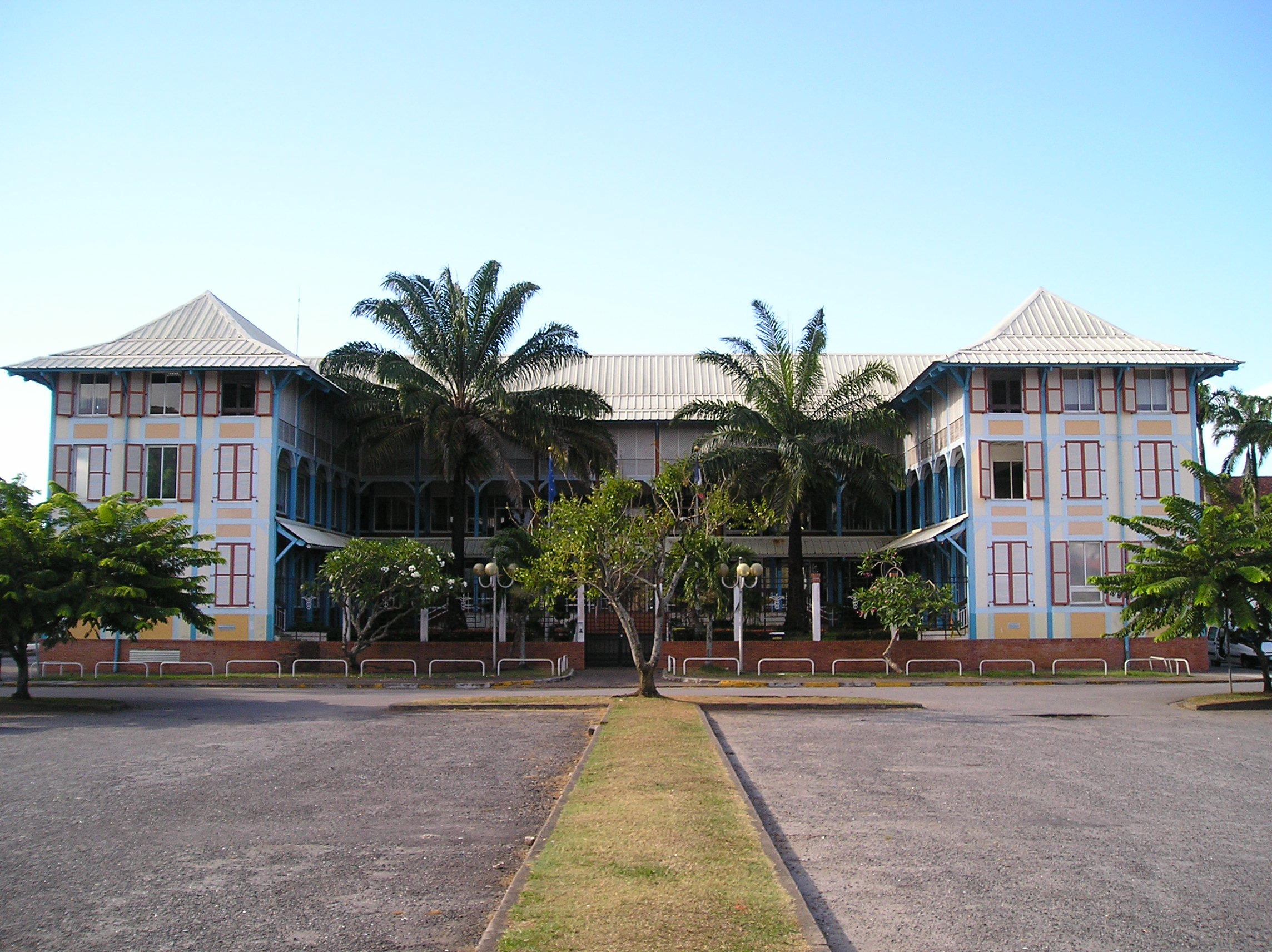
Cámara de Comercio e Industria de la Guayana Francesa

Las principales industrias tradicionales son la pesca (que en 2012 representó el 5 % de las exportaciones), la minería (32 %) y la madera (1 %). Además, el Centro espacial de la Guayana ha jugado un papel importante en la economía local desde su establecimiento en Kourou en 1964: en 2002 contribuyó de manera directa e indirecta con el 16 % del PIB de la Guayana Francesa —descendió del 26 % en 1994, gracias a la diversificación de la economía nacional—. El Centro Espacial de la Guayana emplea a 1659 personas en 2012.
En moneda, había circulado el franco de Guayana Francesa junto al franco francés hasta el año 2002. Hoy en día circula el euro. Al ser parte de Francia, forma parte de la Unión Europea y su mercado común.
La situación económica de la Guayana Francesa es difícil, con una elevada tasa de desempleo del 20,6 % y una tasa de cobertura de las importaciones-exportaciones del 13,4 % en 2007. Las transferencias sociales tienen un peso importante en la economía.
Sin embargo, desde 2004 se ha producido un fuerte crecimiento apoyado por el aumento de la actividad espacial y del sector de la construcción. Los sectores industrial y minero también crecen en menor medida. La tasa de desempleo está bajando constantemente, pasando del 27,6 % en 2006 al 20,6 % en 2007. Las tasas de inversión pública y, sobre todo, privada están aumentando, lo que demuestra el inicio de la autonomía de la economía francoguayanesa.
La demografía de la Guayana Francesa, con una población joven y en rápido crecimiento, representa un gran reto para la economía francoguayanesa.

### Sector primario

#### Agricultura y ganadería
En 2009, la superficie agrícola útil se estimó en 24 570 hectáreas. En la Guayana Francesa coexisten dos tipos de agricultura:
- La agricultura manual tradicional, presente en todo el territorio, con más del 80 % de los agricultores que la practican en un tercio de la superficie agrícola útil.

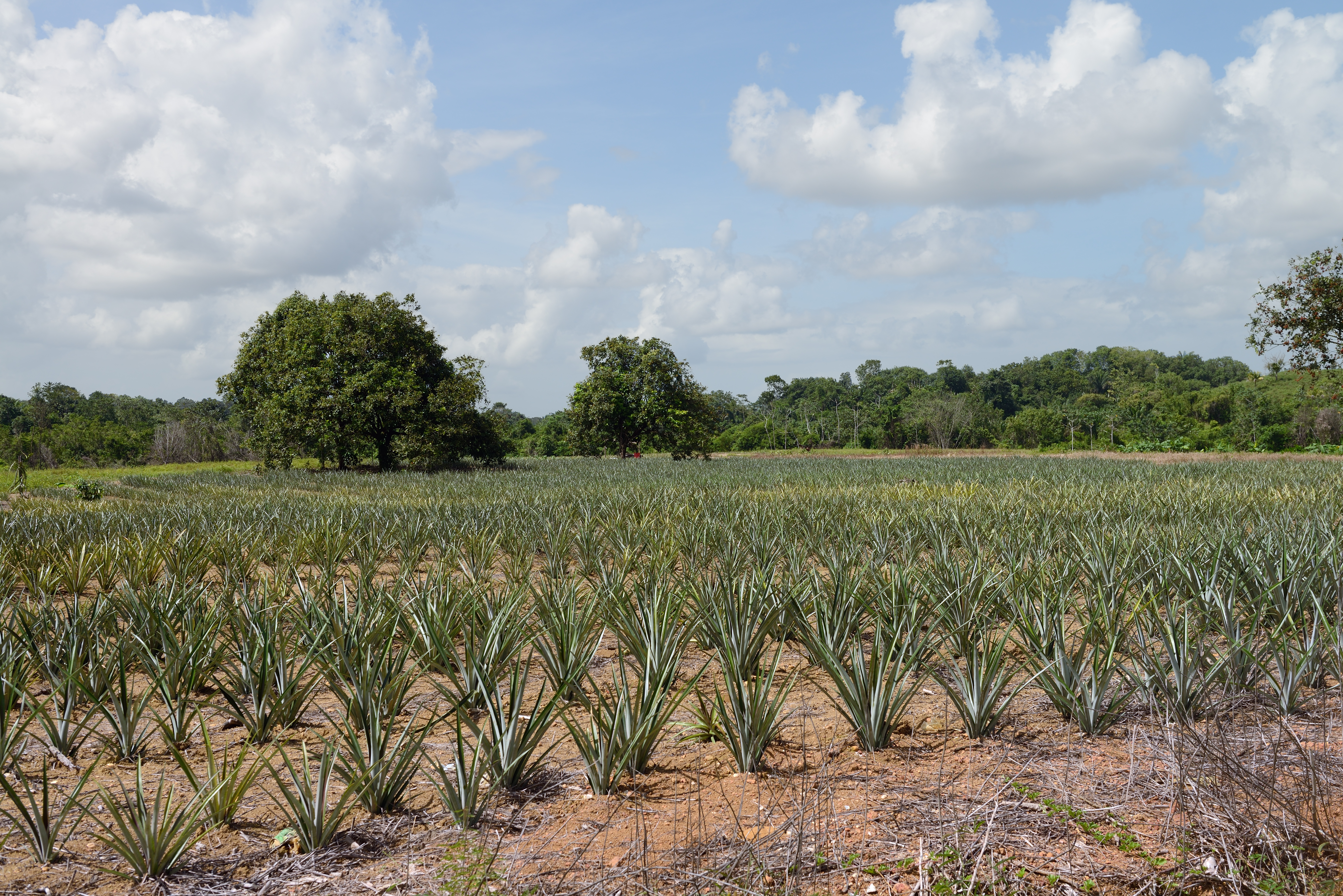
Plantación de piñas en Cacao, Guayana Francesa.

- Plantación de piñas en Cacao, Guayana Francesa.La agricultura mecanizada con fines comerciales situada en la franja costera, en particular por los miembros de la etnia hmong en Roura (ciudad de Cacao) para las frutas y verduras.

Las dificultades de acceso a la tierra siguen siendo un problema importante para los agricultores, dado que el 90 % de la tierra es de propiedad privada del Estado.
En 2009, la producción local de carne cubrió el 24 % de las necesidades del sector porcino (441 toneladas en 2009), y el 20 % del sector vacuno (303 toneladas en 2009). Las explotaciones se encuentran principalmente en el municipio de Macouria. Solo hay un matadero en la Guayana Francesa, en Rémire-Montjoly. Para procesar los volúmenes procedentes de la Guayana occidental, está en marcha un proyecto de construcción de un matadero y un taller de transformación para la producción de hortalizas en Mana, cuya inauguración está prevista para el segundo semestre de 2011, cuyo coste se estima en alrededor de un millón de euros para cada instalación. El sector de las aves de corral busca una asociación para la creación de una unidad de sacrificio.
La caña de azúcar se cultiva para la producción de ron en Saint-Laurent-du-Maroni, en la última destilería de la Guayana Francesa (véase Rhum Saint-Maurice).

#### Cultivo de arroz
El arroz se cultiva en los pólderes que se agrupan en la comuna de Mana. Todas las explotaciones representan unas 4000 hectáreas, con rendimientos que varían entre 4 y 5 toneladas por hectárea. El arroz se consume localmente y se exporta a Surinam y el Caribe. En los últimos años, la producción de arroz ha disminuido debido a los ataques fitosanitarios.

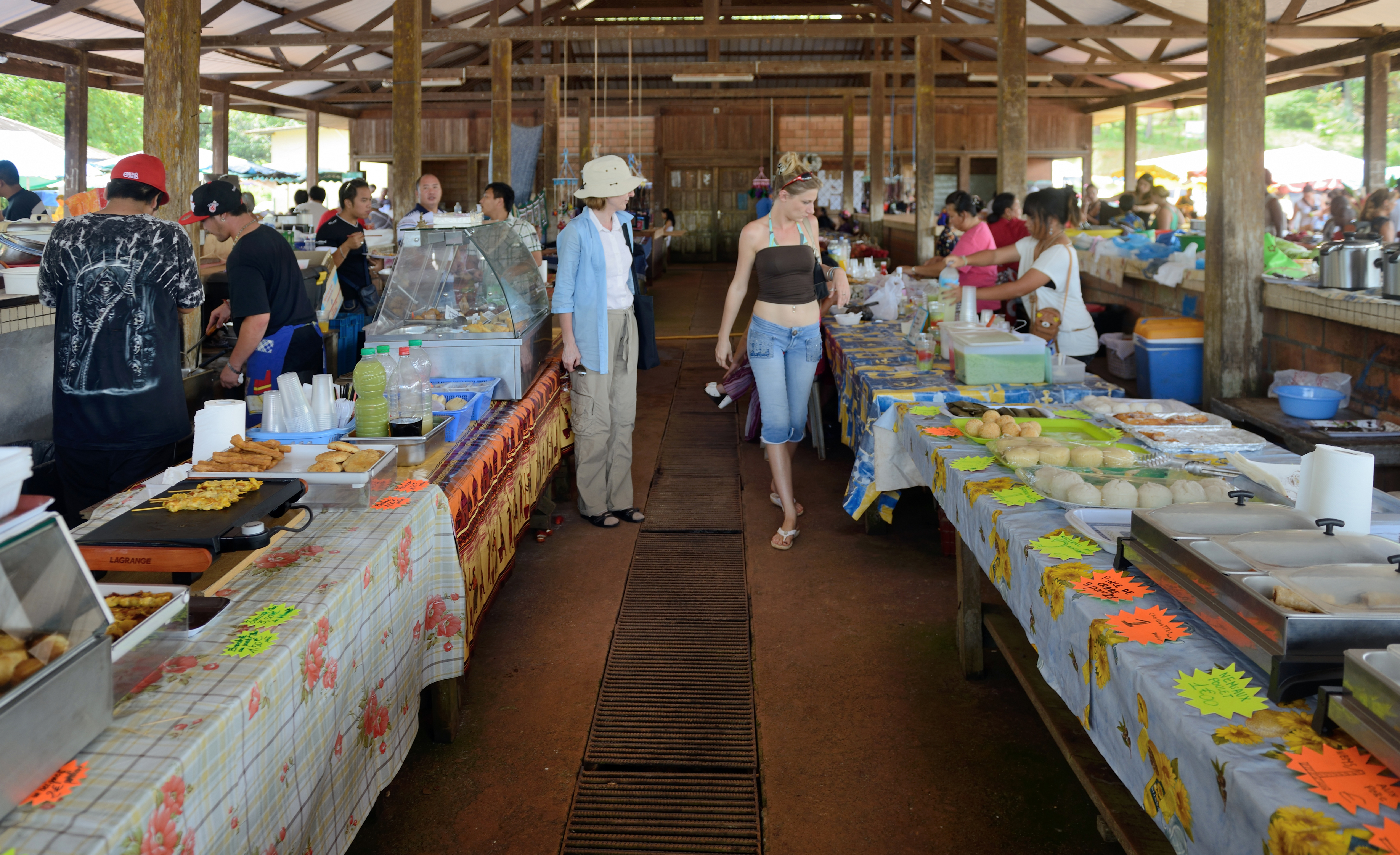
Mercado cubierto en la Guayana Francesa

#### Madera
El principal recurso natural de la Guayana Francesa es la madera. De hecho, el bosque cubre el 95 % del territorio, es decir, más de 8 millones de hectáreas. Se compone de más de 1200 especies de árboles, entre ellas muchas maderas preciosas utilizadas en carpintería. Esta vegetación es de difícil acceso debido a la falta de pistas forestales y a su carácter exuberante. Casi todo el bosque es propiedad privada del Estado y está gestionado por el Parque Amazónico de la Guayana Francesa y la Oficina Nacional de Bosques. La superficie total reservada a la producción es de 2,4 millones de hectáreas gestionadas por ésta. La angélica, el gonfolo, el grignon franc, la balata franc, el amaranto, el jaboty y el ébano verde son algunas de las especies más recolectadas.
Según la Cámara de Comercio e Industria de la Guayana Francesa, el sector cuenta con unas 210 empresas (2009), que emplean a casi 900 personas. Tras un descenso entre 2004 y 2007, el volumen de troncos recogidos ha aumentado en los dos últimos años, pasando de 55 946 m³ en 2007 a 84 300 m³ en 2009. El 80 % de la producción de los aserraderos es absorbida por la industria de la construcción, y la transformación secundaria (muebles) absorbe el resto de la producción, que se vende en el mercado local y cubre solo una pequeña cantidad de necesidades de productos manufacturados.

#### Pesca
En la Guayana Francesa, es una actividad industrial, con la pesca de camarones y pargos. Los barcos descargan sus capturas en el puerto de Larivot, el noveno puerto pesquero de Francia. La pesca del camarón está sufriendo el cese de actividad de las grandes empresas del sector debido a una reestructuración de la industria.
También existe la pesca artesanal, que se realiza en todos los pueblos y ciudades de la costa.

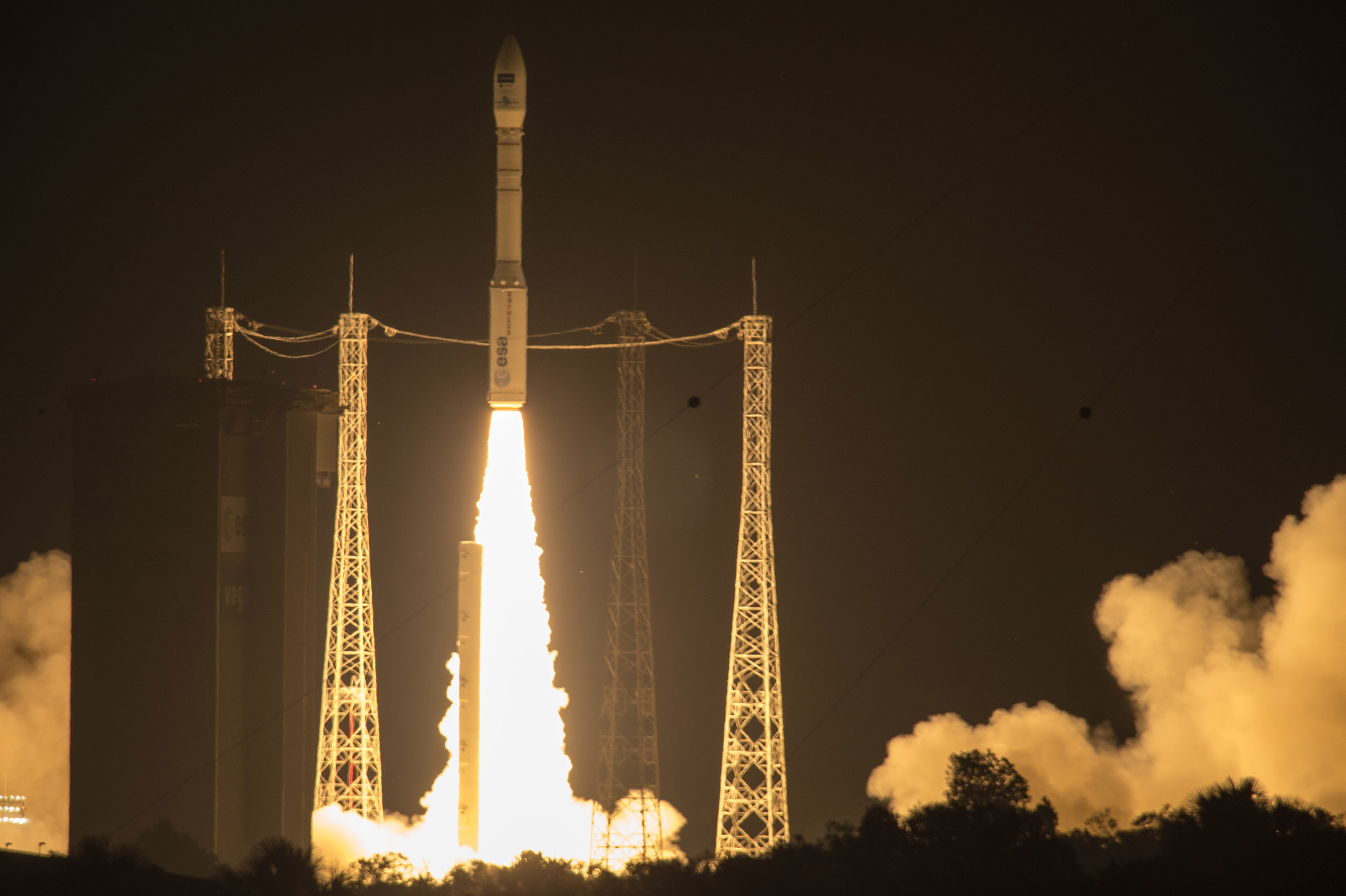
Lanzamiento de un Cohete en el Centro Espacial Guayanés

### Sector secundario
El tejido industrial está formado por pequeñas y medianas empresas y algunas grandes compañías, y está dominado por el sector espacial y la construcción.
En 2012 se embotelló por primera vez agua de manantial en Montsinéry-Tonnegrande por iniciativa de Bernard Lama, antiguo futbolista internacional. Se distribuye bajo el nombre de Dilo.

#### Actividad espacial
El Centro Espacial Guayanés está situado en la comuna de Kourou. Es aquí donde se ensamblan y lanzan los Arianes desde 1979.
Las perspectivas del lanzador Soyuz, con una plataforma de lanzamiento en la comuna de Sinnamary, y del nuevo lanzador Vega, sugieren un fuerte desarrollo de la actividad espacial.
Sin embargo, el peso del sector espacial en la economía local está disminuyendo debido a la diversificación de la economía local. Así, en 1994, el conjunto de este sector, es decir, los contratistas del Centro Espacial Guayanés (CNES, ESA y Arianespace) y sus subcontratistas locales, representaban el 26 % del PIB francoguayanés. En 2003, era de alrededor del 16 %.

#### Construcción
La construcción es el sector que más se beneficia del crecimiento económico del departamento. El sector está impulsado por una fuerte demanda de nuevas viviendas debido al elevado crecimiento demográfico. El sector se ve favorecido por un orden público sostenido (red de carreteras de Guayana, edificios públicos, etc.) y un sector espacial dinámico (nueva plataforma de lanzamiento Soyuz).

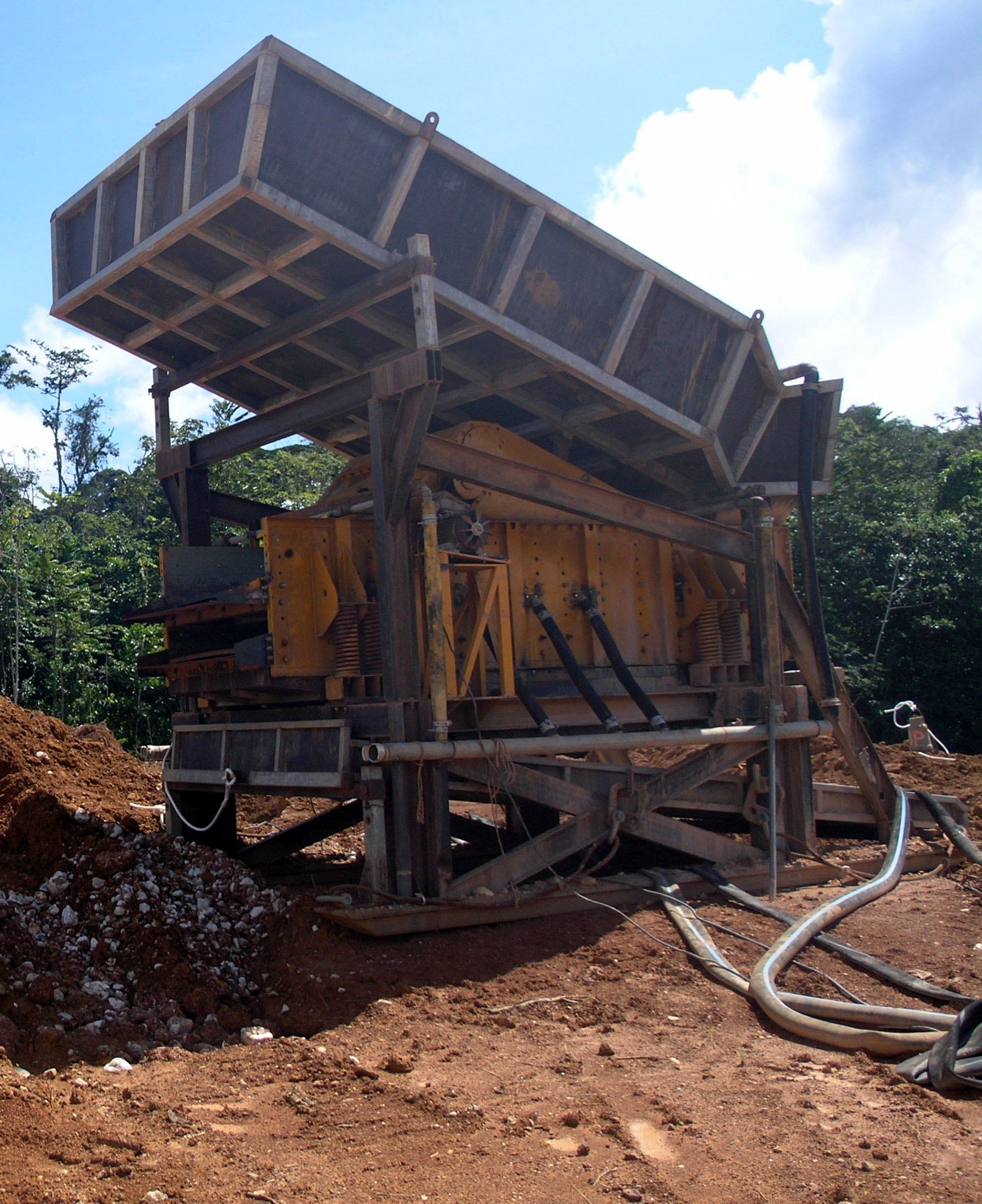
Maquinaria para la minería de oro en la Guayana Francesa

#### Minería
La minería del oro es la segunda actividad exportadora de la Guayana Francesa, con más de 50 millones de euros exportados en 2006. La búsqueda de oro ha atraído a los buscadores de oro, especialmente en los ríos y "placers". Esta actividad es un vector de inseguridad y de inmigración ilegal desde Brasil, a pesar de las acciones emprendidas por el Estado para frenar el fenómeno (Operación Anaconda en la Guayana Francesa). Desde marzo de 2008, se han puesto en marcha las operaciones "arpía", con, entre otras cosas, nueve puntos de paso en las carreteras y ríos, que están bajo la vigilancia permanente de la gendarmería.
El oro es extraído legalmente por empresas locales en una docena de sitios, principalmente aluviales, y un intento de poner en producción el yacimiento de oro de Camp Cayman fue detenido por el gobierno francés en 2008. El proyecto Montagne d'Or es el mayor proyecto industrial en desarrollo en 2017 y tiene como objetivo la explotación de oro primario.
Se espera que la economía de la Guayana Francesa cambie significativamente en los próximos años con el reciente descubrimiento de yacimientos de petróleo a 150 km de la costa.

### Sector terciario

#### Administración y servicios públicos
Las administraciones son los mayores proveedores de empleo en la Guayana Francesa. También destaca el Centro Hospitalario Andrée Rosemon, que emplea a 1.467 personas.

#### Comercio

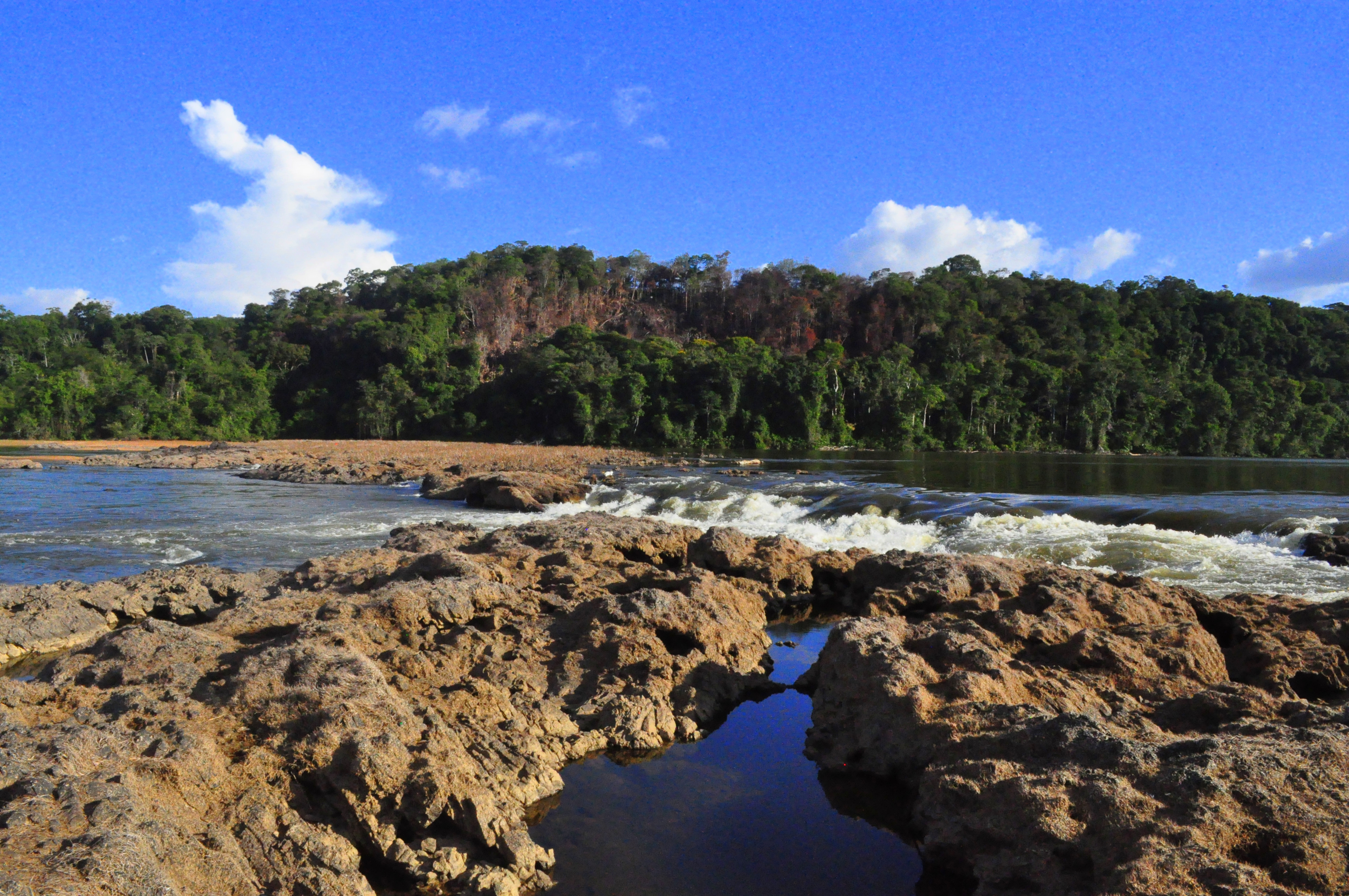
Parque Amazónico de la Guayana Francesa, Río Maroni

En la Guayana Francesa, este sector está dominado por restaurantes y negocios de distribución de alimentos dirigidos por comerciantes chinos. Cabe señalar que la mayoría de estos negocios son pequeños minimercados y tiendas de comestibles (menos de 300 m²), conocidos localmente como chinos. Sin embargo, en los últimos años, la oferta de equipamiento comercial en la Guayana Francesa ha tendido a diversificarse.
Esto se ha traducido en la apertura de un hipermercado en Cayena en 2005 (bajo el nombre de Cora, que se convirtió en Géant Casino en 2010), la construcción del centro comercial Montjoly en 2008, y el Super U en Cayena. Cabe destacar que a partir de 2011, el paisaje comercial francoguayanés sufrió un profundo cambio con la apertura del hipermercado Carrefour y su centro comercial en la zona de Collery. En 2013 se inauguró el centro comercial "Family Plaza", que incluye un multicine Ciné Village (seis salas, incluidas dos pantallas 3D), tiendas en franquicia y un gimnasio de más de 1000 m². En 2014-2015 se construirá un segundo hipermercado Carrefour, un centro comercial con unas 15 tiendas, un centro médico y un hotel Ibis alrededor del lago Bois Chaudat, en la ciudad espacial de Kourou.

#### Turismo
Existe una pequeña actividad de ecoturismo, muy alejada del turismo de masas de Martinica y Guadalupe. La actividad está en proceso de estructuración con la creación del Parque Amazónico de la Guayana Francesa a principios de 2007 y la programación de grandes proyectos. La Guayana Francesa tiene un verdadero potencial turístico con las Îles du Salut y la Reserva Natural de las Marismas de Kaw, pero adolece de una mala imagen del departamento en los medios de comunicación y en la mente de la gente (Infierno Verde).

## Demografía

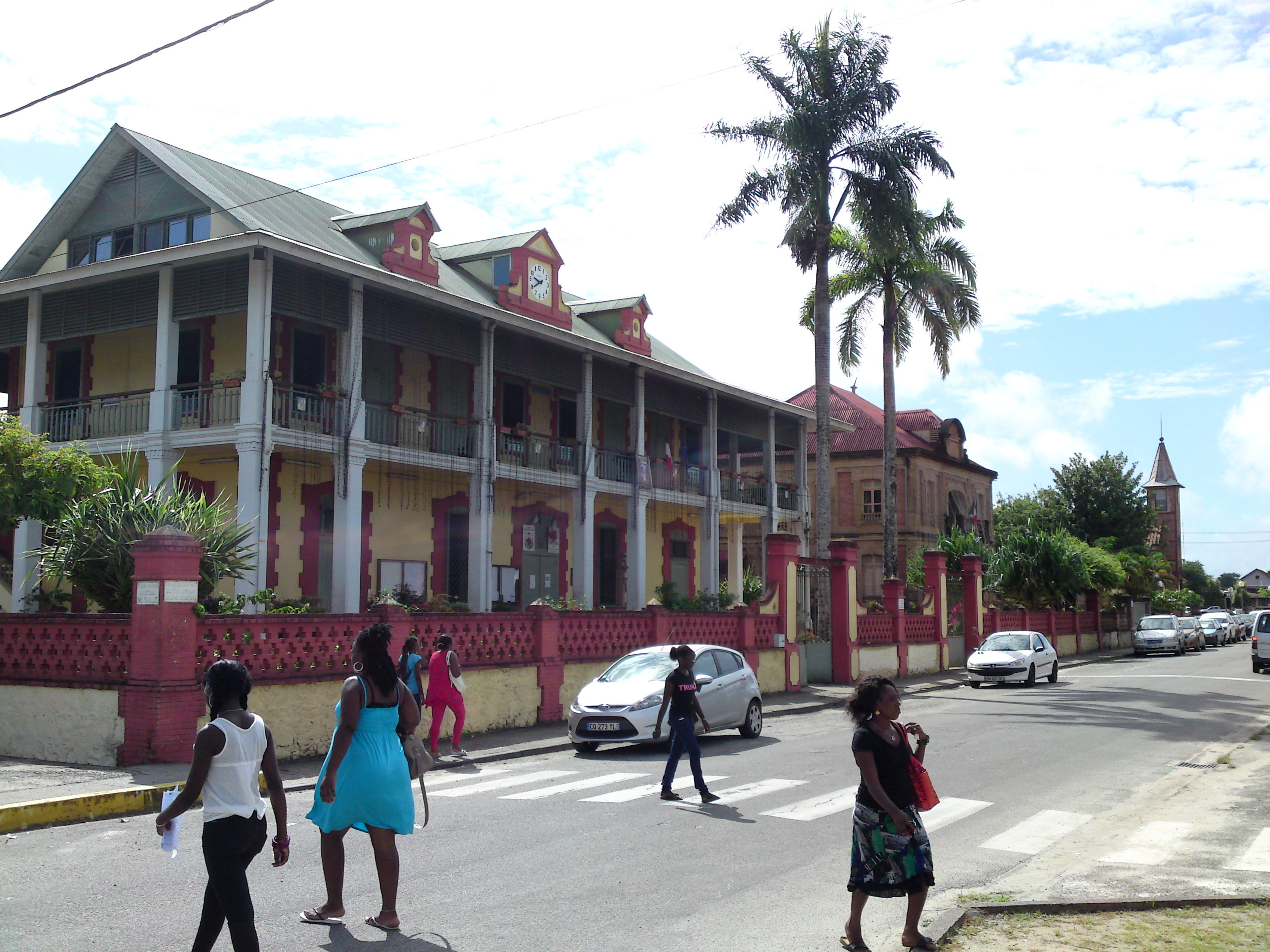
Saint-Laurent-du-Maroni, Guayana Francesa

La Guayana Francesa posee una población estimada de 301 099 habitantes, que representa la densidad de población menos elevada de la región ultraperiférica de la Unión Europea. La edad media de la población no sobrepasa los 58 años. Según estimaciones de 2012, cinco localidades superaban los 20 000 residentes, la mayoría ubicadas en el norte de la región. Estas eran: la capital Cayena (77 231 habitantes), Matoury (40 766), Saint-Laurent-du-Maroni (31 898), Kourou (31 143) y Remire-Montjoly (23 946). Sin embargo, la aglomeración de Cayena (que incluye la mayoría de los municipios de Matoury y Remire-Montjoly) tiene alrededor de 130 000 habitantes.
Los habitantes poseen una mezcla de culturas, debido a las constantes colonizaciones en los siglos pasados. Los principales lugareños son:
- Los negros cimarrones: Esclavos negros de Guayana Francesa y Surinam que se rebelaron y huyeron de las plantaciones entre los siglos XVII y XIX para refugiarse en los bosques y ríos. Poseen el monopolio del negocio de cruzar el río Maroni a remo.
- Los criollos: Nativos de Guayana con rasgos predominantemente afroascendientes. Son la mano de obra mayoritaria en los trabajos manuales y en los servicios. Conforman aproximadamente un 40 % de la población total.
- Los metropolitanos: Habitantes que provienen de Francia metropolitana. Son los técnicos e ingenieros en la Base Espacial y en la casi totalidad de las empresas francesas. Cubren los puestos principales en educación, salud y desarrollo ambiental.
- Los miao: Provienen de Laos. Llegaron en el año 1977.
- Los brasileños: Llegaron en busca de trabajo. Provienen en su mayoría de la zona noreste de Brasil (Macapa). Son mano de obra abundante en los trabajos de búsqueda y extracción de oro. Trabajan asimismo en la construcción y en el sector de servicios.

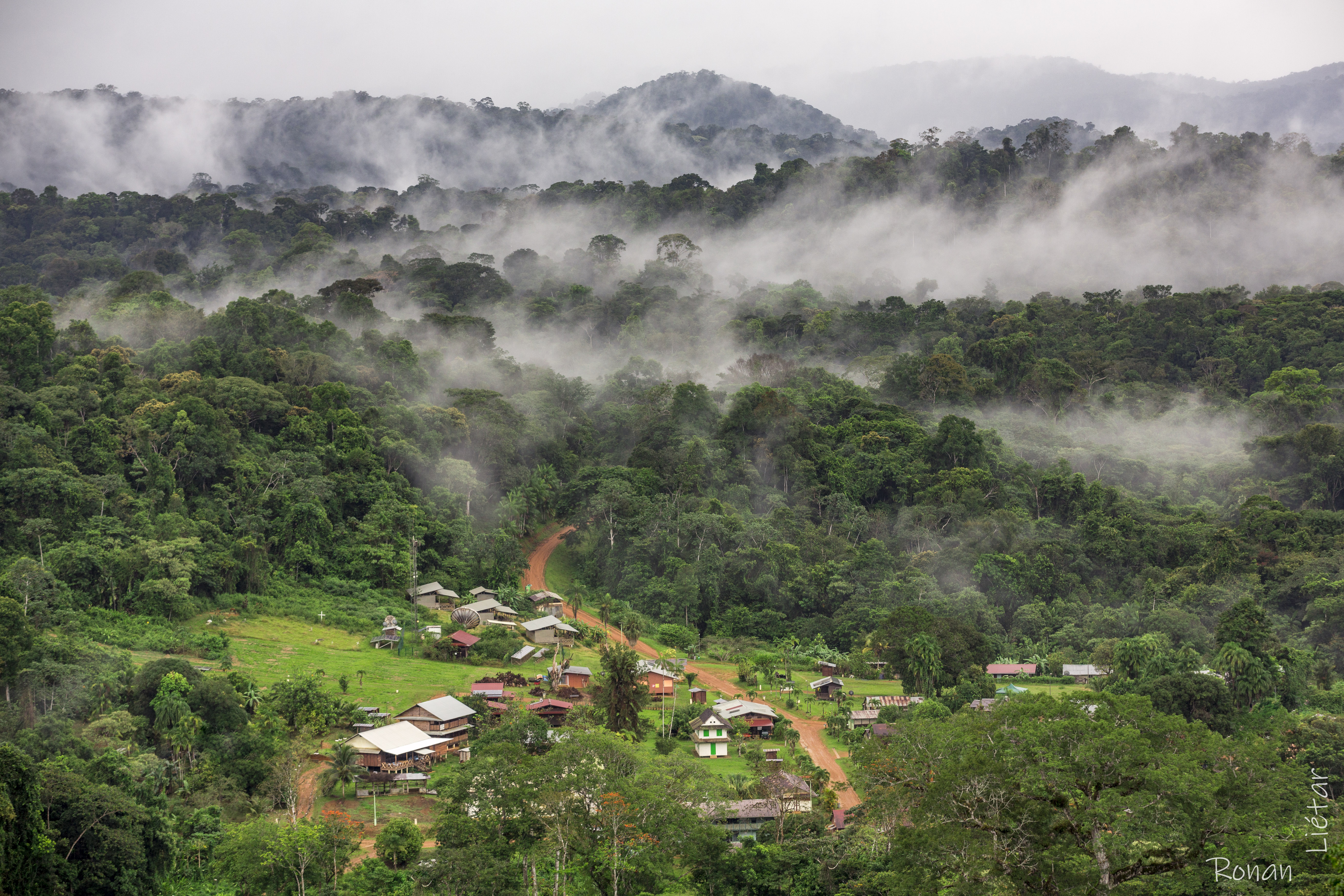
Vista de la localidad de Saül, Guayana Francesa

Si bien los brasileños abarcan la mayor comunidad iberoamericana en la Guayana Francesa, no son la única, encontrándose asimismo naturales de Perú, Colombia y República Dominicana. En muchos casos si bien en su gran mayoría el arribo se da por cuestiones económicas, también hay una gran cantidad de iberoamericanos y africanos que llegan a la región solicitando asilo político.
Aproximadamente 41 000 personas o el 14 % de la población de la Guayana Francesa es de ascendencia europea. La gran mayoría de ellos son de ascendencia francesa, aunque también hay personas de ascendencia neerlandesa, británica, española y portuguesa.
En la zona selvática de Brasil limítrofe con Guayana, varios poblados crecen ilegalmente, favorecidos entre otros elementos por la cercanía con la zona euro.
| 1790 estimado                                        | 1839 estimado | 1857 estimado | 1891 estimado | 1946 censo | 1954 censo | 1961 censo | 1967 censo | 1974 censo | 1982 censo | 1990 censo | 1999 censo | 2006 censo | 2013 censo |
| ---------------------------------------------------- | ------------- | ------------- | ------------- | ---------- | ---------- | ---------- | ---------- | ---------- | ---------- | ---------- | ---------- | ---------- | ---------- |
| 14 520                                               | 20 940        | 25 561        | 33 500        | 25 499     | 27 863     | 33 505     | 44 392     | 55 125     | 73 022     | 114 678    | 157 213    | 208 000    | 259 109    |
| Cifras de los censos según el año y cifras estimadas |               |               |               |            |            |            |            |            |            |            |            |            |            |

### Educación

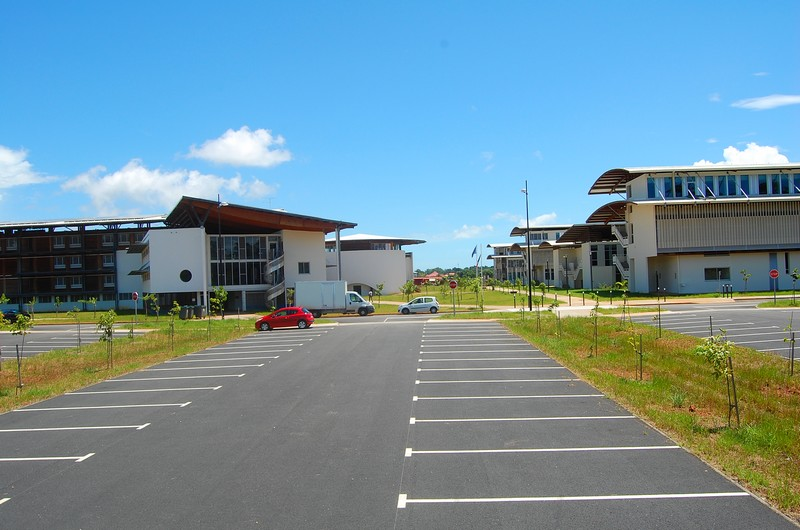
Polo Universitario Franco Guayanés en Cayena, Guayana Francesa

La Guayana francesa posee 2 instituciones de Educación superior la Academia de la Guayana Francesa (localmente conocida como Académie de la Guyane) y la Universidad de la Guayana Francesa (en francés llamada Université de Guyane). El polo universitario forma parte históricamente de la Universidad de las Indias Occidentales y Guayana (université des Antilles et de la Guyane), ya que anteriormente existía una academia de las Indias Occidentales y Guayana, antes de que esta se dividiera en tres academias separadas para Guadalupe, Guayana Francesa y Martinica el 1 de enero de 1997.
La Universidad de Guayana Francesa cuenta con 2034 estudiantes en dos campus:
- El Polo Universitario Guayanés (Pôle universitaire guyanais) campus de Troubira en Cayena;
- El IUT (campus de Bois-Chaudat) en Kourou.

La Academia de la Guayana Francesa es un distrito educativo, dirigido por un rector. Agrupa los complejos escolares del departamento de Guayana Francesa.
El rectorado se encuentra en la capital, la ciudad de Cayena.

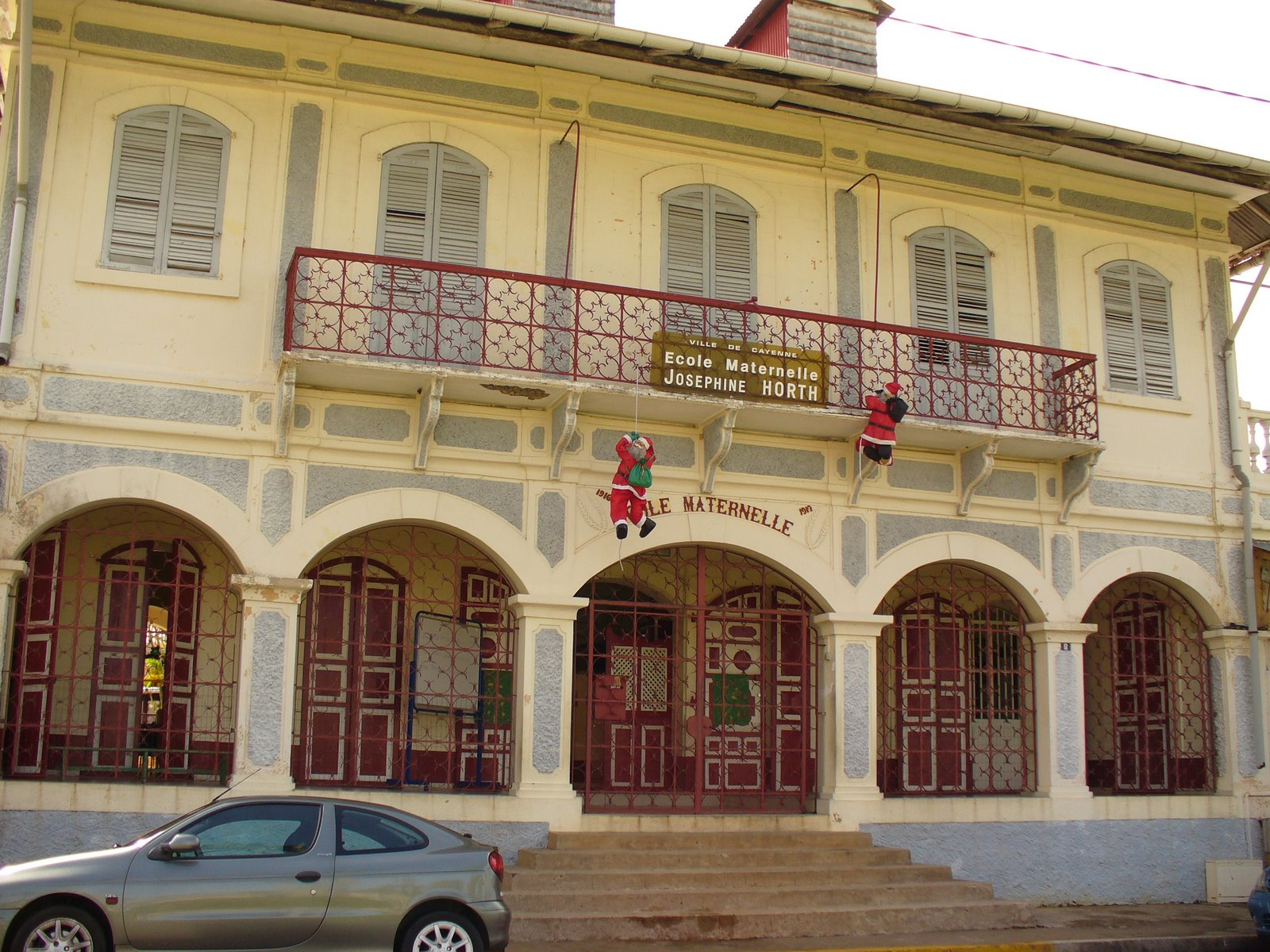
Escuela Maternal Joséphine-Horth

El sistema educativo de la Guayana Francesa es particularmente único porque esta región se enfrenta a muchas situaciones especiales. Al decidir su plena integración en la Francia Metropolitana a través de la departamentalización se necesitó una adaptación y esto se enfrenta al hecho de una evidente distancia geográfica y cultural y a su identificación con un entorno amazónico, que contribuyen a la formación de una identidad diferenciada local.
En 2013, se pusieron en marcha nuevas políticas públicas de reforma educativa en todo el país para abordar los problemas a los que se enfrenta la Guayana Francesa. La calidad y la equidad de la educación son las cuestiones de mayor importancia, que se considera requieren especial atención en las regiones del interior y de los ríos remotos de la región, donde se observa que los servicios educativos están por debajo de los estándares nacionales de Francia.

### Salud
En la Guayana Francesa hay la mitad de médicos de cabecera y el triple de especialistas que en la Francia continental. Solo tiene 37 camas de cuidados intensivos para 283 000 habitantes.
El paludismo y el dengue (con formas hemorrágicas desde principios de los años 90, a veces mortales) tienen una alta incidencia en la Guayana Francesa. La fiebre amarilla también es un riesgo importante, al igual que la tuberculosis.

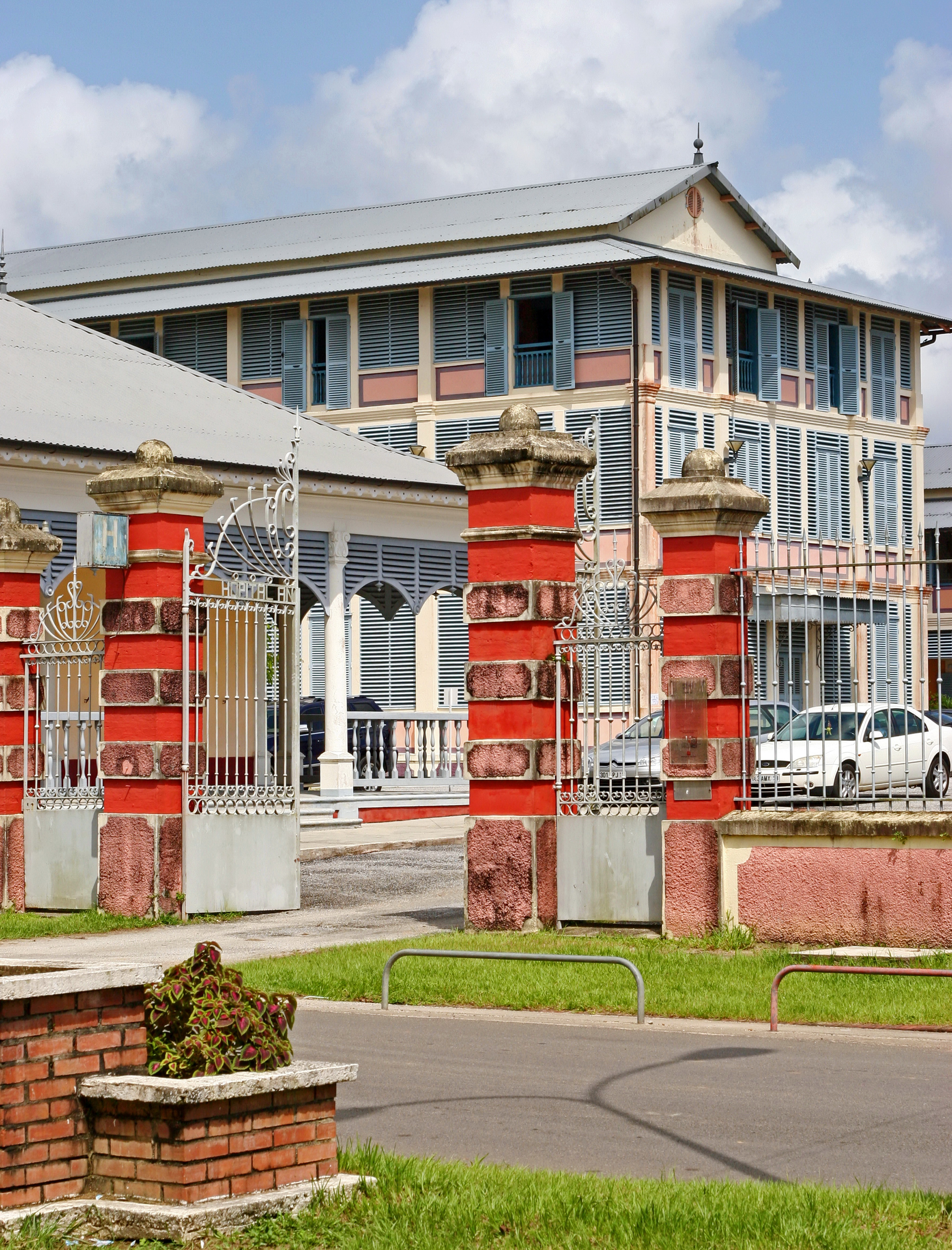
Hospital André-Bouron (Saint-Laurent-du-Maroni)

En muchas comunidades hay dificultades de acceso al agua potable y algunas tomas de agua del río destinadas a abastecer la red de agua potable pueden no estar operativas en determinados años debido a las intrusiones salinas procedentes del océano Atlántico (el "frente salino" y su evolución estacional han sido observados por el BRGM en Mana y en el Maroni para modelizarlos y anticipar mejor este fenómeno).
La falta de acceso a la red de agua potable aumenta el riesgo de enfermedades entéricas infecciosas. La Guayana Francesa es también el departamento donde la prevalencia del sida/VIH es más alta. Según la ARS en 2012, "el Caribe es la segunda región del mundo más afectada por el VIH/sida después de África''.
En 2012, la mortalidad infantil por enfermedades infecciosas y parasitarias (incluso excluyendo el sida) fue la más alta de Francia, muy superior a la de la Francia continental (fue de 551 por 100 000 en la Guayana Francesa, frente a una tasa de 182 en la Francia continental, según un estudio del Drees y del Inserm. La mortalidad perinatal y la mortalidad materna superan las de los demás departamentos de ultramar.
Para los visitantes, la vacunación contra la fiebre amarilla es obligatoria independientemente de la duración de la estancia.
Como en todas las zonas tropicales, los parásitos son numerosos. Entre otros, podemos mencionar el piojo agutí.
La pandemia de Covid-19 llegó, en abril de 2020 a la Guayana francesa, fronteriza con Brasil (donde la epidemia alcanzó proporciones importantes a principios de mayo). Las medidas de barrera promovidas por Francia y la Organización Mundial de la Salud (OMS) se desplegaron en el territorio con el rastreo de los contactos de todos los casos confirmados, y la retirada de los contactos para examinar a los enfermos, y la cuarentena de los casos confirmados y sus contactos (con alojamiento en un hotel si el paciente no reúne las condiciones para el aislamiento). Se puso en marcha un aislamiento masivo para determinadas agrupaciones. La descontaminación comenzó el 11 de mayo de 2020.
Hasta abril de 2021, se han produjeron 2.283 recuperaciones y 90 muertes desde el inicio de la pandemia. En abril de 2021, dos adultos mueren de una forma grave de Covid-19 varias semanas después de recibir su segunda dosis de la vacuna de Pfizer.

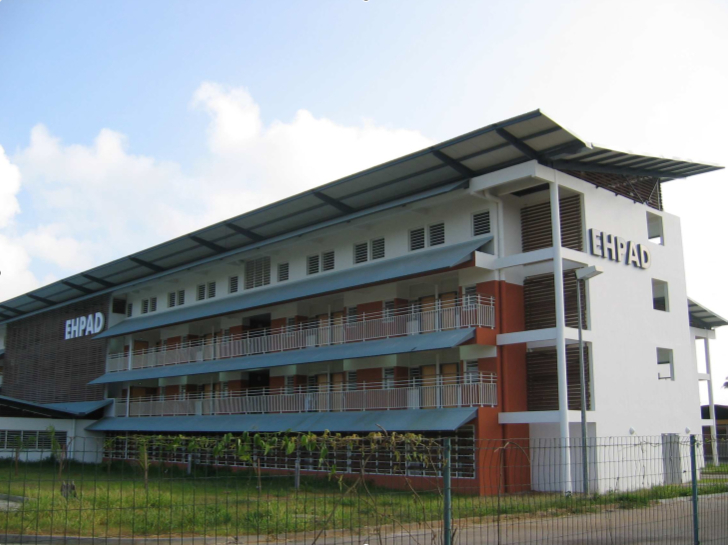
Centro hospitalario Andrée-Rosemon en Cayena (Centre hospitalier Andrée-Rosemon)

#### Intoxicación de origen industrial
Los suelos pobres y ácidos favorecen la biodisponibilidad y la circulación de los metales pesados, en particular el mercurio, utilizado desde hace décadas en el lavado de oro, y el plomo (fuente de intoxicación por plomo).
Las encuestas realizadas por el CIRE y el ARS en la Guayana francesa occidental (entre Saint-Laurent-du- Maroni y Mana) revelaron "niveles elevados de impregnación de plomo en algunos habitantes (en un pueblo, el 48 % de todos los habitantes (21/44) y el 93 % de los niños menores de 7 años (13/14) tenían un nivel de plomo en sangre superior a 100 μg/L (el umbral para la definición de intoxicación por plomo en Francia), y otros análisis " y estudios confirmaron un problema que podría "afectar a toda la Guayana francesa y a los países vecinos (Surinam, Brasil)". En 2015, las pruebas disponibles apuntan a una fuente alimentaria para este plomo. Y se observó que entre las mujeres embarazadas, "los niveles de plomo en sangre y la proporción de participantes con niveles elevados de plomo en sangre aumentan con la edad". 
La pobreza, el bajo nivel de educación, el haber preparado couac durante el embarazo o haber comido algo de la caza o bebido agua de lluvia (en lugar de agua del grifo o embotellada) y el hecho de hablar nenge tongo se asociaron con niveles de plomo en sangre más elevados (lo que planteó el posible papel de una tradición de geofagia, pero no se pudo demostrar claramente una relación causal). Además, las mujeres que viven aguas arriba del río Maroni se ven más afectadas que las que viven aguas abajo.

## Religión

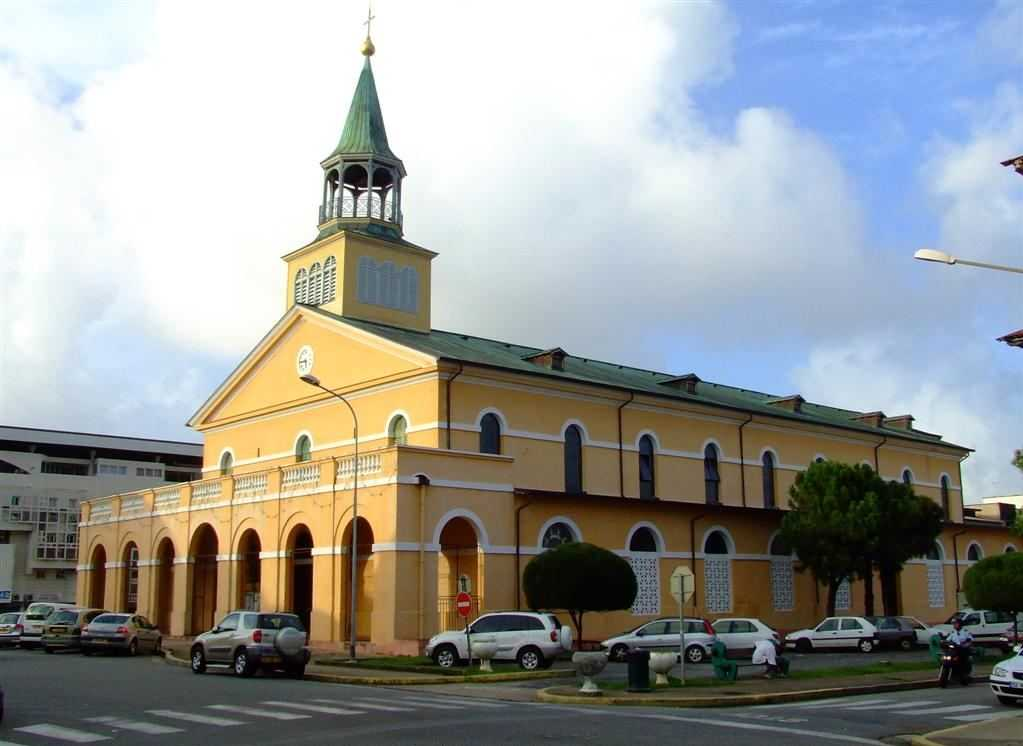
Catedral de San Salvador en Cayena (Cathédrale Saint-Sauveur de Cayenne)

La principal religión practicada es el cristianismo, siendo la iglesia más importante la Católica con un 78 % de la población. La Guayana Francesa forma parte de Francia y es un departamento francés, pero se beneficia de un régimen especial: la ley de 1905 sobre la separación de la Iglesia y el Estado sigue sin aplicarse en la Guayana Francesa, que permanece bajo el régimen del decreto real de Carlos X del 27 de agosto de 1828: el clero católico, es apoyado por el Consejo General. 
Otra disposición de la ordenanza del Rey Carlos X, que tampoco fue derogada por la departamentalización de la Guayana francesa, establece que el Estado mantiene los lugares de culto católico. En resumen, los principios de la Carta Constitucional de 4 de junio de 1814, según la cual la religión católica es "la religión del Estado", siguen vigentes en la Guayana Francesa.
De hecho, en 1911, cuando la ley de 1905 se extendió a las Antillas y la isla africana de Reunión, parte de la clase política local se opuso a cualquier modificación. La Comisión Colonial emitió un dictamen negativo, aunque no era competente en la materia.
Desde entonces, la cuestión se ha planteado varias veces, en particular en 1970, cuando se creó un puesto de pastor protestante en Kourou, y cuando se nombró un imán musulmán en la Guayana Francesa. Por el momento, ninguna decisión política ha cuestionado este estatus, ni se ha ampliado a otras religiones. Esta especificidad no fue cuestionada por los decretos Mandel de 1939. Pero la administración, argumentando que estos cultos nunca han sido reconocidos por la ley en la Guayana Francesa, respondió negativamente a la petición de remuneración.

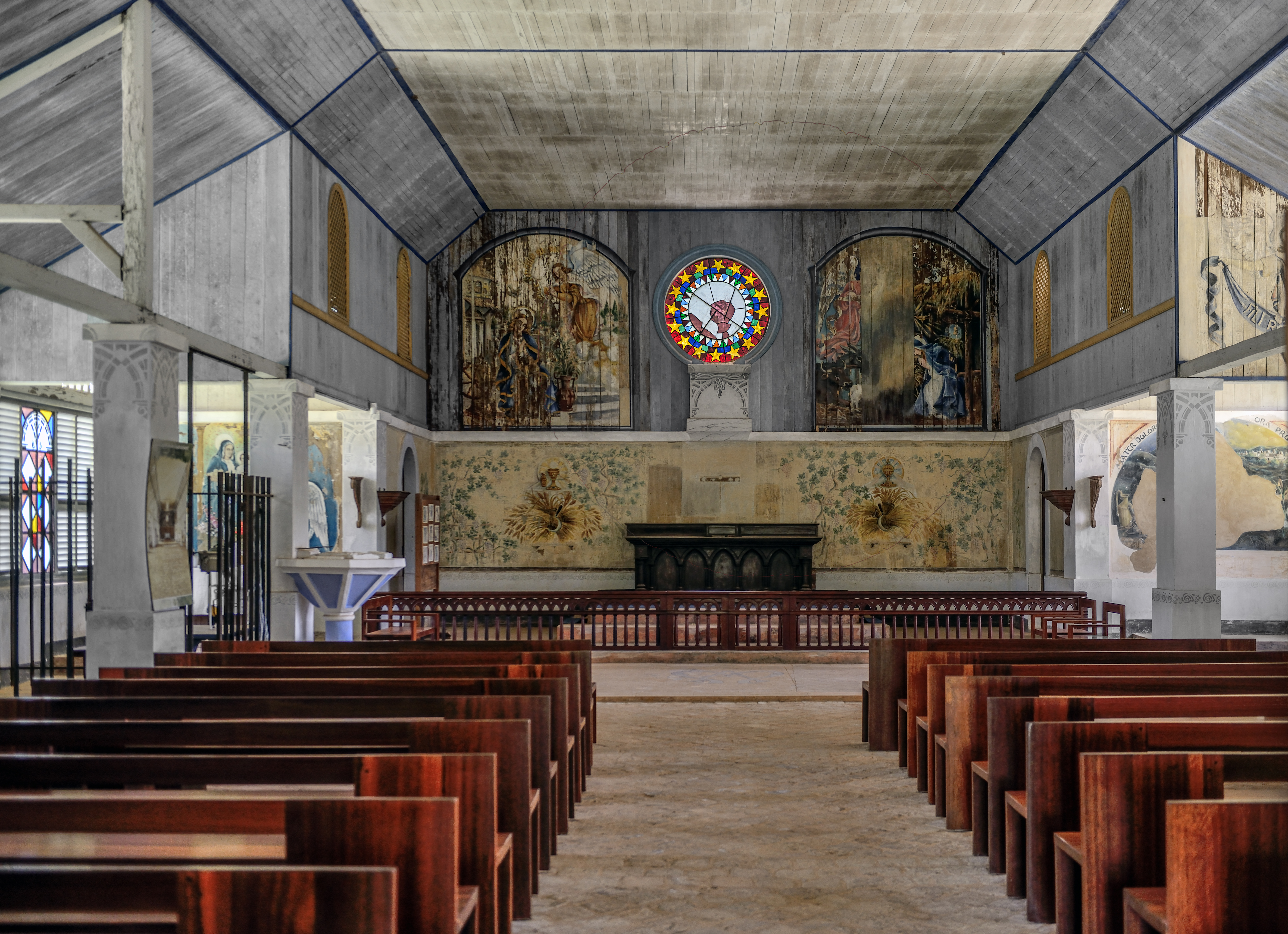
Interior de la Capilla de la Isla Real (Chapelle de l'île Royale), Monumento histórico de Francia

Tras decidir dejar de pagar al clero católico a finales de abril de 2014, el Consejo General recibió la orden de reanudar este pago por parte del tribunal administrativo de Guayana.
En cuanto a la religión, los francoguayaneses están más cerca de los pueblos de América Latina. Entre los criollos de la Guayana Francesa, la práctica de la religión católica ha estado marcada durante mucho tiempo por creencias populares que admiten un catolicismo puramente latinoamericano. 
En el transcurso de la historia colonial, la religiosidad de los criollos tomó muchos de sus rasgos de las personalidades católicas que ayudaron a fundar la colonia, como Sor Ana María Javouhey. La recepción de los sacramentos, la práctica de la oración, la devoción a determinados santos, los ritos funerarios, la fiesta del Espíritu Santo, están teñidas de creencias registradas a lo largo de los siglos.

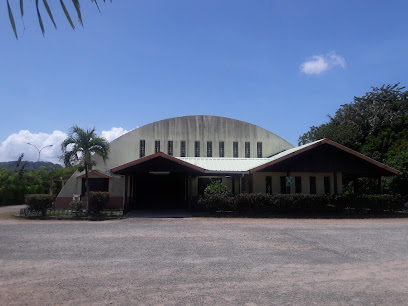
Una iglesia adventista en Guayana Francesa

Aunque la comunidad cristiana conforma por diversos grupos protestantes está bien establecida el número de protestantes en los últimos estudios estadísticos sobre perfiles nacionales del 2020 estiman a las denominaciones protestantes en 4,7 % de la población siendo los bautistas y presbiterianos los grupos más importantes, y las confesiones cristianas más grande después de la Iglesia católica. Esto puede justificarse por la sucesión de colonizaciones que ha experimentado este territorio y por su proximidad a los países latinos de Sudamérica. Los musulmanes, hindúes y judíos siguen siendo una minoría muy reducida. El protestantismo tuvo inmigrantes protestantes en el siglo XVI como los Hugonotes, tras la persecución religiosa que imperaba en Francia. Esto produjo más tarde en las Guayanas el mismo recelo lo que llevó casi a la eliminación de los protestantes. Guayana Francesa es uno de los primeros lugares donde la reforma protestante llegó bajo creyentes perseguidos en Francia o bajo comerciantes.

## Transporte
El sistema de transporte en la Guayana francesa tiene carencias con respeto a la Francia Metropolitana, siendo éste más desarrollado en la zona costera del territorio, mientras que los municipios del interior están mal conectados y a menudo son de difícil acceso, estando muchos de ellos total o parcialmente aislados de Cayena.

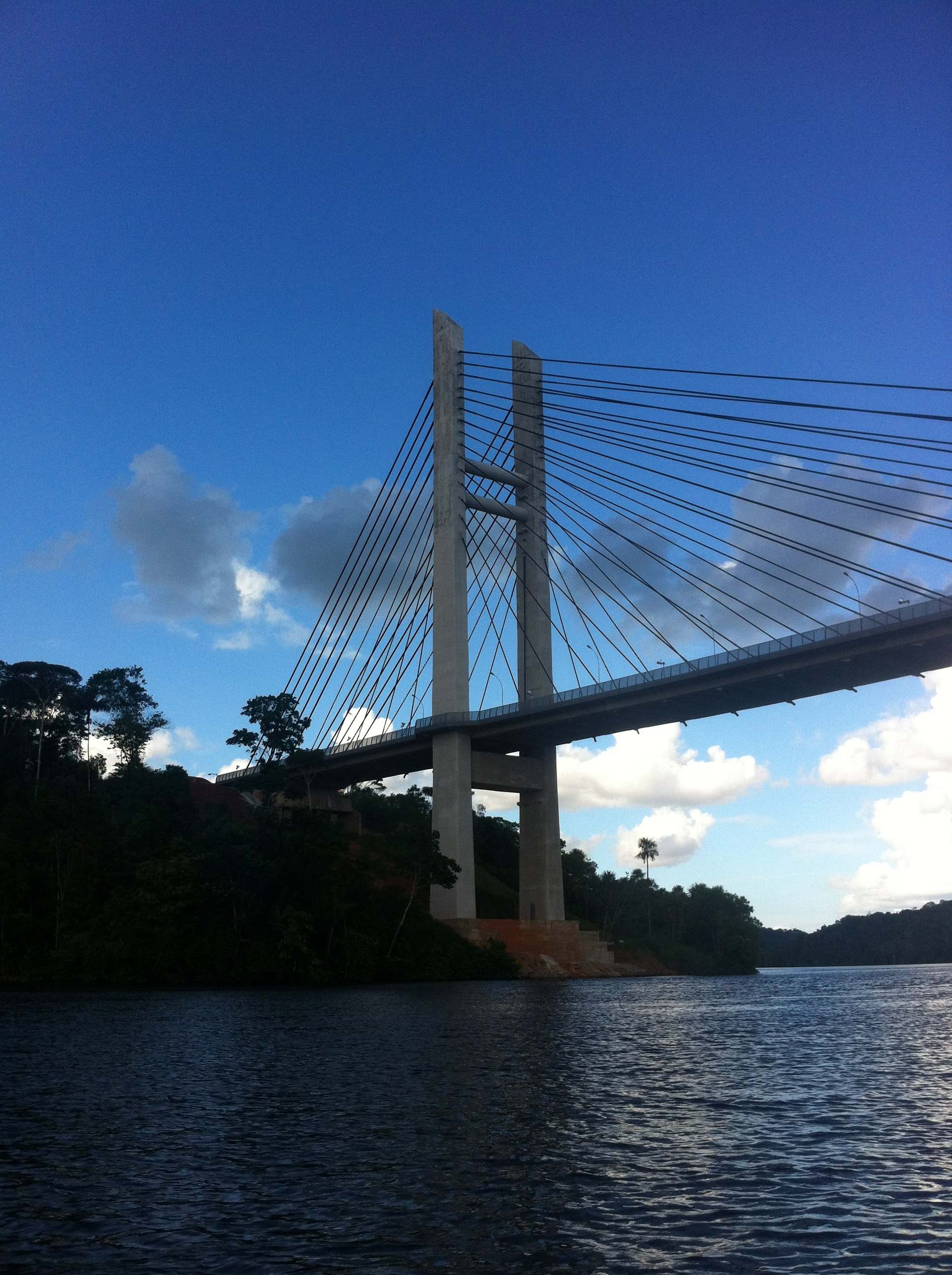
Puente sobre el río Oyapoque (en portugués Oiapoque y en francés Oyapock)

### Sistema de carreteras
La Guayana Francesa tiene unos 2200 km de carreteras, que se dividen en:
- Las carreteras nacionales (440 km), divididas en RN1, RN2, RN3 y RN4 (las dos últimas degradadas a carreteras departamentales durante el mandato de Raffarin), que conectan las principales ciudades costeras, formando un corredor que atraviesa la franja costera desde la frontera con Surinam hasta la de Brasil: La RN1, terminada en los años 90, une Cayena con Saint-Laurent-du-Maroni, atravesando los municipios de Macouria, Kourou, Sinnamary (el tramo de carretera entre Kourou y Sinnamary se denomina localmente Route de l'espace, "carretera del espacio") e Iracoubo, mientras que la RN2 va de Cayena a Saint-Georges-de-l'Oyapock, donde continúa en la BR-156 a través del puente sobre el Oyapock. En la actualidad, todos los ríos se cruzan por carretera mediante puentes, algunos de ellos bastante largos (por ejemplo, el puente sobre el río Cayena tiene 1225 m de longitud), mientras que hasta 2004 (año de finalización e inauguración del puente de Approuague) muchos ríos se cruzaban con piraguas y barcazas. El transporte en las carreteras nacionales está restringido durante la temporada de lluvias (de 48 a un máximo de 32 toneladas), mientras que la velocidad máxima (vigilada por los puestos de la Gendarmería Nacional en Régina e Iracoubo, que también se encargan de controlar el posible flujo de tráfico ilegal e inmigrantes irregulares) es de 90 km/h;

- Carreteras departamentales (408 km), subdivididas en carreteras departamentales urbanas y rurales (caminos rurales), que dan servicio a los pueblos de la costa, el 90 % de los cuales no tienen alumbrado público;

- Caminos comunales o pistas forestales (1311 km), la mayoría de los cuales están vedados al tráfico ordinario y reservados al personal autorizado (empleados de empresas mineras o madereras autorizadas, guardas forestales): Las pistas más extensas son la de Bélizon, en la comuna de Saül (Guayana) (150 km), la de Saint-Élie-diga, en Petit-Saut (26 km), la de Coralie (la más antigua del departamento, creada para llegar a la mina de Boulanger) y la de Maripasoula-Papaïchton. Las carreteras comunales no suelen estar asfaltadas y a menudo se adentran en el bosque desde las carreteras departamentales;

A pesar de la existencia de numerosos proyectos de acondicionamiento y asfaltado de algunas carreteras (como la mencionada vía de Bélizon o el eje Apatou-Maripasoula-Saül), a los que se oponen a menudo los movimientos ecologistas por la fragmentación del medio ambiente y los problemas para las comunidades amerindias y cimarronas asociadas a ellas, varios municipios franco guayaneses (Ouanary, Camopi, Saül, Saint-Élie, Grand-Santi, Papaïchton, Maripasoula, Apatou) siguen sin tener acceso por carretera.

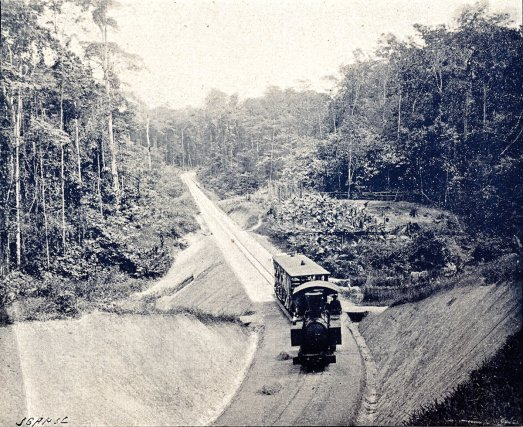
El tramo del Campamento del Tigre. Ferrocarril Saint-Laurent a Saint-Jean-du-Maroni (Administración penitenciaria hacia 1905)

### Sistema ferroviario
En la actualidad, la Guayana Francesa no cuenta con un sistema ferroviario, a excepción de un pequeño tramo en el Centre Spatial Guyanais utilizado para el transporte de componentes: cuando el territorio era una colonia penal, había algunos tramos de ferrocarril construidos por los propios presos para conectar los distintos baños entre sí, cuyos restos (ahora en desuso y en su mayoría engullidos por la selva) aún son visibles en algunas zonas. Estas líneas incluyen el tramo de Montsinéry-Tonnegrande a la llamada bagne des Annamites, el tramo de Saint-Élie al campo de trabajo de Saut du Tigre (ahora sumergido por el lago artificial creado por la presa de Petit-Saut) y el tramo de Saint-Laurent-du-Maroni-Mana-Saint-Jean-du-Maroni.

### Puertos
El transporte por barco está bastante extendido en la Guayana Francesa: entre los puertos más importantes están el de Dégrad-Des-Cannes, situado en la desembocadura del río Mahury, en la comuna de Rémire-Montjoly, por el que pasa la mayor parte de las mercancías importadas o exportadas del territorio y en el que se aloja el destacamento local de la Marine nationale, y el puerto de Larivot, situado en Matoury, en el que se concentra la flota pesquera guayanesa. 
El puerto de Dégrad-Des-Cannes, construido en 1969 para hacer frente a la imposibilidad del antiguo puerto de Cayena de descongestionar el creciente tráfico marítimo, tiene un calado bastante limitado, y los barcos más grandes suelen preferir atracar en Ile du Salut para descargar personas y mercancías (que luego son transportadas a tierra firme por barcos más pequeños) para evitar encallar. El puerto de Pariacabo, en Kourou, alberga los barcos Colibri y Toucan, que transportan componentes para los misiles Ariane.

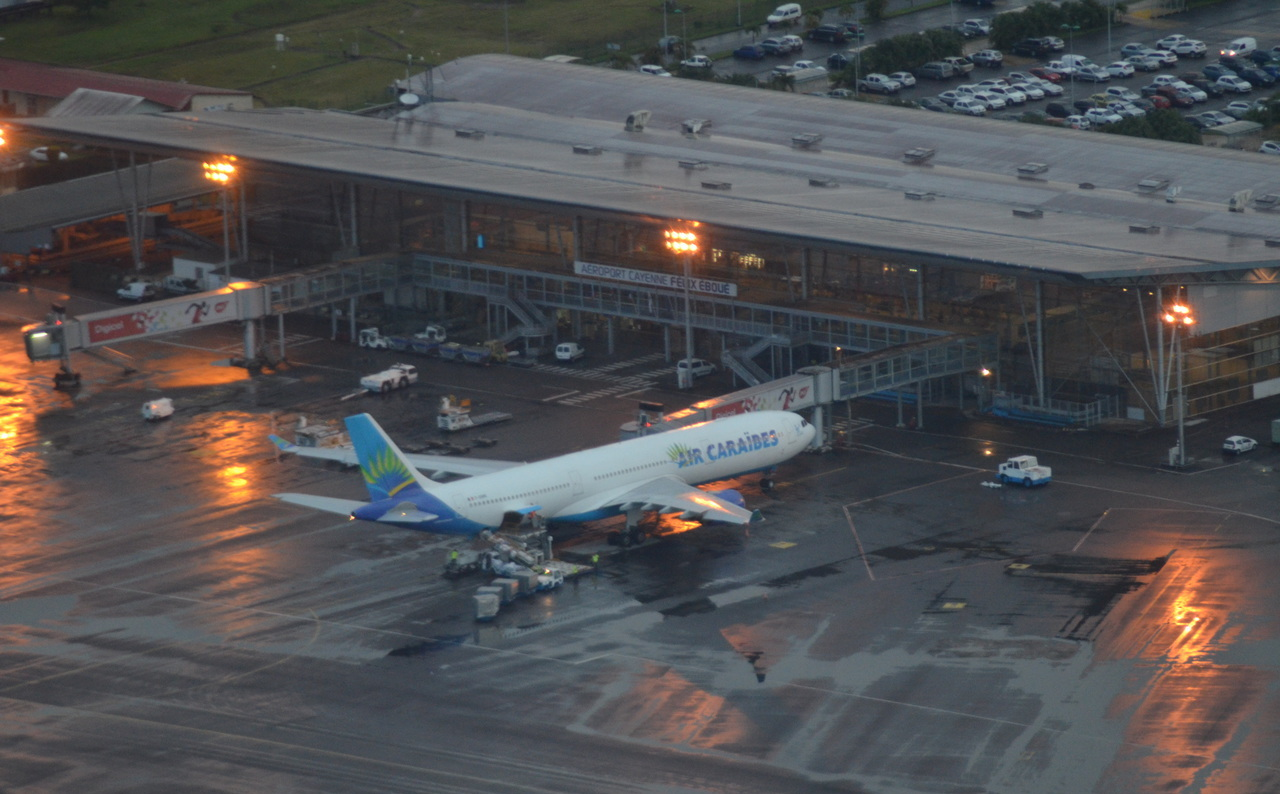
Aeropuerto de la ciudad de Cayena

Los ríos interiores se recorren intensamente en piraguas y otras embarcaciones pequeñas, que unen los pueblos de los ríos Marowijne, Oyapock y Approuague, a los que a menudo no se puede acceder de ninguna otra manera; también se cruza con frecuencia el lago creado por la presa de Petit-Saut, aunque está oficialmente prohibido cruzar la masa de agua.
En el departamento, 460 km de medio acuático se consideran navegables.

### Aeropuertos
La Guayana Francesa está servida por el aeropuerto de Cayena-Rochambeau, situado en Matoury: también hay varias pistas de aterrizaje en el departamento, situadas en Camopi, Maripasoula, Ouanary, Saint-Georges-de-l'Oyapock, Saint-Laurent-du-Maroni y Saül, para un total de once centros (cuatro pavimentados y siete sin pavimentar).
Desde el aeropuerto principal hay dos vuelos diarios directos a París (aeropuerto de París Orly, con un tiempo medio de vuelo de unas 8 horas y 25 minutos desde Guyana a la capital y 9 horas y 10 minutos a la inversa), ofrecidos por Air France y Air Caraïbes, así como otros vuelos a Fort-de-France, Pointe-à-Pitre, Puerto Príncipe, Miami y Belém: La compañía regional Air Guyane Express también ofrece vuelos diarios a Maripasoula y Saül, así como vuelos más esporádicos (principalmente relacionados con entregas postales) a Saint-Georges-de-l'Oyapock y Camopi.

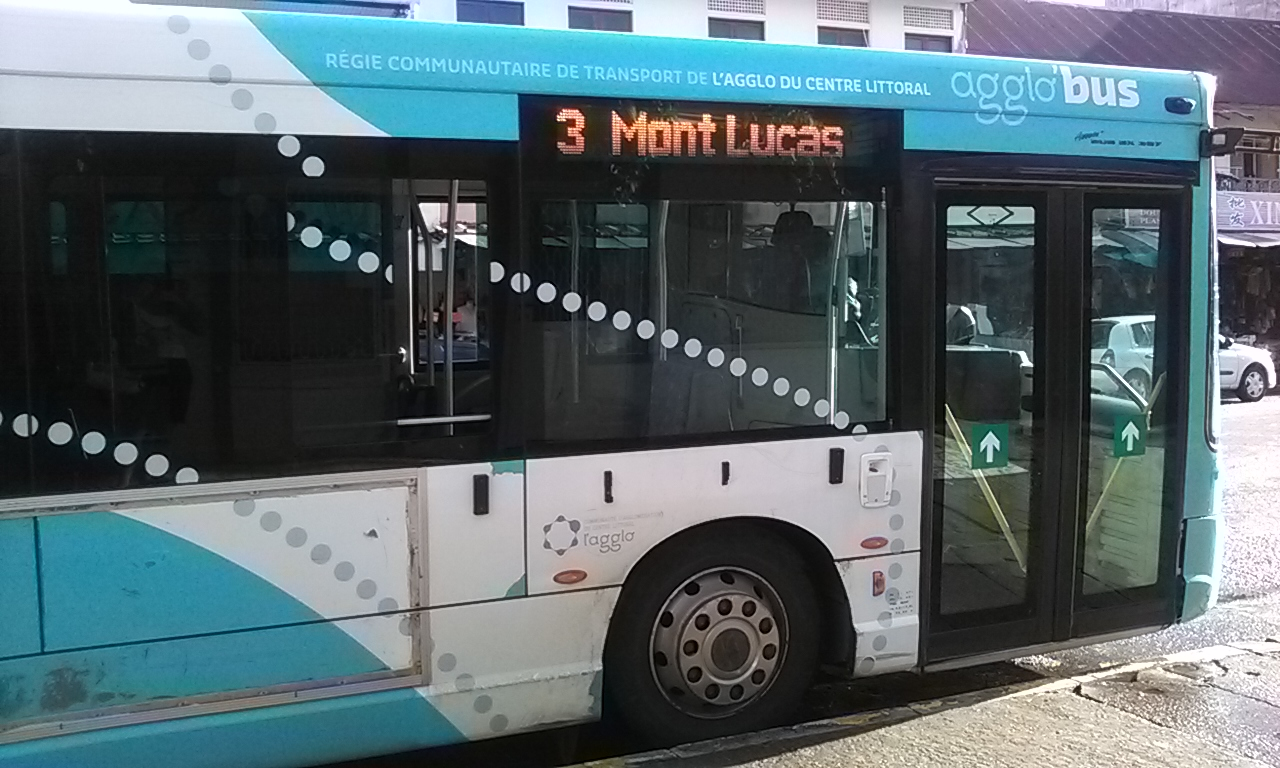
Un autobús Agglo, transporte público, en la ciudad de Cayena, Guayana Francesa, en mayo de 2016.

### Transporte público
Existe un servicio público de autobuses que en la actualidad solo cubre el municipio de Cayena y que está gestionado por el SMTC (Sindicato Mixto de Transporte en Común, actualmente cambiado a Régie Communautaire des Transports - RCT) y consta de siete líneas.
Para las conexiones entre las ciudades de la costa (excepto Montsinéry-Tonnegrande), está bastante extendido el método del "taxi colectivo" (Taxis Co), que son minibuses con capacidad para unas diez personas que salen en cuanto hay un número determinado de usuarios a bordo. En 2010, el consejo general llegó a un acuerdo con algunos de los operadores de este servicio para hacerlo al menos parcialmente público bajo el nombre de TIG (Transporte Interurbano de la Guayana), con horarios de salida fijos y paradas predefinidas.
En los principales ríos (Marowijne y Oyapoque), hay servicios de piragua (llamados pirogues taxis), que van tanto a los centros del interior como al otro lado de la frontera (como Albina en Surinam u Oiapoque en Brasil).

## Cultura

### Arquitectura

Casa Thémire en Cayena, Monumento histórico de la Guayana Francesa.

La arquitectura de la Guayana francesa incluye originalmente la arquitectura amerindia, la arquitectura criolla y la arquitectura bushinenge. Estas arquitecturas se mezclan con estilos arquitectónicos modernos.

#### Arquitectura amerindia
El hábitat amerindio se centra tradicionalmente en la construcción de carbetas. Cambian de forma según las regiones y las diferentes etnias presentes en el territorio guyanés. Pueden construirse en el suelo o sobre pilotes. Los carbets tradicionales Wayana son muy populares gracias a la Maluana, que es una caja celeste, utilizada para decorar la cúpula del Tukusipan (carbet comunitario).

#### Arquitectura criolla
La arquitectura criolla, originada en la época colonial, nació en el siglo XVII. Está formado por casas criollas, llamadas localmente case (kaz en criollo guyanés), construidas con arcilla hecha en el lugar, arena, madera local, metal y cemento.

#### Arquitectura Bushinenge
Entre los siglos XVIII y XIX, las poblaciones negras cimarronas desarrollaron una notable arquitectura. Inspirada inicialmente en la arquitectura amerindia, se alejó cada vez más de ella para crear un estilo único, marcado por el origen africano de estos pueblos. El hábitat tradicional de los boni es reconocido por el uso del arte tembé, típico de estos pueblos.

### Museos y Monumentos históricos

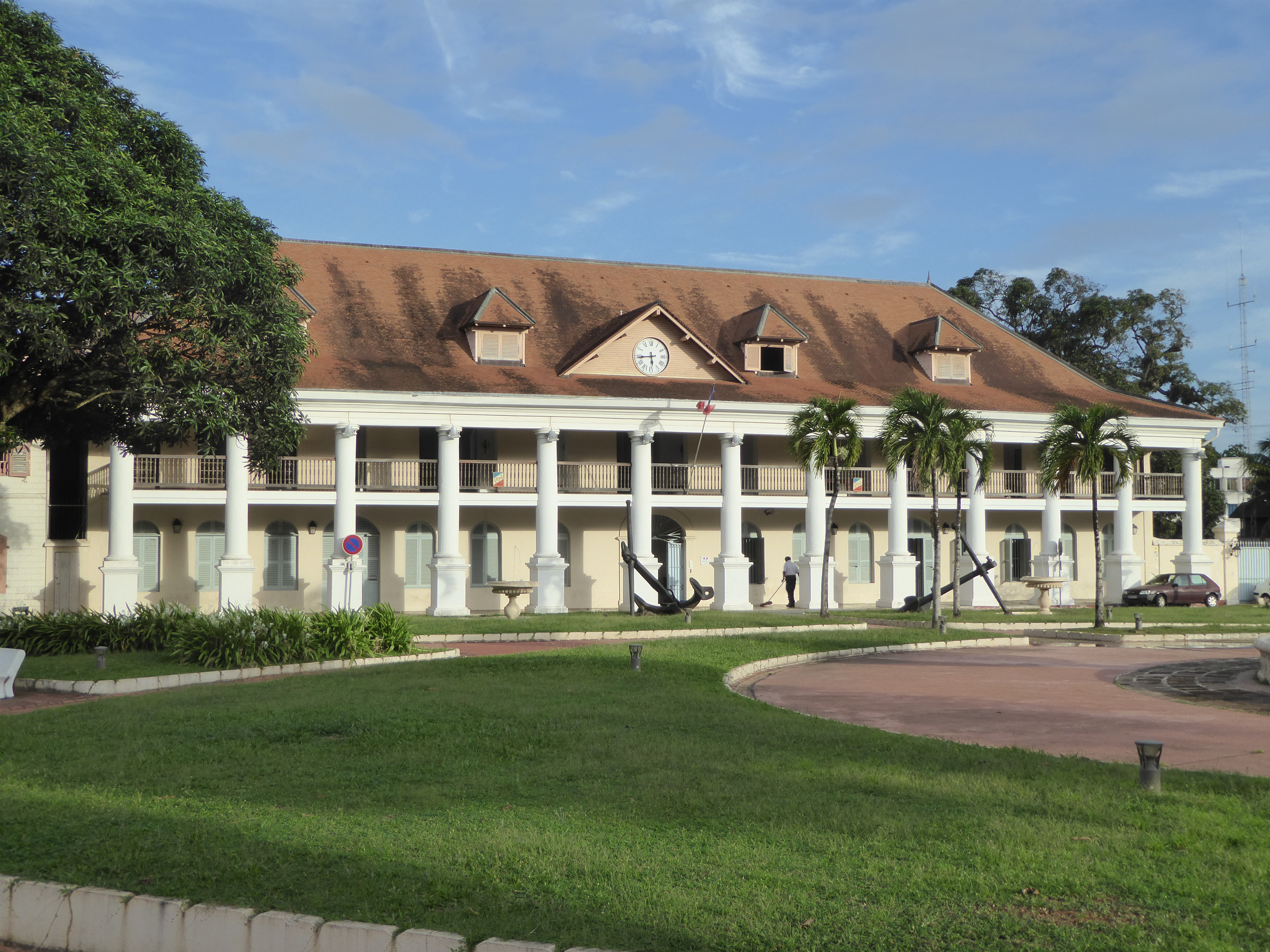
Prefectura de la Guayana Francesa.

En la Guayana hay un gran número de museos.
- Museo departamental Alexandre-Franconie, (Musée départemental Alexandre-Franconie) situado en Cayena.
- Museo de las culturas guayanesas, (Musée des cultures guyanaises) en Cayena.
- Casa de las culturas y de las memorias de la Guayana Francesa (Maison des cultures & des mémoires de la Guyane), compuesta por dos edificios. Uno en Cayena, el otro en Remire-Montjoly.
- Casa-Museo de Félix Éboué, (Maison-Musée de Félix Éboué) en Cayena.
- Museo del Espacio, (Musée de l'Espace) en el Centro Espacial de Guayana, en Kourou.
- Museo de la Isla Real (Musée de l'île Royale), en las Islas de la Salvación.
- Museo del Campo de Transporte (Musée du Camp de la Transportation) en Saint-Laurent-du-Maroni
- Ecomuseo de Montsinéry-Tonnegrande, (Écomusée de Montsinéry-Tonnegrande), en Montsinéry-Tonnegrande.
- Le Planeur bleu de Cacao, en Roura.
- Ecomuseo Approuague-kaw (Écomusée d'Approuague-kaw), en Kaw.

### Artesanía

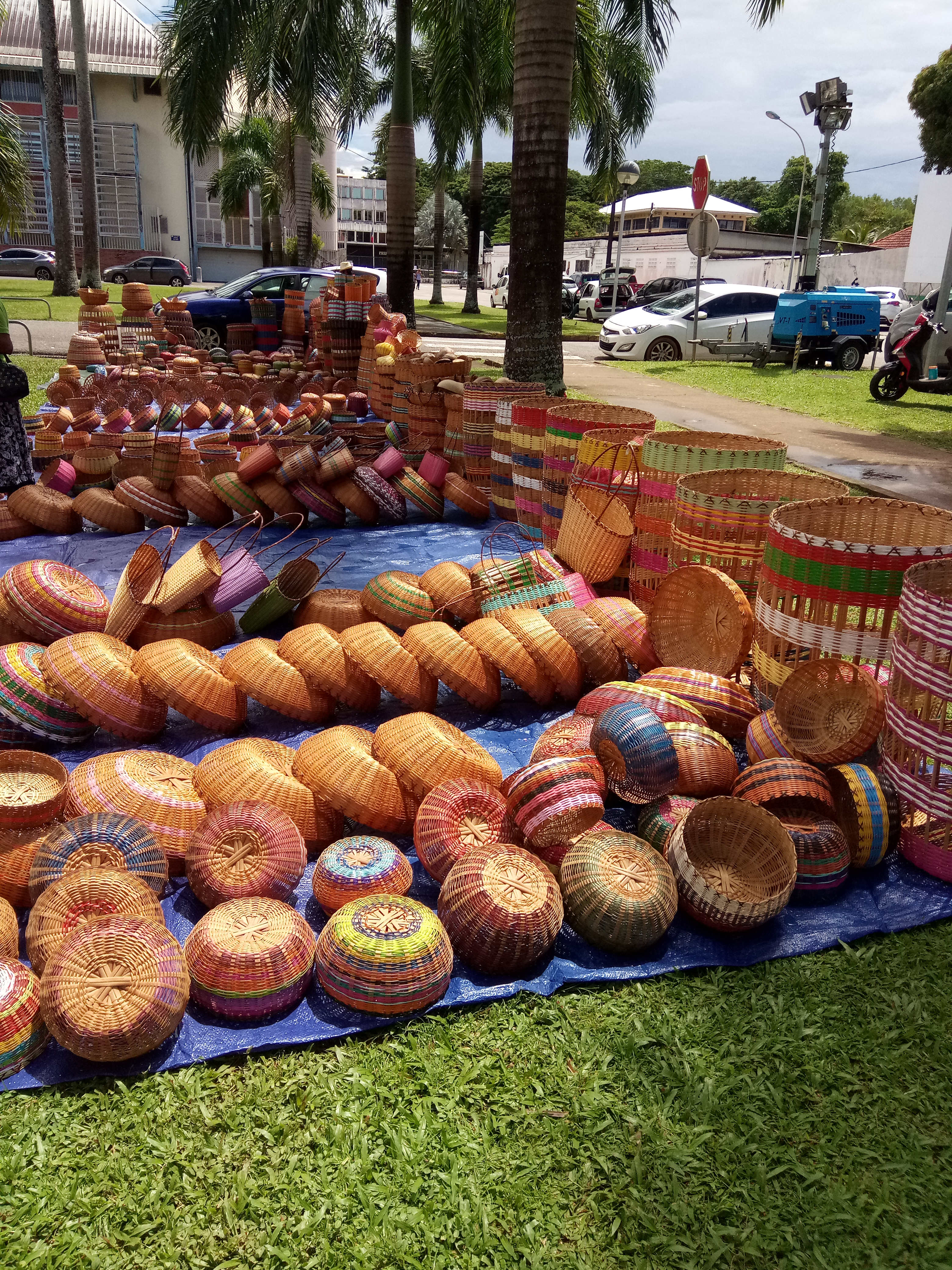
Artesanía de los indígenas locales

La artesanía local es muy valorada por el público en general. Cada comunidad étnica participa en su desarrollo. El arte tembe, el arte del pueblo bushinengue, es uno de los más reconocidos en la Guayana Francesa. Los Boni también fabrican objetos de madera tallada de la zona: como petos, peines, bancos plegables, mesas, etc. Los amerindios y los criollos fabrican cerámica, cuentas y semillas del bosque (collares) y cestería: tamices, abanicos, cestos. El oro, las semillas y hojas de palmera amazónica y otras cosas propias de este territorio se utilizan para fabricar joyas y otros objetos.

### Literatura
La literatura franco guayanesa incluye todas las obras escritas por autores locales o personas relacionadas con la Guayana Francesa. Se expresa tanto en francés como en criollo de la Guayana Francesa.
La literatura guayanesa es una literatura estrechamente relacionada con la de las Antillas francesas: especialmente con las islas caribeñas de Martinica y Guadalupe. Para algunos, se trata de una literatura antillana-guayanesa en relación con los temas abordados, que están relacionados principalmente con la esclavitud y otros problemas sociales. Así, esta literatura adopta varias formas. En primer lugar, la oralidad, porque es un elemento característico de la literatura francoguayanesa, al igual que en muchos países de América negra. En relación con esto, podemos tener en cuenta los cuentos, las leyendas, las fábulas y, de otra forma, las novelas.
La Guayana francesa del siglo XIX está marcada por una débil presencia de escritores. En aquella época, los escritores solo publicaban algunos poemas dispersos en los periódicos locales. Sin embargo, hoy en día resulta difícil rastrear los escritos de algunos poetas francoguayaneses: Ho-A-Sim-Elosem, Munian, R. Octaville, etc. Dos poetas guyaneses son la excepción. Según Ndagano (1996), Ismaÿl Urbain y Fabien Flavien serían considerados los primeros poetas francoguayaneses. Sin embargo, Alfred Parépou es un escritor que marcó su época con su obra Atipa (1885).
El periodo que va de 1900 a 1950 constituye una etapa importante de la literatura francoguayanesa en la medida en que dio a luz a numerosos escritores que tuvieron un impacto considerable, como los de la Negritud (Négritude). 
La generación de escritores franco guayaneses de 1950 y 1960 destaca por escribir sobre la causa negra. Serge Patient y Elie Stephenson sí han abordado esta cuestión en sus escritos.
A partir de 1970 diferentes generaciones de escritores han tomado conciencia de la causa negra o de la esclavitud. Ya sea a través de sus escritos o de sus actividades políticas, tienen en cuenta este doloroso periodo que tuvo graves consecuencias en la sociedad local y en el mundo negro en general. Para esta generación, Christiane Taubira sigue siendo la figura. Otros escritores se interesan por otro tipo de temas, como la naturaleza regional, etc.

### Fiestas

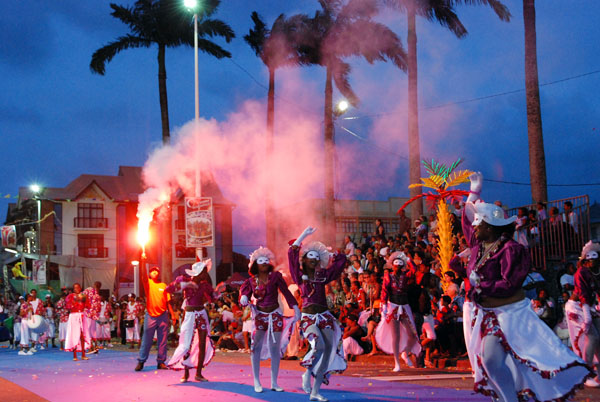
Grupo local durante el Gran Desfile Nocturno de Cayena.

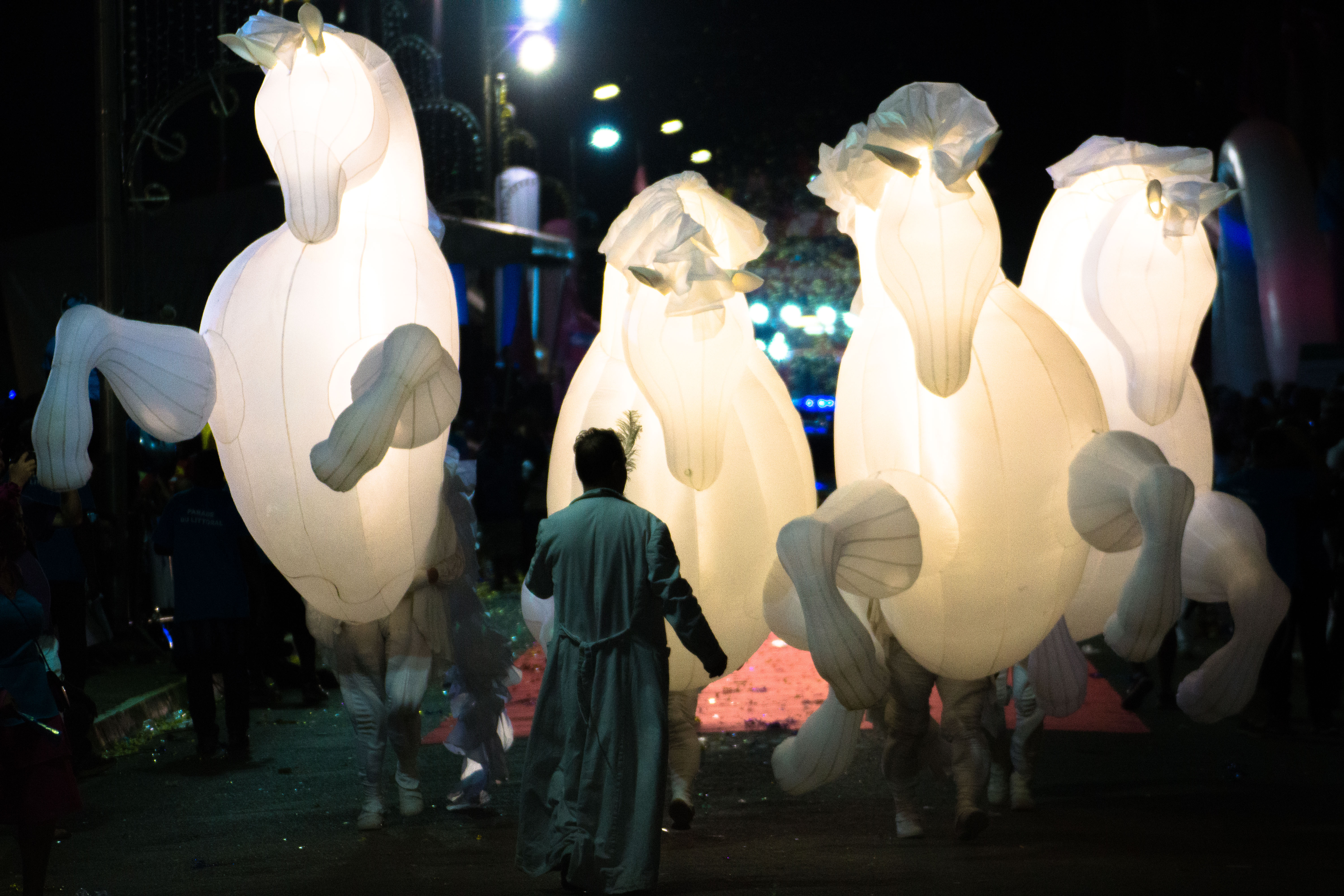
Caballos de aire y luz en el Gran Desfile del Litoral en Kourou.

El Carnaval es uno de los eventos más importantes de la Guayana Francesa. Considerado el más largo del mundo, tiene lugar el tarde del domingo, entre Epifanía a principios de enero y miércoles de Ceniza en febrero o marzo. Grupos disfrazados según el tema del año, desfilan alrededor de carrozas decoradas, al ritmo de percusión y metales. La preparación de los grupos dura meses antes del carnaval. Los grupos desfilan frente a miles de espectadores que se congregan en las aceras y graderías dispuestas para la ocasión.
Brasileños, grupos idénticos a los que se encuentran en el Carnaval de Río, también son apreciados por sus ritmos y sus seductores disfraces. La comunidad china de Cayena también participa en los desfiles aportando su originalidad, con los dragones.

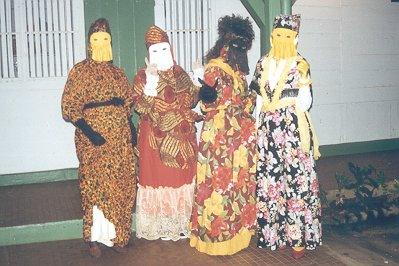
Touloulous

Luego, al comienzo de la velada, los Touloulous, personajes típicos del carnaval francoguayanés, van a las discotecas para participar en los famosos Bailes de máscaras.

### Gastronomía

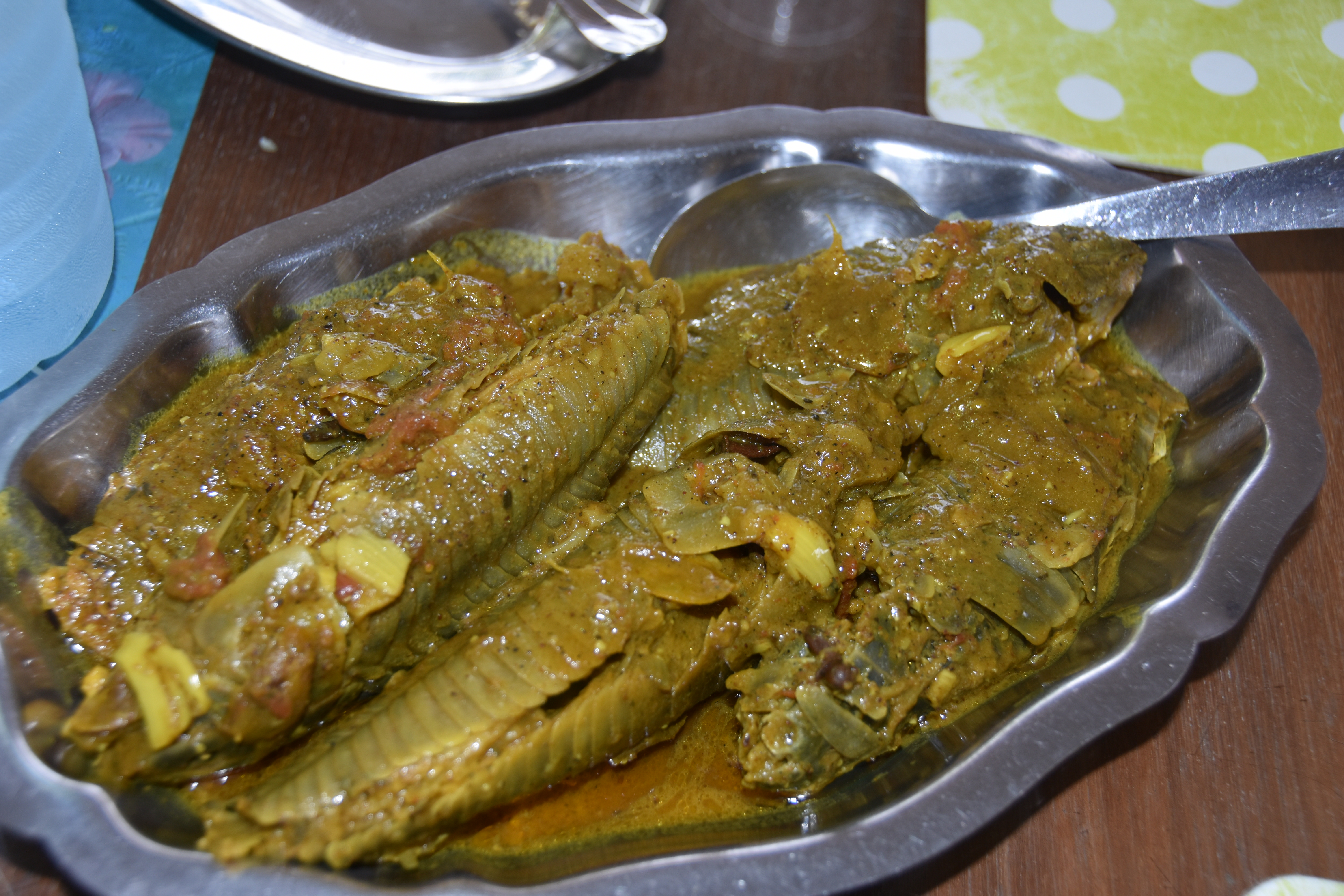
Atipas con leche de coco, plato típico de la cocina francoguayanesa.

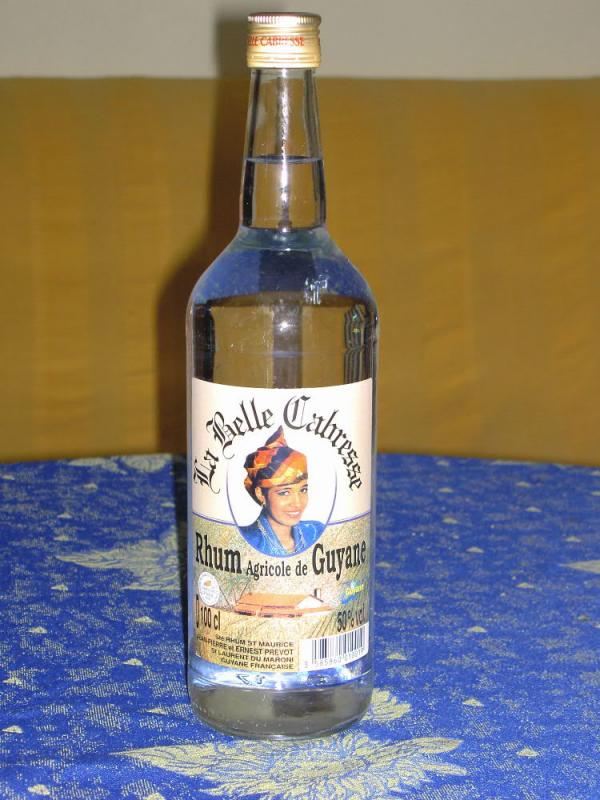
Botella de Belle Cabresse 50°(ron).

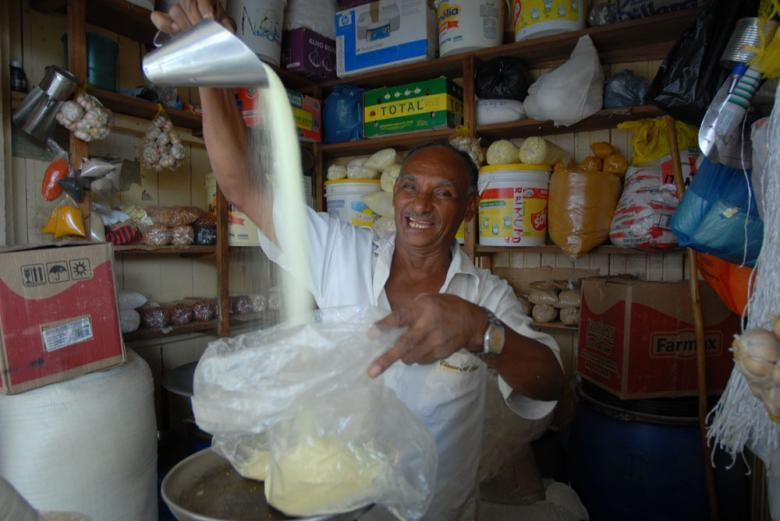
Venta de Couac.

La gastronomía franco guayanesa es rica en las diferentes culturas que se mezclan en la Guayana Francesa. Los restaurantes criollos se codean con los chinos en las grandes ciudades como Cayenne, Kourou y Saint-Laurent-du-Maroni. El arte culinario local reunió originalmente las cocinas de la Guayana, criolla, bushinengue y nativa americana.
Todas estas cocinas tienen varios ingredientes en común:
- Mandioca;
- Carnes y pescados ahumados.

En Pascua, los locales comen el plato más emblemático de la región, el Caldo de awara.

#### Bebidas
Como bebidas tradicionales, se puede encontrar en la Guayana Francesa el Ron Saint-Maurice local (la Belle Cabresse, Féfé, La Cayennaise, Cœur de Chauffe, Or Blanc, etc.), Cachiri (cerveza amerindia), Bita o bíter (a base de plantas medicinales), jarabe de acedera, chocolate criollo (cacao, vainilla, nuez moscada, canela), Planteur, ponches variados (ponche de coco, ponche de comou, ponche de chocolate, ponche de cacahuete, ponche de wasaï, ponche de maracudja, ponche de matador), Ti-punch y los conocidos jugo de comou, jugo de wasaï (ambos elaborados a partir de frutos de palma amazónica).

#### Postres, pasteles, dulces
Como postres existen cremas criollas, llamadas localmente Angou o Matété, todo tipo de mermeladas, conservas (pastilla de coco), Couac coco (sémola fina azucarada), Crétique (coco confitado con jengibre), Galette créole (también llamada Galette Guyanaise), jalea de acedera, Lotcho (caramelo de pulpa de coco), Sorbetes (de coco, pistacho, cacahuetes, comou), Lafoufou bannann (ensalada de plátano), Huevos en leche, Lanmou chinwè, Americano (pastel local), Bendenngwèl, Kontès, Dizé milé (buñuelo), Dokonon (pastel escalfado en papel de aluminio), Gâteau cramanioc (budín de mandioca), Massepain, Mont-blanc, Sispa (pastel), etc.

### Idiomas
El francés es la lengua oficial de la Guayana, pero también se utilizan muchas otras lenguas locales. A pesar del estatus del francés, el criollo francoguayanés sigue siendo, con mucho, la lengua más hablada de la sociedad. Se dice que esta lengua, basada en el francés, el inglés, el español, el portugués, las lenguas africanas y amerindias, se originó en el siglo XVII entre los esclavos africanos y sus amos franceses que intentaban comunicarse. A veces se mezcla con las otras lenguas criollas de las comunidades de inmigrantes de Martinica (criollo martiniqués), Guadalupe (criollo guadalupeño) y Haití (criollo haitiano)...

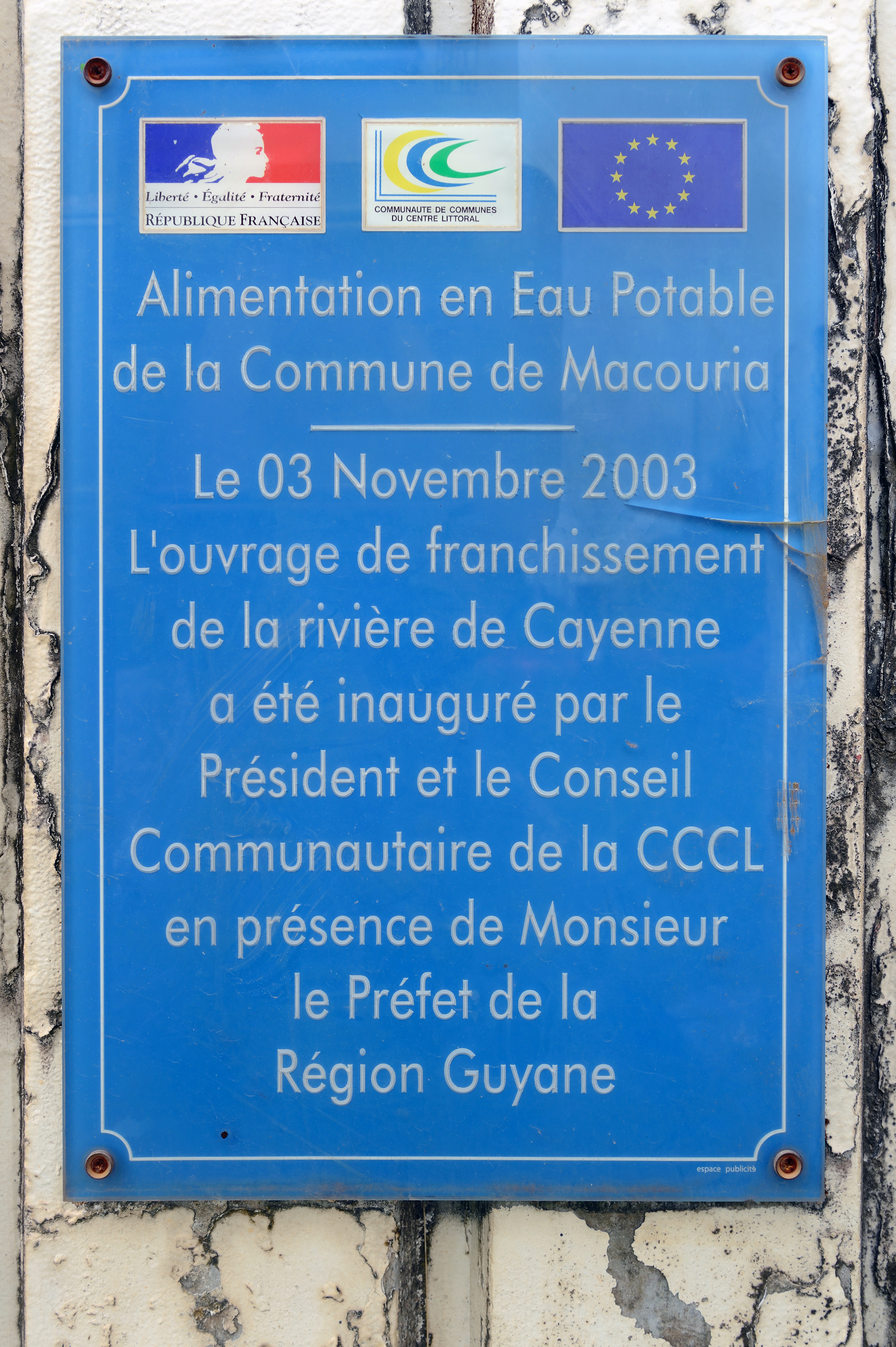
Aviso escrito en francés en el Puente de Larivot

Seis lenguas bushi konde (de los cimarrones negros), son habladas por los francoguayaneses busi-nengue o surinameses (surinamés para la Academia Francesa): boni, saramaca, paramaca, djuka, mataray, kwenty, aluku.
Las otras lenguas regionales son seis de las siete lenguas amerindias (arahuaca, palikur, kali'na, wayana, wayãpi, emerillón), así como el hmong (lengua laosiana). La lengua apalai, hablada por pocos hablantes, no está reconocida oficialmente.
Por último, las demás comunidades que constituyen una parte importante de la población hablan a diario portugués, inglés, chino, español, etc.
El criollo de la Guayana Francesa es una lengua que ha sido hablada desde los tiempos en que había esclavos y colonos. Pero las condiciones para la constitución del criollo franco guayanés fueron muy diferentes a las del criollo antillano, por un lado debido a los conflictos entre los franceses, británicos, holandeses, portugueses y españoles, y por otro lado, los dialectos franceses como el cadí influyeron mucho en el criollo guayanés, lo que lo hizo muy diferente del criollo martiniqués, haitiano, de Santa Lucía y guadalupeño. En el territorio brasileño de Amapá, fronterizo con la Guayana Francesa, este criollo se confunde a menudo con el karipuna, otro criollo. Sin embargo, el criollo guayanés es ampliamente hablado y comprendido en Amapá.
Por lo tanto, hay algunas palabras en el criollo francoguayanés que son comunes a los criollos de las Indias Occidentales, pero hay una serie de palabras que los hacen significativamente diferentes.
Además, los franco guayaneses pronuncian el fonema /ʁ/ como en el francés estándar, mientras que en las Antillas la pronunciación tiende a acercarse más a la semivocal [w].

### Bandera

Bandera departamental No oficial de la Guayana Francesa

En 2010, el consejo general del departamento de la Guayana Francesa adoptó una bandera para el departamento de la Guayana Francesa. Sin embargo el consejo regional superior no reconoció este cambio. En 2015, al disolverse ambos organismos, se estableció la asamblea de la Guayana Francesa, que instauró un nuevo símbolo para el reconocimiento de esta. Por otra parte, solamente la bandera francesa es reconocida oficialmente por la constitución francesa como bandera nacional.

### Filatelia
El primer sello específico de la Guayana Francesa data de 1886, es un sello de tipo Alphée y está sobreimpreso con la indicación "Diciembre 1886, Guy Franc".
Hasta 1902, la Guayana Francesa utilizaba sellos de la serie francesa o colonial con un sobreimpreso específico.
A partir de 1904, se emitieron sellos específicos para la Guayana Francesa con la indicación "Guyane Française".
Los últimos sellos con la indicación "Guayana Francesa" se emitieron en 1947. Después de esta fecha, se utilizaron los sellos de la Francia continental.

### Medios de comunicación
En el ámbito de la radio y la televisión, Guyane 1ère, la filial local de France Télévisions, tiene una fuerte presencia: También hay canales de televisión típicos de la Francia metropolitana (France 2, France 3 Toutes Régions, France 4, France 5, France 24, France Ô, arte), también adaptados al huso horario local (Canal+ Guyane), así como otros canales locales independientes (KTV Guyane, CanalSat Caraïbes, hasta 2010 también Antenne Créole Guyane) y algunos canales extranjeros (como los programas de la cadena brasileña Globo).
En cuanto a la radio, además de la ya mencionada Guyane 1ère, también están NRJ Guyane y Trace.FM.
En cuanto a la prensa, el principal periódico local es France-Guyane, mientras que La semaine guyanaise, una revista semanal que también da mucho espacio a la programación y los anuncios de televisión, es también muy popular. También existe una revista bimestral de información sobre las demandas de la comunidad amerindia, llamada OKRA.MAG.
La zona del litoral tiene acceso a Internet a través de una línea ADSL: en la actualidad está previsto proporcionar acceso a Internet a todos los municipios del departamento, gracias al uso de satélites y puntos wi-fi. El dominio de primer nivel nacional local es .gf, pero la mayoría de los sitios locales suelen utilizar el dominio .fr.
La red telefónica también está presente y bien establecida en los hogares de la zona costera, mientras que las zonas del interior dependen de las cabinas telefónicas (ausentes en Montsinéry-Tonnegrande y Saül, así como en las comunidades amerindias y cimarronas) y de la telefonía por satélite, cuya presencia es obligatoria en las escuelas.

## Deporte
El deporte en Guayana se remonta a mucho antes del periodo colonial. Popularizada a partir del siglo XIX, la primera competición deportiva organizada para conmemorar el 14 de julio se celebró en 1890. En aquella época, ya existían actividades físicas favorables a los habitantes de este territorio amazónico, pero también deportes procedentes de Europa, que favorecían a los colonizadores. Había: carreras pedestres, carreras de burros, carreras de canoas, carreras de bicicletas, carreras de triciclos, regatas náuticas en los puertos y juegos populares tradicionales.
El deporte más popular en Guayana en la actualidad es el fútbol, seguido del baloncesto, el ciclismo, la natación y el balonmano, aunque en el departamento hay algunos clubes de piragüismo, judo, jiu-jitsu brasileño, aikido, karate, esgrima, equitación, remo y voleibol.

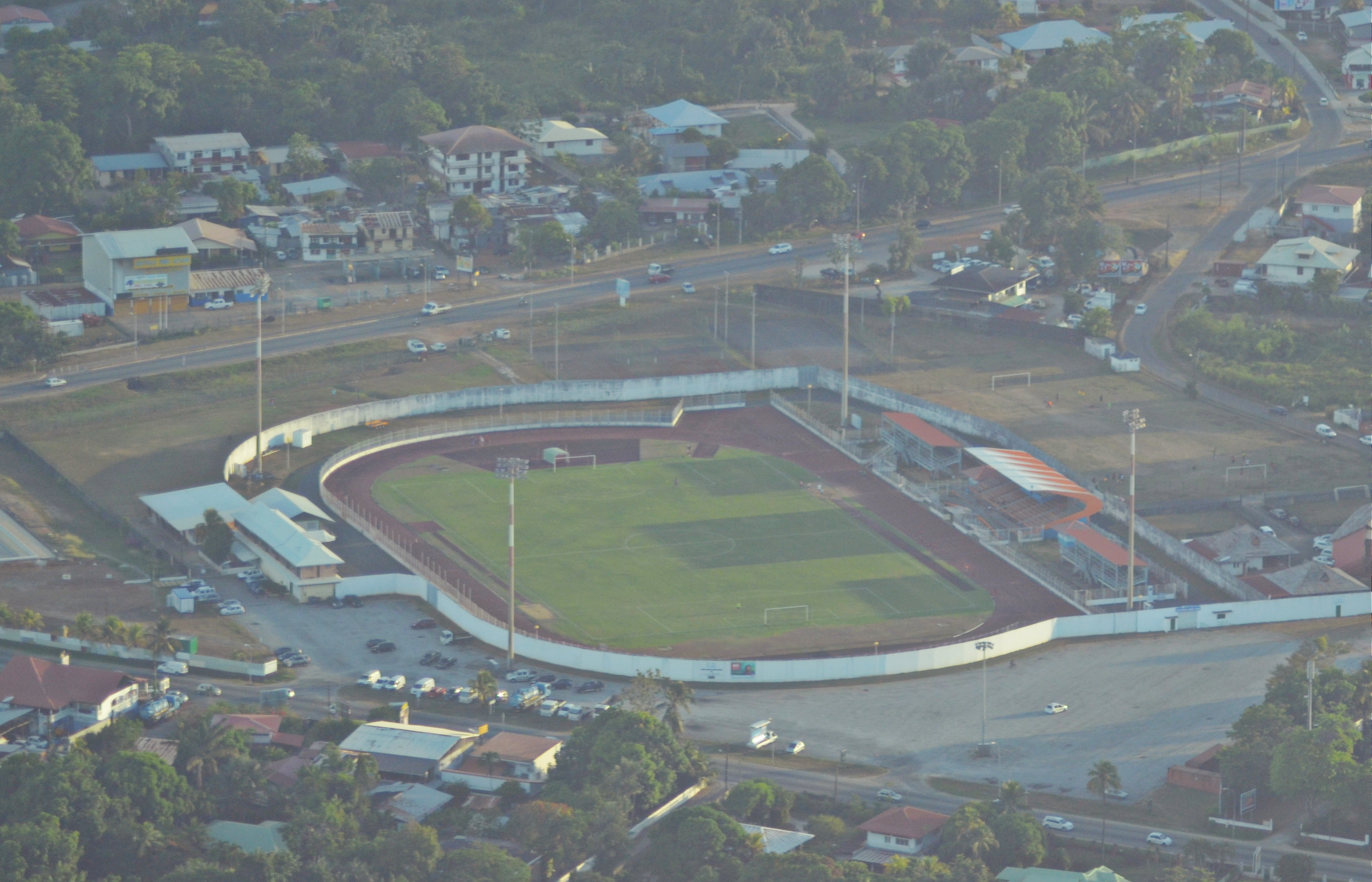
Estadio Georges-Chaumet (Stade Georges-Chaumet hasta 2014, Estadio Baduel)

### Fútbol
La selección de fútbol de Guayana Francesa es el equipo representativo de Guayana Francesa en el fútbol y tiene su propia liga regional llamada Liga de Fútbol de la Guayana Francesa. La liga regional de la Guayana Francesa se estableció en octubre de 1962. Actualmente no está afiliada a la FIFA, pero sí a la FFF desde el 27 de abril de 1963 y es miembro asociado de la CONCACAF (liga de América del norte, central y del Caribe) desde 1978. 
A pesar de estar geográficamente en el subcontinente de América del Sur las autoridades deportivas locales optaron por participar en la competición donde se encuentran la mayoría de los países y territorios dependientes del área del Caribe, y no en la Conmebol como le correspondería en términos estrictamente de Geografía.
En abril de 2013, la LFG se integró como miembro de pleno derecho de la CONCACAF. La Selección de Fútbol de Guayana, también conocida como Yana Dòkò, es una selección de los mejores jugadores francoguayaneses bajo los auspicios de la Liga de Fútbol de Guayana. No está reconocida por la FIFA, pero participa en las competiciones de la CONCACAF. Jugó su primer partido contra la Guayana Neerlandesa (actual Surinam) en 1936 cayendo 1 a 3. Obtuvo su mayor victoria el 26 de septiembre de 2012 contra la selección de San Pedro y Miquelón (11 a 1) y su Mayor derrota fue también contra la Guayana Neerlandesa cayendo 9 a 0 el 2 de marzo de 1947.
La selección local ha participado en eventos como la Copa de Naciones de la CONCACAF / Copa de Oro, Copa de Naciones del Caribe (entre 1978-2017), Liga de Naciones de la CONCACAF, Copa de Ultramar (Coupe de l'Outre-Mer, 2008-2012) y el Torneo de los 4 (Tournoi des 4).

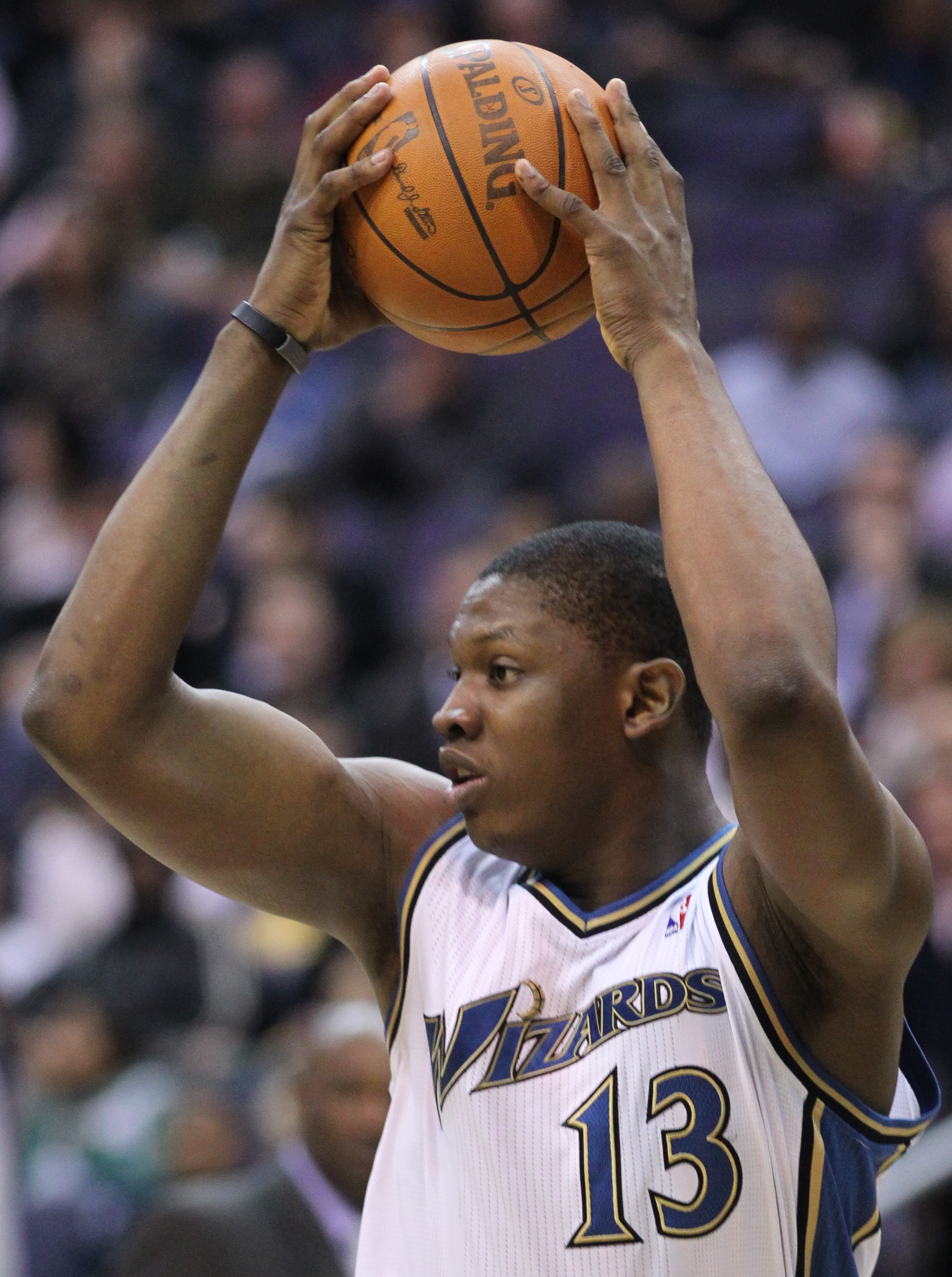
Kevin Seraphin exjugador de la NBA es oriundo de la Guayana Francesa

### Natación
Los dos principales clubes de natación de Guayana son el club Megaquarius y el Cercle Nageurs de Cayenne (CNC).
Durante varios años, el Megaquarius Club Guyane ha ganado la mayoría de los campeonatos de Guayana gracias a sus nadadores.
La Liga de Natación de Guayana también ha firmado una asociación con Surinam para organizar más competiciones entre estos dos países, especialmente el campeonato amazónico.

### Tour
El Tour de la Guayana Francesa (localmente: Tour de Guyane), antes conocido como "Le Tour du Littoral" (el Tour del Litoral) o más raramente como "La Grande Boucle Guayanaise", es una competición ciclista por etapas que se desarrolla principalmente en la Guayana Francesa cada año, aunque ocasionalmente atraviesa países vecinos. 
Se desarrolla en nueve etapas, con un recorrido que une las principales ciudades del departamento: Cayena, Kourou, y Saint-Laurent-du-Maroni. Fue creado en 1950 y es organizado por el Comité Régional de Cyclisme de la Guyane (Comité de ciclismo de la Guayana Francesa).
La gira es internacional desde 1978. A lo largo de los años ha ganado en importancia y popularidad y su duración ha aumentado. La participación ha pasado de un grupo mayoritariamente franco-guayanés en las primeras ediciones a ediciones con más de 10 nacionalidades diferentes. La edición de 2020 del Tour no pudo celebrarse debido a la pandemia de Covid-19. Este es también el caso del Tour en 2021.